# Репертуар Большого театра (Москва)
В настоящей статье приведён неполный список репертуара московского Большого театра.
Необходимо учитывать, что поначалу труппа Малого (Малый театр открылся 14 октября 1824 г.) и Большого театров (Большой театр открылся чуть позже Малого — 6 января 1825 года) была едина и состояла при общей дирекции Императорских театров Российской империи. Музыкальные и драматические представления шли вместе, неразрывно, дополняя друг друга, на обеих сценах.
Первые годы спектакли предназначались для праздной аристократической публики, и в один вечер обычно давали по два, три а то и по четыре разных представлений. Репертуар менялся очень быстро, поскольку немногочисленные зрители предпочитали новые постановки, а не смотреть одно и то же. Для постановок очень часто использовались произведения европейских авторов (закона об охране авторских прав ещё не было).
При составлении репертуара использовано большое количество источников. Репертуар с 1824 года до конца сезона 1854/55 года составлен Т. М. Ельницкой, а с августа 1855 по октябрь 1917 года перепечатывается из книг Н. Г. Зографа — «Малый театр второй половины XIX века» (М., 1960) и «Малый театр в конце XIX — начале XX века» (М., 1966).
| Дата | Пьеса и авторы |
| --- | --- |
| 6 января 1825                                                                                                 | «Торжество муз». Пролог в стихах М. А. Дмитриева к открытию Большого театра. Музыка Ф. Е. Шольца, А. Н. Верстовского и А. А. Алябьева, постановка подготовлена специально к открытию; «Сандрильона» (Золушка), балет Ф. Сора, балетмейстеры Ф.- В. Гюллень-Сор и И. К. Лобанов, постановка перенесена со сцены Театра на Моховой. |
| 7 января 1825                                                                                                 | Полное повторение программы, показанной накануне в день открытия. |
| 12 января 1825                                                                                                | Бенефис танцовщицы Д. С. Ришар (Лопухиной): «Путешествующая танцовщица актриса, или Три сестры невесты». Ком.-водевиль в 1 д. Переделка с фр. П. Н. Араповым комедии Каррона де Моркура, Леблана де Ферьера и Г. Турре «L’actrice en voyage». Музыка А. А. Алябьева; «Вексель, или Муж по случаю» (Le mari de circonstance). Комическая опера в 1 д. Текст Ф.-А.-Э. Планара (Eugène de Planard). Пер. с фр. Музыка Ш.-А. Плантада. |
| 23 января 1825                                                                                                | Бенефис М. Д. Львовой-Синецкой: «Урок старикам» (L’école des vieillards). Ком. в 5 д. К. Делавиня. Пер. с фр. вольными стихами Ф. Ф. Кокошкина; «Встреча дилижансов». Опера-водевиль в 1 д. А. И. Писарева, некоторые сцены и куплеты М. А. Дмитриева и П. Н. Арапова. Музыка А. А. Алябьева и А. Н. Верстовского |
| 29 января 1825                                                                                                | Бенефис М. С. Щепкина: «Школа женщин» (L’école des femmes). Ком. в 3 д. в стихах Ж.-Б. Мольера. Пер. с фр. Н. И. Хмельницкого; «Тридцать тысяч человек, или Находка хуже потери». Ком.-водевиль в 1 д. Переделано с фр. А. И. Писаревым. Музыка А. Н. Верстовского |
| 9 апреля 1825                                                                                                 | Бенефис капельмейстера Ф. Е. Шольца: «Забавы калифа, или Шутки на одни сутки». Опера-водевиль в 3 д. Текст А. И. Писарева. Музыка А. Н. Верстовского, А. А. Алябьева и Ф. Е. Шольца. |
| 16 апреля 1825                                                                                                | Бенефис актрисы Софьи Кураевой: «Бочонок пороху» (Les mauvaises têtes ou Le baril de poudre). Водевиль в 1 д. Ш.-О. Севрена и М. Урри. Переделано с фр. Е. И. Звалинским. Музыка Н. Е. Кубишты |
| 23 апреля 1825                                                                                                | Бенефис А. Т. и А. М. Сабуровых: «Финн». Волшебная ком. в стихах в 3 частях с прологом А. А. Шаховского, по поэме А. С. Пушкина «Руслан и Людмила»; «Опыт артистов, или Авось удастся». Ком. в 1 д. Переделано с фр. А. М. Сабуровым. |
| 4 мая 1825 | Бенефис В. В. Рыкалова: «Господин Блажнин, или Старый друг лучше новых двух». Ком. в 1 д. в стихах П. Н. Арапова, заимствованная из фр. водевиля М.-А. Дезожье и М.-Ж. Жантиля де Шаваньяка «M-r Sans-gene ou L’ami de college». |
| 15 мая 1825                                                                                                   | Бенефис К. П. Кавалерова: «Невидимый свидетель, или Пустыня в лесу» (Der unsichtbare Zeuge). Драма в 3 д. с хорами и танцами. Пер. с нем. М. И. Вальберховой; «Супруги прежде свадьбы, или Кто из них у кого в гостях». Ком. в 1 д. Р. М. Зотова. Подражание нем. комедии Рейнгольда «Verlegenheit und List oder Die Ehtleute vor der Hochzeit»; «Правдивый лжец, или Никак не дадут солгать». Опера-водевиль в 1 д. Перед. с фр. Е. И. Звалинским, ком. — Водевиль Э. Скриба и Мельвиля (А. -О. -Ж. Дюверье) «Le men». Музыка Н. Е. Кубишты. |
| 28 мая 1825                                                                                                   | Бенефис А. В. Лисицына: «Урок ревнивым, или Ревность не ведёт к добру». Комедия-водевиль в 1 д. Р. М. Зотова. Подражание фр. ком. «Les deux jaloux»; «И. П. О., или Пригласительный билет» (U.A. w. goder Die Einladungskarte). Ком. в 1 д. А. Коцебу. Пер. с нем. |
| 18 июня 1825                                                                                                  | Бенефис К. Н. Баранова: «Один за четверых, или Смелость города берет». Комедия-водевиль в 1 д. Переделано с фр. М. А. Яковлевым |
| 22 июня 1825                                                                                                  | Бенефис актёра Петербургской труппы И. И. Сосницкого: «Морской разбойник, или Волшебство не волшебство». Ком. в 5 д. в стихах и прозе А. А. Жандра с хорами, пением, балетом, кулачным боем, ярмаркою и гаданием, взятая из французского перевода романа В. Скотта «The Pirat» |
| СЕЗОН 1825/26 10 сентября 1825                                                                                | Бенефис Пелагеи И. Петровой: «Два сержанта, или Великодушные друзья» (Les deux sergents). Драма в 3 д. Добиньи. Пер. с фр. А. В. Иванова. |
| 2 октября 1825                                                                                                | Бенефис танцовщика Ф. Урбани: «Неудачное сватовство, или Деревенский маскарад». Ком. в 1 д. в стихах Н. Радищева с пением и хорами |
| 8 октября 1825                                                                                                | Бенефис танцовщицы А. И. Ворониной-Ивановой: «Волшебный нос, или Талисманы и финики». Волшебная шуточная опера-водевиль в 6 д. с хорами, балетами, превращениями и великолепным спектаклем. Перед. с фр. А. И. Писаревым, музыка А. Верстовского. |
| 16 октября 1825                                                                                               | «Рауль де Креки, или Возвращение из крестовых походов», балет в 5 актах (на сюжет пьесы Ж. М. Монвеля); комп. К. А. Кавос и его ученик Сушков (дополнен также муз. Т. В. Жучковского), балетм. А. П. Глушковский (перенос петербургской постановки Дидло) |
| 12 ноября 1825                                                                                                | Бенефис И. А. Максина: «Господин Пик-Асьет, или Новый искатель обедов» (Monsieur Pique-Assiette). Водевиль в 1 д. М. Теолона, Ф.-В.-А. Дартуа (Dartois) и Габриеля (Ж-Ж.-Г. Делюрье). Пер. с фр. П. Н. Арапова. Музыка Ф. Е. Шольца и Н. Е. Кубишты |
| 19 ноября 1825                                                                                                | Бенефис А. Т. и А. М. Сабуровых: «Жизнь холостого» (Le ménage de garçon). Ком. в 1 д. Э. Скриба и Ж.-А. Дюпена (Henri Dupin). Перед. с фр.; «Три десятки, или Новое двухдневное приключение». Опера-водевиль в 3 д. Перед. с фр. А. И. Писарева. Музыка А. А. Алябьева и А. Н. Верстовского; «Горбуны в модной лавке». Водевиль в 1 д. Пер. с фр. Д. Н. Баркова. Музыка В. А. Панина |
| 23 ноября 1825                                                                                                | Бенефис артиста драматической труппы Михаила Н. Зубова. «Дядя-соперник» (L’oncle rival). Ком. в 1 д. М-mе Леспарра. Пер. с фр. А. К. Бьерка; «Трактирщик судья и цирюльник стряпчий» (La carte a payer ou L’aubergiste bourgmestre). Водевиль в 1 д. Ж.-Т. Мерля (Jean-Toussaint Merle). Н. Бразье и П.-Ф.-А. Кармуша. Пер. с фр. |
| 1826 | «Три пояса, или Русская Сандрильона», балет Ф. Е. Шольца, балетмейстер А. П. Глушковский |
| 10 сентября 1826                                                                                              | «Аристофан, или Представление комедии Всадники». Историческая ком. А. А. Шаховского, в древнем роде, в разномерных стихах греческого стопосложения, в 3 д. с прологом, интермедиями, пением, хорами и танцами, с помещением многих мыслей и изречений из Аристофанова театра |
| 16 декабря 1826                                                                                               | Бенефис В. И. Воеводина: «Притчи, или Езоп у Ксанфа». Комедия-водевиль в 2 д. Перед. с фр. А. А. Шаховским Водевиль Ж.-Б.-С. Мартиньяка «Еsоре сhez Хаntus». «Притчи, басни и апологи, которые говорит Езоп, взяты из творений Хемницера, Дмитриева и Крылова с прибавлением нескольких новых. Музыка из разных авторов, для последних же куплетов водевиля вновь сочинена А. Н. Верстовским». |
| 31 декабря 1826                                                                                               | Бенефис Анны И. Лисицыной: «Писатели между собой». Ком. в 5 д. В. И. Головина в стихах; «Встреча в гавани, или Сердце делу не поможет» (L’insouciant ou La renconte au port). Ком.-водевиль в 1 д. В. Сент-Илера и Полена. Перед. с фр. А. М. Редкиным |
| 7 января 1827                                                                                                 | Бенефис капельмейстера Ф. Е. Шольца: «Ромео и Юлия». Мелодрама в 3 д. А. Г. Ротчева с хорами и балетами; «Дядя напрокат». Ком.- водевиль в 1 д. А. И. Писарева. Перед. с фр. Музыка Ф. Е. Шольца. Первое исполнение романса «Соловей» (стихи А. А. Дельвига, музыка А. А. Алябьева), исполнитель П. А. Булахов |
| 13 января 1827                                                                                                | Бенефис А. М. Борисовой: «Керим Гирей, Крымский хан». Романтическая трилогия в 5 д. в стихах А. А. Шаховского, с пением, хорами, разными танцами и мелодрамами. Содержание взято из «Бахчисарайского фонтана», поэмы А. С. Пушкина, с сохранением многих его стихов. Музыка К. А. Кавоса; «Шашни». Ком. в 1 д. Пер. с фр. А. Г. Ротчева. |
| 27 января 1827                                                                                                | Бенефис М. Д. Львовой-Синецкой: «Батюшкина дочка, или Нашла коса на камень». Ком.-балет в 3 д. А. А. Шаховского. Подражание ком. В. Шекспира «Укрощение строптивой»; «Две записки, или Без вины виноват». Опера-водевиль в 1 д. А. И. Писарева, музыка А. Алябьева и Верстовского. Перед. с фр.; «Ермак». Театральное представление лирической поэмы И. И. Дмитриева с дивертисментом «Праздник в Сибири». Стихи, соединяющие поэму и дивертисмент, А. А. Шаховского. |
| 4 февраля 1827                                                                                                | Бенефис М. С. Щепкина: «Школа супругов» (The wау tо kеер him). Ком. в 5 д. А. Мерфи. Перед. с англ. Ф. Ф. Кокошкиным; «Странствующие лекари, или Искусство оживлять мертвых». Опера-водевиль в 1 д. Перед. с фр. А. И. Писаревым |
| 22 апреля 1827                                                                                                | В пользу сирот В. В. Рыкалова: «Буря». Волшебно-романтическое зрелище в 3 д. в стихах и прозе, с музыкальным прологом «Кораблекрушение». Переделка А. А. Шаховским драмы В. Шекспира |
| 28 апреля 1827                                                                                                | Бенефис танцовщика Ф. Бернаделли: «Испытание» (Les deux secrets). Ком. в 1 д. Мельвиля (А.-О.-Ж. Дюверье). Пер. с фр. |
| 20 мая 1827                                                                                                   | Бенефис танцовщиц Е. А. Ивановой и А. Г. Заборовской: «Пастушка, старушка, волшебница, или Что нравится женщинам» (La fée Urgele ou Ce qui plaît aux dames). Волшебная опера-водевиль в 3 д. с хорами и превращениями. Текст Ш.-С. Фавара. Пер. с фр. А. И. Писарева. Музыка А. А. Алябьева и А. Н. Верстовского; «Урок женатым». Ком. в 1 д. в вольных стихах А. А. Шаховского, взятая из повести «Взыскательность молодой девушки», переведенной с фр. В. А. Жуковским; «Бенефициант» (Le bénéficiaire). Ком.-водевиль в 1 д. М. Теолона, и Этьена (Э. Кретю). Пер. с фр. А. А. Шаховского.                                                                                |
| 26 мая 1827                                                                                                   | Бенефис Софьи Кураевой: «Похищенный офицер». Опера-водевиль в 1 д. Пер. с фр. В. И. Головина. |
| 2 июня 1827                                                                                                   | Бенефис К. Н. Баранова: «Капельмейстер, или Не вовремя гость хуже татарина». Ком. в 1 д. Перед. с фр. К. Н. Баранова; «Восковые фигуры, или Волшебная механика». Интермедия-водевиль в 1 д. А. А. Шаховского. |
| 9 июня 1827                                                                                                   | Бенефис А. Т. и А. М. Сабуровых: «Фальстаф». Ком. в 1 д. А. А. Шаховского с пением и танцами, извлеченная из 1 и 2 частей хроники В. Шекспира «Король Генрих IV». |
| 25 июня 1827                                                                                                  | «Тщетная предосторожность» неизвестного композитора. Возобновление постановки на других сценах (когда ещё не открылся Большой театр); Лиза — Д. С. Лопухина; Колен — Ж. Ришар (старший) |
| 27 июня 1827                                                                                                  | Бенефис актёра Петербургской труппы В. В. Самойлова: «Женщина-лунатик замужем» (La somnambule mariee). Ком. в 1 д. М. Теолона. Пер. с фр. А. В. Самойлова. |
| СЕЗОН 1827/28 24 августа 1827                                                                                 | Бенефис А. И. Баранчеевой: «Привидение, или Разоренный замок». Водевиль в 2 д. А. А. Шаховского |
| 15 сентября 1827                                                                                              | Бенефис актёра Петербургской труппы И. И. Сосницкого; «Светский случай». Ком. в 1 д. в стихах Н. И. Хмельницкого. Подражание фр. ком. Л. Буасси «Le dehors trompeur ou L’homme du jour»; «Утро и вечер, или Ветер переменился». Опера-водевиль в 2 д. Перед. с фр. Р. М. Зотова, ком. Ф.-В.-А. Дартуа (Dartois) и М. Теолона, «Le matin et le soir ou La fiancée et la mariée», музыка Алябьева. |
| 6 сентября 1827                                                                                               | Бенефис танцовщика Ф. Урбани: «Причуды знатности» (Le préjugé vaincu). Ком. в 1 д. П. Мариво. Пер. с фр.; «Моя жена выходит замуж» (Мa femme se marie). Водевиль в 1 д. Ф.-А. Дювера (Félix-Auguste Duvert) и Виана. Перед. с фр. Н. И. Малышевым |
| 4 октября 1827                                                                                                | Балет «Кавказский пленник, или Тень невесты»; балет К. А. Кавоса, либретто К. Дидло (по Пушкину); доп. номера на муз. Н. Е. Кубишты, балетмейстер А. П. Глушковский; перенос петербургской постановки |
| 3 ноября 1827                                                                                                 | Бенефис артистки оперной труппы М. И. Вятроцинской: «Ватель, или Потомок великого человека» (Vatel, ou Le petit-fils d’un grand homme). Ком. в 1 д. Э. Скриба и Э. Мазера. Пер. с фр. П. Н. Арапова. |
| 17 ноября 1827                                                                                                | Бенефис П. Н. Максина: «Фанфан-тюльпан, или Давно пора бы догадаться» (Fanfan la Tulipe). Опера-водевиль в 1 д. Ф. Дюпети-Мере и Ж. Дюбуа. Пер. с фр. П. Н. Арапова. |
| 25 ноября 1827                                                                                                | Бенефис А. Т. и А. М. Сабуровых: «Молодая мать и жених в 48 лет, или Домашний спектакль». Опера-водевиль в 2 д. Текст А. А. Шаховского. Перед. ком. Э. Дюпати «La jeune mère, ou Les acteus de société». Музыка А. А. Алябьева; «Выкуп Барда, или Сила песнопения». Драматическая картина в 2 сценах М. А. Дмитриева, взятая из поэмы Мильвуа «La rançon d’Egill». Музыка А. Н. Верстовского; «Нераздельные, или Новое средство платить долги» (Les inseparables). Водевиль в 1 д. Э. Скриба и Ж.-А. Дюпена (Henri Dupin). Перед. с фр. Н. Шестаковым и Н. Александровым. Музыка А. А. Алябьева и Ф. Е. Шольца.                                                              |
| 1 декабря 1827                                                                                                | Бенефис П. С. Мочалова: «Судьба Ниджеля, или Всё беда для несчастного». Романтическая ком. в 5 д. А. А. Шаховского с пением, хорами, дивертисментом и великолепным спектаклем. Сюжет заимствован из романа В. Скотта «The Fortunes of Nigel». |
| 4 декабря 1827                                                                                                | «Жоко, бразильская обезьяна» (Jocko, ou Le sing du Brésil). Мелодрама в 3 д. Габриеля (Ж.-Ж.-Г. Делюрье) (фр. Jules Joseph Gabriel de Lurieu) и Э. Рошфора (фр. Edmond Rochefort). Пер. с фр. Р. М. Зотова. |
| 8 декабря 1827                                                                                                | Бенефис В. И. Воеводина: «Наряд невпопад, или Без невесты, как без шапки». Шутка-водевиль в 1 д. Перед. с фр. |
| 15 декабря 1827                                                                                               | Бенефис Анны И. Лисицыной: «Встарь и ныне» (Jadis et aujourd’hui). Опера в 1 д. Текст Ш.-О. Севрена. Перед. с фр. Музыка Р. Крейцера; «Рассказчик, или Две почтовые станции» (Le plus beau jour de la vie). Ком. в 3 д. Л.-Б. Пикара. Пер. с фр. Е. И. Звалинского. |
| 21 декабря 1827                                                                                               | Бенефис капельмейстера Ф. Е. Шольца: «Лучший день в жизни, или Урок богатым женихам» (Le plus beau jour de la vie). Опера-водевиль в 2 д. Текст Э. Скриба и А.-Ф. Варнера (Antoine-François Varner). Перед. с фр. Н. И. Малышевым. Музыка Ф. Е. Шольца. |
| 28 декабря 1827                                                                                               | «Благородный театр». Комедия в 4 д. в стихах М. Н. Загоскина. |
| 9 января 1828                                                                                                 | Бенефис А. М. Борисовой: «Семела, или Мщение Юноны». Мифологическое представление в 1 д. в вольных стихах с хорами, балетами и пением. Перед. с нем. А. А. Жандром драматической поэмы Ф. Шиллера «Semelе». Музыка К. А. Кавоса и Ф. Антонилини; «Федор Григорьевич Волков, или День рождения русского театра». Анекдотическая ком.- водевиль в 3 д. А. А. Шаховского. |
| 13 января 1828                                                                                                | Бенефис артиста оперной труппы П. А. Булахова: «Несколько часов царствования Нурмагалы». Комическая опера в 1 д. Текст Е. А. Дадьяна по поэме С.-Ф. Жанлис. |
| 20 января 1828                                                                                                | Бенефис М. Д. Львовой-Синецкой: «Тридцать лет, или Жизнь игрока» (Trent ans, ou La vie d’un joueur). Мелодрама в 3 д. В. Дюканжа и Дино (Ж.-Ф. Бедена (Jacques-Félix Beudin) и П. Губо (Prosper Goubaux)). Пер. с фр. Ф. Ф. Кокошкина; «Пять лет в два часа, или Как дороги утки» (Tony, ou Cinq années en deux heures). Опера-Водевиль в 2 д. Текст Н. Бразье, Мельвиля (А.-О.-Ж. Дюверье) и П.-Ф.-А. Кармуша. Переделано с фр. А. И. Писаревым. Музыка А. Н. Верстовского. |
| 27 января 1828                                                                                                | Бенефис М. С. Щепкина: «Пятнадцать лет в Париже, или Не все друзья одинаковы» (Quinze ans de Paris). Драматическое представление в 3 частях М. Теолона. Пер. с фр. А. И. Писарева; «Школа мужей» (L’école des maris). Ком. в 3 д. Ж.-Б. Мольера. Пер. с фр. С. Т. Аксакова; «Средство выдавать дочерей замуж». Опера-водевиль в 1 д. Текст перед. с фр. А. И. Писаревым. Музыка А. Н. Верстовского. |
| 19 апреля 1828                                                                                                | Бенефис А. М. Сабурова: «Еще суматоха, или На свете все превратно». Ком.-водевиль в 1 д. Перед. с фр. Д. Т. Ленского. |
| май 1828 | опера «Пан Твардовский» А. Н. Верстовского |
| 7 мая 1828 | Бенефис актрисы Петербургской труппы Е. И. Ежовой: «Фингал и Розкрана, или Каледонские обычаи». Драматическая поэма в 3 д. А. А. Шаховского в вольных стихах, с пением, хорами, поединками, морвенскими обычаями и великолепным спектаклем, взятая из песен Оссиана; «Три дела, или Евфратский пеликан». Романтический водевиль в 3 д. А. А. Шаховского, взятый из восточных сказок, с индийскими баснями, балетами и великолепным спектаклем; «Меркурий на часах, или Парнасская застава». Комико-аллегорическая интермедия-дивертисмент в стихах А. А. Шаховского. |
| 15 мая 1828                                                                                                   | Бенефис артиста оперной труппы Н. В. Лаврова: «Сват невпопад». Ком.-водевиль в 1 д. Пер. с фр. Д. Т. Ленского. |
| 29 мая 1828                                                                                                   | Бенефис танцовщицы и танцовщика М. Н. и Я. И. Ивановых: «Прециоза» (Рreciosa). Драма в 4 д. П.-А. Вольфа. Пер. с нем. А. В. Иванова. |
| 1828 | опера «Алина, королева Голкондская» Ф. Буальдьё (впервые в Большом театре) |
| 1828 | «Русалка» С. И. Давыдова или К. Кавоса (впервые в Большом театре) |
| СЕЗОН 1828/29 26 августа 1828                                                                                 | Балет «Отелло, или Венецианский мавр», балетм. Ф. Бернаделли (по Вигано) |
| 4 октября 1828                                                                                                | Бенефис танцовщицы Т. И. Глушковской: «Альцеста», балет, балетмейстер А. П. Глушковский по хореографии Дидло; «Честный вор». Ком.-водевиль в 1 д. Пер. с фр. Д. Т. Ленского. |
| 11 октября 1828                                                                                               | Бенефис танцовщика Ф. Урбани. «Гость не вовремя, или Мещанский обед». Водевиль в 1 д. Перед. с фр. Н. И. Малышевым. |
| 4 января 1829                                                                                                 | Бенефис артистки оперной труппы М. И. Вятроцинской: «Волшебная лампадка, или Кашемирские пирожники» (La petite lampe merveilleuse). Опера-водевиль в 3 д. Э. Скриба, Ж. Сент-Амана и Мельвиля (А.-О.-Ж. Дюверье). Пер. с фр. А. А. Жандра и А. А. Шаховского. Музыка А. Пиччини. |
| 8 января 1829                                                                                                 | Бенефис А. Т. Сабуровой. «Севильский цирюльник, или Тщетная предосторожность» (Le barbier de Seville ou La précaution inutile). Ком. в 4 д. П.-О. Бомарше. Пер. с фр. В. А. Ушакова. |
| 17 января 1829                                                                                                | Бенефис В. И. Воеводина. «Огненная палата, или Ужасный убийца». Историческая Драма в 3 д. Р. М. Зотова; «Обезьяна-воровка, или Жертва злобы и ослепления» (Le singe voleur). Опера-буффа-водевиль-пародия в 1 д. на «Сороку-воровку» Дж. Россини. Текст М.-А. Дезожье и Ж.-Т. Мерля (Jean-Toussaint Merle). Пер. с фр. Музыка из оперы Дж. Россини. |
| 31 января 1829                                                                                                | Бенефис П. С. Мочалова и М. С. Щепкина. «Разбойники» (Die Rauber). Тр. в 5 д. Ф. Шиллера. Пер. с нем. Н. Н. Сандунова; «Невинный в вине, или Судейский приговор». Опера-водевиль в 1 д. Текст пер. с фр. Д. Т. Ленского. Музыка Николо Изуара; «Девкалионов потоп, или Меркурий предъявитель». Водевиль-балет в 1 д. А. А. Шаховского, в разномерных и вольных стихах, с машинами, наводнением всего театра, разнородными плясками, с музыкой, составленной из народных песен. |
| 7 февраля 1829                                                                                                | Бенефис артиста оперной труппы П. А. Булахова. «Гюльнара, или Персидская невольница» (Gulnare ou L’esclave persane). Комическая опера в 1 д. Текст Б.-Ж. Марсолье. Пер. с фр. Д. Н. Баркова (?). Музыка Н. Далейрака. |
| 14 февраля 1829                                                                                               | Бенефис М. Д. Львовой-Синецкой: «День падения Миссолонги» (Le dernier jour de Missolonghi). Героическая Драма в 3 д. Ж. Озано. Вольный пер. с фр. в стихах Ф. Ф. Кокошкина. |
| 2 мая 1829 | Бенефис капельмейстера Ф. Е. Шольца. «Дедушка-жених». Ком.-водевиль в 1 д. Э. Скриба. Пер. с фр. Д. Т. Ленского. |
| 10 мая 1829                                                                                                   | Бенефис М. С. Щепкина И П. С. Мочалова. «Польдер, амстердамский палач». Романтическая мелодрама в 3 д. В. Дюканжа и Р.-Ш. Гильбера де Пиксерекура с музыкой, танцами, фламандскими картинами и великолепным спектаклем. Пер. с фр. П. Н. Арапова. «Молод и стар, женат и нет» (Le vieux mari). Ком.- водевиль в 2 д. Э. Скриба и Мельвиля (А.-О.-Ж. Дюверье). Пер. с фр. Н. Ф. Павлова. |
| 16 мая 1829                                                                                                   | Бенефис А. М. Сабурова. «От добра добра не ищут». Ком.-водевиль в 2 частях. Пер. с фр. Д. Н. Баркова; «Сонливый и проказник, или Шутка за шуткою». (Der Wirrwarr, oder Der Mutwillige). Ком. в 3 д. А. Коцебу. Пер. с нем.; «Господин слуга, или Игра щастия» Ком.-водевиль в 1 д. Пер. с фр. Д. Т. Ленского. |
| 24 мая 1829                                                                                                   | Бенефис танцовщика Ф. Бернаделли. «Тщеславный, или Чего очень хочется, тому и верится». Ком. в 2 д. А. Г. Волкова; «Крестная маменька» (La marraine). Ком.-водевиль в 1 д. Э. Скриба, Локруа (Joseph-Philippe Simon dit Lockroy) и Ж. Шабо де Буэна. Пер. с фр. Д. Т. Ленского. |
| 7 июня 1829                                                                                                   | Бенефис танцовщицы А. И. Ворониной-Ивановой: «Два гусара, или Жених в халате». Ком.-водевиль в 1 д. Перед. с фр. |
| 14 июня 1829                                                                                                  | Бенефис В. И. Живокини. «Прекрасный принц, или Небылицы в лицах» (Le prince charmant, ou Les contes de fées). Водевиль в 1 д. Э. Скриба. Пер. с фр. Д. Т. Ленского. |
| 21 июня 1829                                                                                                  | Бенефис Н. В. Репиной: «Дипломат» (Le diplomate). Ком.-водевиль в 2 д. Э. Скриба и Ж. Делавиня. Пер. с фр. Н. Ф. Павлова и С. П. Шевырева. Музыка аранжирована А. Н. Верстовским; «Новый Парис». Опера-водевиль в 1 д. Текст Н. И. Хмельницкого, подражание фр. Музыка А. Н. Верстовского и Л. В. Маурера. |
| 5 июля 1829                                                                                                   | Бенефис танцовщиц Ивановой и Ленской: «Воспитанник любви, или Как он переменился» (Jean). Ком.-водевиль в 4 частях М. Теолона и А. Синьоля. Пер. с фр. Д. Т. Ленского. |
| 29 июля 1829                                                                                                  | Бенефис танцовщицы и танцовщика Е. И. и И. К. Лобановых: «Пять свадеб с небольшим». Комическая опера-водевиль в 1 д. Н. И. Малышева |
| 1829 | «Полифем, или Торжество Галатеи», балет Ф. Е. Шольца, балетмейстер А. П. Глушковский |
| 1829 | «Амур и Психея», балет по П. Гарделю, балетмейстер Ф.-В. Гюллень-Сор |
| 1829 | Балет «Механические фигуры», балетм. Бернаделли |
| СЕЗОН 1829/30 2 сентября 1829                                                                                 | «Провар-завещатель» (Le légataire universel). Ком. в 5 д. Ж.-Ф. Реньяра. Перед. с фр. И. И. Тито. |
| 31 октября 1829                                                                                               | Бенефис танцовщика И. К. Лобанова. «Смерть Каласа» (Calas). Мелодрама в 3 д. В. Дюканжа. Пер. с фр. Ф. А. Кони |
| 17 октября 1829                                                                                               | Балет «Роланд и Моргана», балетмейстер А. П. Глушковский по хореографии Дидло |
| 6 ноября 1829                                                                                                 | Бенефис артистки оперной труппы М. И. Вятроцинской: «Минета, или Превращение кошки в женщину» (La chatte métamorphosée en femme). Водевиль в 1 д. Э. Скриба и Мельвиля (А.-О.-Ж. Дюверье). Пер. с фр. Н. Ф. Остолопова. |
| 19 ноября 1829                                                                                                | Бенефис А. Т. Сабуровой. «Свадьба Фигаро» (La folle journée, ou Le mariage de Figaro). Ком. в 5 д. П.-О. Бомарше. Пер. с фр. Д. Н. Баркова. |
| ? декабря 1829                                                                                                | Бенефис артиста оперной труппы П. А. Булахова: «Переход российских войск через Балканские горы». Историческое представление в 1 д. А. И. Шелера с пением, народными плясками, сражениями и великолепным спектаклем. |
| 30 декабря 1829                                                                                               | Бенефис артиста оперной труппы А. О. Бантышева. «Барон фон Тренк» (Baron de Trenck). Ком.-водевиль в 2 д. Э. Скриба и Ж. Делавиня. Пер. с фр. Д. Т. Ленского. |
| 3 января 1830                                                                                                 | Бенефис П. С. Мочалова. «Дон Карлос, инфант испанский» (Don Carlos, Infant von Spanien). Тр. в 5 д. Ф. Шиллера. Пер. с нем. в стихах П. Г. Ободовского; «Посланник» (L’ambassadeur). Ком.-водевиль в 1 д. Э. Скриба и Мельвиля (А.-О.-Ж. Дюверье). Пер. с фр. А. Таскина. |
| 16 января 1830                                                                                                | Бенефис М. Д. Львовой-Синецкой. «Внучатный племянник, или Остановка дилижанса» (Le collatéral, ou La diligence a Joigny). Ком. в 5 д. Л.-Б. Пикара. Пер. с фр. А. И. Писарева; «Чудные приключения и удивительное морское путешествие Пьетро Дандини». Волшебная опера-вод, в 3 д. Э. Скриба и Ж.-А. Дюпена (Henri Dupin). Пер. с фр. Д. Т. Ленского. |
| 31 января 1830                                                                                                | Бенефис М. С. Щепкина. «Скупой» (L’avare). Ком. в 5 д. Ж.-Б. Мольера. Пер. с фр. С. Т. Аксакова; «Ермак». Сцена из тр. в стихах А. С. Хомякова; «Горе от ума». Сцена из 1-го д. ком. в стихах А. С. Грибоедова; «Отчаянные лазы, или Торжество героев эриванских». Историческая картина современных событий Д. А. Шепелева. |
| 24 апреля 1830                                                                                                | Бенефис К. Н. Баранова. «Затеи жениха и хитрости невесты». Ком.-водевиль в 1 д. Перед. с фр. Н. И. Малышевым. |
| 12 мая 1830                                                                                                   | Бенефис А. С. Потанчиковой. «Эльфрида» (Elfriede). Тр. в 5 д. Ф.-Ю. Бертуха. Перед. с нем. А. П. Поморским; «Знакомые незнакомцы». Ком.-водевиль в 1 д. П. А. Каратыгина. |
| 23 мая 1830                                                                                                   | Бенефис Н. В. Репиной. «Муж и жена». Ком.-водевиль в 1 д. Пер. с фр. Д. Т. Ленского. Музыка Ф. Е. Шольца, А. Н. Верстовского и А. А. Алябьева; «Московский бал». 3-е действие ком. в стихах А. С. Грибоедова «Горе от ума». |
| 5 июня 1830                                                                                                   | Бенефис танцовщицы и танцовщика М. Н. И Я. И. Ивановых. «Час в тюрьме, или Ещё в чужом пиру похмелье» (Une heure de prison, ou La lettre de recommandation). Водевиль в 2 д. Т.-М. Дюмерсана, Ш.-О. Севрена и Ж.-Т. Мерля (Jean-Toussaint Merle). Пер. с фр. Д. Т. Ленского. |
| 12 июня 1830                                                                                                  | Бенефис А. Г. Рыкаловой. «Пустыня, или Сон убийцы». Мелодрама в 3 д. Пер. с польск.; «Станислав, или Не всякий это сделает» (Stanislas, ou La sœur de Christine). Водевиль в 1 д. М. Теолона и Эжена (Э. Скриба). Пер. с фр. Д. Т. Ленского. Музыка А. Н. Верстовского. |
| 27 июня 1830                                                                                                  | Бенефис Виноградова. «Габриель де Вержи» (Gabrielle de Vergy). Тр. в 5 д. П.-Л. Беллуа. Пер. с фр. в стихах А. П. Поморского; «Прогулки калифа». Опера-водевиль в 1 д. П. М. Щепина и Н. И. Куликова, воспитанников школы московского театра. |
| 4 июля 1830                                                                                                   | Бенефис актрисы Софьи Кураевой. «Невеста разбойника, или Страшный незнакомец». Драма в 3 д. Т. Кёрнера. Вольный пер. с нем. в стихах А. И. Шеллера; «Шотландский домовой» (Trilby, ou Le lutin de foyer). Опера-водевиль в 1 д. с дивертисментом М. Теолона, Лафонтена и Жуслена. Пер. с фр. А. В. Иванова. |
| 11 июля 1830                                                                                                  | Бенефис Е. М. Кавалеровой. «Генрих III и его двор» (Henri III et sa`cour). Историческая Драма в 5 д. А. Дюма. Пер. с фр. Н. П. Мундта. |
| 25 июля 1830                                                                                                  | Бенефис К. В. Третьякова. «Абелино, страшный атаман разбойников» (Abelino le grand bandit, ou L’homme a trois visages). Мелодрама в 3 д. Р.-Ш. Гильбера де Пиксерекура. Пер. с фр. А. П. |
| 30 июля 1830                                                                                                  | Бенефис танцовщицы Ивановой. «Первая любовь» (Les premieres amours, ou Les souvenirs d’enfance). Ком.-водевиль в 1 д. Э. Скриба. Пер. с фр. Д. Т. Ленского. |
| 1830 | опера «Иван-царевич» А. П. Полякова (первая постановка) |
| СЕЗОН 1830/31 10 февраля 1831                                                                                 | Бенефис М. Д. Львовой-Синецкой. «Пебло, прекрасный садовник Валенсии». (Peblo). Романтическая мелодрама в 3 д. Ж. Сент-Амана и Дюлона с хорами, пением, танцами, фламандскими картинами и великолепным спектаклем. Пер. с фр. Ф. А. Кони; «Примадонна в Кревинкеле, или Ложная Каталани». Комическая опера-водевиль в 2 д. Текст А. Бейерле. Пер. с нем. |
| 13 февраля 1831                                                                                               | Бенефис М. С. Щепкина. «Юрий Милославский». Романтическое представление в 5 сутках А. А. Шаховского, взятое из романа М. Н. Загоскина «Юрий Милославский, или Русские в 1612 году»; «Филипп, или Фамильная гордость» (Philippe). Ком.-водевиль в 1 д. Э. Скриба, Мельвиля (А.-О.-Ж. Дюверье) и Ж. Баяра. Пер. с фр. Д. Т. Ленского. |
| 17 февраля 1831                                                                                               | Бенефис танцовщицы Д. С. Ришар (Лопухиной). «Ольга, русская сирота» (Yelva, ou L’orpheline russe). Водевиль в 2 д. Э. Скриба, Т.-Ф. Девильнева (фр. Théodore-Ferdinand Vallou de Villeneuve) и Деверже (Desvergers, наст. имя Арман Шапо // Armand Chapeau). Пер. с фр. Н. П. Мундта. |
| 19 февраля 1831                                                                                               | Бенефис П. С. Мочалова. «Прародительница» (Die Ahnfrau). Романтическая тр. в 5 д. Ф. Грильпарцера. Пер. с нем. в стихах П. Г. Ободовского; «Бандит, или Разбойник на бале» (Le bandit). Романтическая ком.- Водевиль в 2 д. М. Теолона, Сен-Лорана (Ш. Номбре) и Теодора. Переделка с фр. А. А. Шаховского [?">, Н. Титова. |
| 25 февраля 1831 (утро)                                                                                        | Бенефис А. Т. Сабуровой. «Людмила». Драматическое представление в 3 отделениях, составленное из баллады В. А. Жуковского с сохранением некоторых его стихов; «Разъезд после бала». 4-е действие ком. в стихах А. С. Грибоедова «Горе от ума». |
| 7 мая 1831 | Бенефис артиста оперной труппы П. А. Булахова. «Тринадцатый плащ, или Сильная рука владыка». Ком.-водевиль в 2 д. Пер. с фр. |
| 15 мая 1831                                                                                                   | Бенефис танцовщицы Т. И. Глушковской. «Теобальд, или Возвращение из России» (Theobald, ou Le retour de Russie). Ком.-водевиль в 1 д. Э. Скриба и А.-Ф. Варнера (Antoine-François Varner). Пер. с фр. Д. Т. Ленского. |
| 5 июня 1831                                                                                                   | Бенефис Н. В. Репиной. «Старый гусар, или Пажи Фридриха II». Опера-водевиль в 3 д. Текст Т.-Ф. Девильнева (фр. Théodore-Ferdinand Vallou de Villeneuve), Э. Дюпати и В. Сент-Илера. Сюжет заимствован из романа Ш.-А.-Г. Пиго-Лебрена «Les barons de Felsheim». Пер. с фр. Д. Т. Ленского. |
| 11 июня 1831                                                                                                  | Бенефис В. И. Живокини. «Повара-дипломаты». Ком. в 1 д. Э. Рошфора, Бартелеми и М. Массона (фр. Auguste-Michel Benoît Gaudichot Masson). Пер. с фр. А. Н. П.; «Братья матросы, или Отец поневоле». Опера-водевиль в 1 д. Ф. А. Кони. Сюжет заимствован с фр.; «Я — мой брат» (Ich bin mein Bruder). Ком. в 2 д. К.-В. Контесса. Пер. с нем. Ф. А. Кони. |
| 26 июня 1831                                                                                                  | Бенефис К. Н. Баранова. «Хоть не по сердцу, а не за что сердиться». Ком.-водевиль в 1 д. М. А. Лисицыной. |
| 1831 | опера «Фра-Дьяволо, или Гостиница в Террачине» Д. Обера (впервые в Большом театре) |
| 1831 | опера «Осада Коринфа» Дж. Россини (впервые в Большом театре) |
| 11 декабря 1831                                                                                               | Балет «Чёрная шаль, или Наказанная неверность» на сборную музыку (по стихам А. С. Пушкина), балетмейстер А. П. Глушковский |
| СЕЗОН 1831/32 16 сентября 1831                                                                                | Бенефис Е. М. Кавалеровой. «Ночь на Новый год». Ком. в 3 д. Переложена В. Мещериновым из повести Г. Цшокке «Abenteuer der Neujahrsnacht»; «Сват Гаврилыч, или Сговор на яму». Картина русского народного быта в 1 д. А. А. Шаховского с песнями, плясками и играми. |
| 22 сентября 1831                                                                                              | «Приказ короля» (Des Konigs Befehl). Историческая ком. в 4 д. К. Тепфера. Пер. с нем. А. В. Иванова. |
| 9 октября 1831                                                                                                | Бенефис танцовщицы Д. С. Ришар (Лопухиной). «Вольные судьи, или Времена варварства» (Les francs-juges, ou Les temps de barbarie). Историческое представление в 4 д. Ж.-А.-Ф. Ламартельера. Пер. с фр. |
| 16 октября 1831                                                                                               | Бенефис балетмейстера А. П. Глушковского. «Следствие поединка». Ком. в 1 д. Ж.-Ж. Адера и Э. Брусса. Пер. с фр.; «Горе без ума». Водевиль в 1 д. П. А. Каратыгина. |
| 30 октября 1831                                                                                               | Бенефис артистки оперной труппы Ж. Филлис. «Два мужа» (Les deux maris). Ком.-водевиль в 1 д. Э. Скриба и А.-Ф. Варнера (Antoine-François Varner). Пер. с фр. Д. Т. Ленского. |
| 6 ноября 1831                                                                                                 | Бенефис танцовщика И. К. Лобанова. «Актёр и музыкант, или Любовь всему научит». Водевиль в 1 д. П. И. Григорьева. |
| 18 ноября 1831                                                                                                | Бенефис А. Т. Сабуровой. «Девушка-жених, или Невозможный брак». Ком.-водевиль в 2 д. Пер. с фр. |
| 27 ноября 1831                                                                                                | «Горе от ума». Ком. в 4 д. в стихах А. С. Грибоедова. |
| 3 декабря 1831                                                                                                | Бенефис артиста оперной труппы Н. В. Лаврова. «Знаменитые разбойники Мендр и Картуш» (Cartouche et Mandrin). Водевиль в 1 д. Ф.-В.-А. Дартуа (Dartois) и Ж.-А. Дюпена (Henri Dupin). Пер. с фр. Н. С. Титова. |
| 11 декабря 1831                                                                                               | Бенефис танцовщицы Т. И. Глушковской. «Галерные невольники». Мелодрама в 3 д. Э. Буари, П.-Ф.-А. Кармуша и А. Пужоля. Пер. с фр. А. П. |
| 18 декабря 1831                                                                                               | Бенефис артиста оперной труппы А. О. Бантышева: «Плащ, или Муж как и всякий» (Le rêve du mari, ou Le manteau). Ком. в 1 д. Ф. Андрие (François Andrieux). Перед. с фр. в стихах М. А. Офросимовым. |
| 8 января 1832                                                                                                 | В пользу детей покойного А. М. Сабурова. «Светский человек» (L’homme du monde). Драма в 5 д. Ф. Ансело и Ж. Сентина. Пер. с фр. Ф. А. Кони; «Кеттли, или Возвращение в Швейцарию» (Kettly, ou Le retour en Suisse). Опера-водевиль в 1 д. Ф.-А. Дювера и П. Дюпора. Пер. с фр. Д. Т. Ленского. |
| 15 января 1832                                                                                                | Бенефис П. С. Мочалова. «Иоанн Фауст, или Чернокнижник» (Johann Faust). Тр. в 5 д. А. Клингемана. Пер. с нем. в стихах Р. М. Зотова. |
| 21 января 1832                                                                                                | «Иоанн, Герцог Финляндский» (Johann, Herzog von Finland). Драма в 5 д. И. Вейсентурн. Пер. с нем. в стихах П. Г. Ободовского. |
| 22 января 1832                                                                                                | Бенефис артиста оперной труппы П. А. Булахова. «Еще роман на большой дороге, или Чему быть, тому не миновать». Водевиль в 1 д. Н. П. Грекова. |
| 29 января 1832                                                                                                | Бенефис М. Д. Львовой-Синецкой. «Вина» (Une faute). Драма в 2 д. Э. Скриба. Пер. с фр.; «Другой год брака, или Кто из них виноват?» (La seconde année, ou À qui la`faute?). Ком. в 1 д. Э. Скриба и Мельвиля (А.-О.-Ж. Дюверье). Пер. с фр.; «Цыганы». Драматическое представление в 2 к., взятое из поэмы А. С. Пушкина В. А. Каратыгиным. |
| 4 февраля 1832                                                                                                | Во 2-й раз: «Сентябрьская ночь». Водевиль в 2 отделениях П. А. Каратыгина. Сюжет заимствован из повести Марлинского (А. А. Бестужева). |
| 5 февраля 1832                                                                                                | Бенефис М. С. Щепкина: «Жена и должность, или Что выбрать» (Ma place et ma femme). Ком. в 3 д. Ж. Баяра и Г.-Г. Вайи. Пер. с фр. Н. П. Мундта; «Давид Теньер, живописец». Анекдотическая ком.-водевиль в 1 д. Н. В. Сушкова и П. А. Корсакова; «Мальтийский кавалер». Ком. в 1 д. Э. Скриба и Ф. де Курси (Frédéric de Courcy). Пер. с фр. в стихах М. А. Офросимова; «Утро столетнего старика, или Воспоминание Полтавской победы». Представление в 1 д. Перед. с нем. А. И. Шелером. |
| 20 апреля 1832                                                                                                | «Освобожденный невольник, или Свадьба, крестины и похороны». Ком. в 3 периодах Юбера и А.-М. Марешаля. Пер. с фр. |
| 29 апреля 1832                                                                                                | Бенефис танцовщицы и танцовщика Е. И. и И. К. Лобановых. «Первое апреля, или Новый дом сумасшедших». Шутка в 1 д. с маскарадным дивертисментом А. А. Шаховского. |
| 3 мая 1832 | Бенефис актёра Петербургской труппы И. И. Сосницкого. «Последнее средство, или Кокетство и любовь» (Das letzte Mittel). Ком. в 4 д. И. Вейсентурн. Пер. с нем.; «Мал да удал, или Записки гусарского полковника» (Les memoires d’un colonel de hussards). Водевиль в 1 д. Э. Скриба и Мельвиля (А.-О.-Ж. Дюверье). Пер. с фр. В. А. Каратыгина. |
| 11 мая 1832                                                                                                   | «Адольф и Клараб или Два арестанта» (Adolphe et Clara, ou Les deux prisonniers). Ком. в 1 д. Б.-Ж. Марсолье. Пер. с фр. В. А. Каратыгина. |
| 12 мая 1832                                                                                                   | Бенефис В. И. Живокини И Н. М. Никифорова. «Дезертер, или Тоска по отчизне» (Le mal du pays, ou La batelière de Brienz). Опера-водевиль в 1 д. Текст Э. Скриба и Мельвиля (А.-О.-Ж. Дюверье). Пер. с фр. Д. Т. Ленского; «Усы» (Partie et revanche). Ком.-водевиль в 1 д. Э. Скриба, Франсиса и Н. Бразье. Пер. с фр. Д. Т. Ленского. |
| 20 мая 1832                                                                                                   | Бенефис К. Н. Баранова. «Графиня-поселянка, или Медовый месяц» (La lune de miel). Ком. в 2 д. Э. Скриба, Мельвиля (А.-О.-Ж. Дюверье) и П.-Ф.-А. Кармуша. Пер. с фр. К. Н. Баранова; «Чертов колпак». Волшебный водевиль в 1 д. Пер. с фр. |
| 23 мая 1832                                                                                                   | Бенефис Д. Т. Ленского. «Поцелуй по векселю» (Le baiser au porteur). Ком.-водевиль в 1 д. Э. Скриба, Ж. Жансуля (Justin Gensoul) и Ф. де Курси (Frédéric de Courcy). Пер. с фр. Д. Т. Ленского. |
| 27 мая 1832                                                                                                   | Бенефис танцовщицы Ивановой. «Маскарад». Ком. в 1 д. Пер. с фр.; «Швейцарская молочница» (La laitière suisse, ou L’aveugle de Clarens). Водевиль в 1 д. Ш.-О. Севрена, Н. Бразье и Ж.-Т. Мерля (Jean-Toussaint Merle). Пер. с фр. Д. Н. Баркова. |
| 1832 | опера «Вадим, или Пробуждение двенадцати спящих дев» А. Верстовского (первая постановка) |
| СЕЗОН 1832/33 1 сентября 1832                                                                                 | «Калиостро» (Cagliostro). Мелодрама в 3 д. Антони (А.-Н. Беро) и Леопольда (Л. Шандезона) с пением, хорами, сражением, танцами, машинами и великолепным спектаклем. Пер. с фр. |
| 5 сентября 1832                                                                                               | Во 2-й раз: «Женщины-романтики, или Лорд в четырёх лицах». Водевиль в 1 д. |
| 7 октября 1832                                                                                                | Бенефис танцовщицы Д. С. Ришар (Лопухиной): «Тюрьма». Ком.-водевиль в 1 д. Пер. с фр. Н. М.; «Актриса, певица и танцовщица». Ком.-водевиль в 1 д. Пер. с фр. Д. Т. Ленского. |
| 1832 | «Поль и Виргиния», балет А. Дарондо по Ж. Омеру |
| 1832 | опера «Лодоиска, или Благодетельный татарин» Л. Керубини (впервые в Большом театре) |
| 14 октября 1832                                                                                               | Бенефис Н. В. Репиной. «Рославлев». Романтическое представление в 5 сутках А. А. Шаховского, взятое из романа М. Н. Загоскина «Рославлев, или Русские в 1812 году»; «Любовник напрокат» (Zoé, ou L’amant prête). Опера-водевиль в 1 д. Э. Скриба и Мельвиля (А.-О.-Ж. Дюверье). Пер. с фр. Ф. А. Кони. |
| 20 октября 1832                                                                                               | Бенефис балетмейстера А. П. Глушковского. «Семейство Рикебурга, или Неравный брак» (La famille Riquebourg). Ком.-водевиль в 1 д. Э. Скриба. Пер. с фр.; «Неутешные» (Les inconsolables). Ком. в 1 д. Э. Скриба. Пер. с фр. Ф. Ф. Кокошкина. |
| 28 октября 1832                                                                                               | Бенефис капельмейстера Фельдмана. «Назовите как хотите». Водевиль в 1 д. Пер. с фр. Ф. А. Кони. Музыка Фельдмана. |
| 3 ноября 1832                                                                                                 | «Фанни, или Мать и дочь соперницы» (La mère et la fille). Ком. в 5 д. Эмпи (Adolphe Simonis Empis) и Э. Мазера. Пер. с фр. В. А. Каратыгина. |
| 4 ноября 1832                                                                                                 | Бенефис танцовщика И. К. Лобанова. «Проказы в погребах» (L’intrigue dans les caves). Водевиль в 1 д. Пер. с фр. Д. Н. Баркова. |
| 11 ноября 1832                                                                                                | Бенефис Е. М. Кавалеровой. «Семейство Аспен, или Таинственный суд невидимого трибунала» (The House of Aspen). Тр. в 5 д. В. Скотта. Пер. с англ. И. Селиванова. |
| 16 декабря 1832                                                                                               | Бенефис танцовщицы Т. И. Глушковской. «Екатерина Медицис в Сен-Брисском замке в 1576 году» (Catherine de Médicis). Драма в 2 д. с куплетами Ф. Ансело. Перед, с фр. Ф. А. Кони; «Жених по доверенности». Водевиль в 1 д. Пер. с фр. Ф. А. Кони. |
| 30 декабря 1832                                                                                               | Бенефис артиста оперной труппы А. О. Бантышева. «Целый роман, или Весь день в приключениях». Комическая опера в 3 д. Текст пер. с фр. Музыка Э.-Н. Мегюля; «Чужая родня, или Все к лучшему». Водевиль в 1 д. Пер. с фр. А. Ве-а. Музыка В. Радивилова. |
| 13 января 1833                                                                                                | Бенефис П. С. Мочалова. «Антоний» (Antony). Тр. в 5 д. Перед. с фр. В. А. Каратыгиным Драма А. Дюма. |
| 20 января 1833                                                                                                | Бенефис М. Д. Львовой-Синецкой. «Двумужница, или За чем пойдешь, то и найдешь». Романтическая Драма в двух частях А. А. Шаховского, разделённая на пять суток, в прозе и стихах старинным русским размером, с хороводами, святочными играми и плясками; «Астрономические бредни, или Комета в 1832 году» (La`comete de 1832). Водевиль в 3 к. Ш. Оноре и Т.-М. Дюмерсана. Пер. с фр. Н. Ф. Павлова. |
| 27 января 1833                                                                                                | Бенефис М. С. Щепкина. «Карл XII на возвратном пути в Швецию» (Karl XII auf dem Heimkehr). Историческая Драма в 4 д. К. Тепфера. Пер. с нем. И. Г. Эрлинга; «Гильом и Лоретта, или Возвращение Станислава» (Le retour de Stanislas). Водевиль в 1 д. Пер. с фр. |
| 17 апреля 1833                                                                                                | Бенефис актрисы Петербургской труппы А. М. Каратыгиной. «Смиренница, или Женщины между собою». Ком. в 1 д. Перед. П. А. Каратыгина из фр. комической оперы «La `jeune prude, ou Les femmes entre elles». Текст Э. Дюпати; «Изора, или Бешеная» (Isaure). Ком. в 3 д. Теодора, Бенжамена и Франсиса. Пер. с фр. В. А. Каратыгина. |
| 24 апреля 1833                                                                                                | Бенефис В. И. Живокини и П. М. Щепина. «Развод, или Бал у адвоката» (La separation). Ком. в 3 д. Мельвиля (А.-О.-Ж. Дюверье) и П.-Ф.-А. Кармуша. Пер. с фр. В. М. Бакунина; «Две Маргариты» (Le chevreuil, ou Le fermier anglais). Водевиль в 3 д. Л. Галеви и Э. Жема. Пер. с фр. |
| 2 мая 1833 | Бенефис актёра Петербургской труппы В. А. Каратыгина. «Елизавета и граф Эссекс». Тр. в 5 д. Перед. с нем. в стихах В. А. Каратыгина тр. в прозе И.-Г. Дика «Graf Essex». |
| 5 мая 1833 | «Мнимый больной» (Le malade imaginaire). Ком. в 3 д. Ж.-Б. Мольера. Пер. с фр. Д. Н. Баркова. |
| 19 мая 1833                                                                                                   | Бенефис К. Н. Баранова. «Вечер на хуторе близ Диканьки». Интермедия в 1 д., взятая из повестей Н. В. Гоголя. |
| 1833 | оперная интермедия-дивертисмент «Русский ямщик, или Сокол с места, а ворона на место» (первая постановка) |
| СЕЗОН 1833/34 15 сентября 1833                                                                                | Бенефис Е. М. Кавалеровой. «Сумасшедшая, или Завещание англичанки» (La folle, ou Le testament d’une anglaise). Ком. в 3 д. Г.-Г. Вайи. Пер. с фр. Р. М. Зотова;«Хороша и дурна, и глупа и умна». Водевиль в 1 д. Д. Т. Ленского. Перед. водевиля Э. Скриба и Мельвиля (А.-О.-Ж. Дюверье) «La demoiselle a marier, ou La premiere entrevue»; «Полночь, или Кто прежде поцелует» (Minuit, ou La veille du jour de l’an). Ком. в 1 д. Дезодра и Сен-При. Перед. с фр. в вольных стихах В. А. Каратыгина; «Любовное зелье, или Цирюльник стихотворец». Опера-водевиль в 1 д. Д. Т. Ленского. Переделка водевиля Мельвиля (А.-О.-Ж. Дюверье) и Н. Бразье «Le philtre champenois». |
| 29 сентября 1833                                                                                              | Бенефис танцовщицы А. И. Ворониной-Ивановой. «Одно утро из жизни Генриха IV» (Une matinee d’Henri IV). Ком. в 1 д. Л.-Б. Пикара. Пер. с фр. |
| 13 октября 1833                                                                                               | Бенефис Н. В. Репиной. «Шестнадцать лет» (Il y a seize ans). Драма с музыкой в 3 д. В. Дюканжа. Пер. с фр.; «Принц с хохлом, бельмом и горбом» (Riquet a la houppe). Волшебная сказка-водевиль в 1 д. Ш.-О. Севрена и Н. Бразье. Пер. с фр. Ф. А. Кони. |
| 20 октября 1833                                                                                               | Бенефис танцовщицы Т. И. Глушковской. «Нищая». Драма в 2 д. Пер. с фр.; «Маркитантка». Драматическое представление в 2 д. с куплетами Н. К. Сюжет из времен Наполеона заимствован из романа С. Макера. |
| 3 ноября 1833                                                                                                 | Бенефис капельмейстера Фельцмана. «Бонар в луне, или Астрономические бредни» (Bonardin dans la lune). Шутка-водевиль в 1 д. Ш. Оноре. Пер. с фр. Музыка Фельцмана. |
| 10 ноября 1833                                                                                                | Бенефис танцовщика И. К. Лобанова. «Один год, или Женитьба по любви» (Un an, ou Le mariage d’amour). Драма в 3 д. Ф. Ансело. Пер. с фр. К. Н. Тимковского; «Щепкин, Тюря и Стеша, или Отыгрыш». Интермедия-водевиль в 1 д. А. А. Шаховского. |
| 17 ноября 1833                                                                                                | Бенефис А. Т. Сабуровой. «Торквато Тассо». Драма в 5 д. в стихах М. Д. Киреева. |
| 15 декабря 1833                                                                                               | Бенефис балетмейстера А. П. Глушковского. «Поединок при кардинале Ришельё» (Un duel sous le cardinal de Richelieu). Драма в 3 д. Локруа (Joseph-Philippe Simon dit Lockroy) и Э. Бадона. Пер. с фр.; «Жена, каких много, и муж, каких мало, или Все навыворот». Ком.-водевиль в 1 д. П. И. Григорьева. Сюжет заимствован из ком. О. Крезе де Лессе «Le secret du menage». |
| 19 декабря 1833                                                                                               | Бенефис артиста оперной труппы Н. В. Лаврова. «Карета, или По платью встречают, по уму провожают» (Le landeau, ou L’hospitalite). Ком.-водевиль в 1 д. Л.-Б. Пикара и Э. Мазера. Пер. с фр. Ф. А. Кони; «Татьяна прекрасная на Воробьевых горах, или Неожиданное возвращение». Интермедия-водевиль в 1 д. Музыка А. Н. Титова, К. А. Кавоса и Д. А. Шелихова. |
| 19 января 1834                                                                                                | Бенефис П. С. Мочалова. «Сумасшедший». Драма в 3 д. Пер. с фр.; «Суженый не ряженый, или Святки в 1737 году». Старинная бывальщина в 5 сутках с 4 междусуточными интермедиями А. А. Шаховского. |
| 26 января 1834                                                                                                | Бенефис М. Д. Львовой-Синецкой. «Пария, или Отверженное племя» (Der Paria). Тр. в 1 д. М. Беера. Пер. с нем. в стихах; «Генриетта, или Мщение через два года». Драма в 4 к. Ф. Ансело. Пер. с фр. |
| 30 января 1834                                                                                                | Во 2-й раз: «Муж в камине, а жена в гостях» (La cheminee de 1748). Анекдотический водевиль в 1 д. Мельвиля (А.-О.-Ж. Дюверье) и Н. Бразье. Пер. с фр. Ф. А. Кони. |
| 31 января 1834                                                                                                | Бенефис артиста оперной труппы А. О. Бантышева. «Женская ненависть, или Наследство и любовь» (La haine d’une femme, ou Le jeune homme a marier). Ком. в 1 д. Э. Скриба. Пер. с фр.; «Тереза». Драма-водевиль в 1 д. Ф. А. Кони. |
| 16 февраля 1834                                                                                               | Бенефис М. С. Щепкина. «Дон Ранудо де Калибрадос, или Что и честь, коли нечего есть». Водевиль в 1 д. П. А. Каратыгина. Сюжет заимствован из ком. А. Коцебу «Don Ranudo de Colibrados»; «Жизнь Мольера». Историческая Драма в 3 д. Д.-Ш. Дюпети и Э. Араго. Пер. с фр. В. В. Горского; «Для чего?» (Pourquoi?). Ком.-водевиль в 1 д. Локруа (Joseph-Philippe Simon dit Lockroy) и О. Анисе-Буржуа. Пер. с фр. В. В. Горского. |
| 30 апреля 1834                                                                                                | «Смольяне в 1611 году». Драматическая хроника в 4 д. в стихах с хорами А. А. Шаховского. |
| 11 мая 1834                                                                                                   | Бенефис И. В. Орлова. «Рука всевышнего отечество спасла». Трагедия из отечественной истории в 5 д. в стихах Н. В. Кукольника; «Заемные жены, или Не знаешь где найдешь, где потеряешь» (Les femmes d’emprunt). Ком. в 1 д. Ш. Варена (Charles Varin) и Деверже (Desvergers, наст. Имя Арман Шапо // Armand Chapeau). Пер. с фр. П. А. Каратыгина. |
| 18 мая 1834                                                                                                   | Бенефис танцовщицы и танцовщика Е. И. и И. К. Лобановых. «Светская невеста, или Доктор сам не свой». Ком.-водевиль в 1 д. П. И. Григорьева; «Молодые ключницы у старых холостяков, или Обочлись в расчёте» (Les jeunes bonnes et les vieux garcons). Водевиль в 1 д. Деверже (Desvergers, наст. имя Арман Шапо // Armand Chapeau) и Ш. Варена (Charles Varin). Пер. с фр. П. А. Каратыгина. |
| 25 мая 1834                                                                                                   | Бенефис В. И. Живокини. «Чрезвычайное происшествие, или Лукреция нашего времени» (La grande aventure). Ком.-водевиль в 1 д. Э. Скриба и А.-Ф. Варнера (Antoine-François Varner). Пер. с фр. П. А. Каратыгина; «Зеленый-зеленый» (Vert-vert). Водевиль в 3 д. А. Левена и Ф. Дефоржа. Пер. с фр.; «Стряпчий под столом» (Monsieur Jovial, ou L’huissier chansonnier). Водевиль в 2 д. М. Теолона и Шокара. Пер. с фр. Д. Т. Ленского. |
| 1 июня 1834                                                                                                   | Бенефис К. Н. Баранова. «Подмосковные проказы, или Худой мир лучше доброй ссоры». Ком.- водевиль в 1 д. В. И. Орлова. |
| 1834 | Опера «Роберт» (по 1834 «Роберт-Дьявол» Джакомо Мейербера) |
| 1834 | «Забавы султана, или Продавец невольников», балет А. Е. Варламова, балетмейстер Ф.-В. Гюллень-Сор |
| 1834 | «Женщина-лунатик, или Сомнамбула» Ф. Герольда, балетмейстер Ф.- В. Гюллень-Сор |
| 1834 | оперная шутка-дивертисмент «Ивановщина, или Именины пращура» (первая постановка) |
| 1834 | опера «Сорока-воровка, или Опасность судить по наружности» Дж. Россини (впервые в Большом театре) |
| 1834 | опера «Лейчестер и Елизавета, или Замок Кенильворт» Д. Обера (впервые в Большом театре) |
| СЕЗОН 1834/35 24 августа 1834                                                                                 | Бенефис актёра Петербургской труппы А. В. Воротникова. «Филатка и Мирошка соперники, или Четыре жениха и одна невеста». Народный водевиль в 1 д. П. Г. Григорьева. |
| 28 сентября 1834                                                                                              | Бенефис Е. М. Кавалеровой: «Мак Довель, или Обличенное злодейство» (Mac Dowel). Драматическое представление в 3 д. В. Дюканжа. Пер. с фр. М. А. Офросимова; «В тихом омуте черти водятся». Водевиль в 1 д. Ф. А. Кони. Перед. фр. Водевиль Э. Скриба и А.-Ф. Варнера (Antoine-François Varner) «Madam de Saint Agnes». |
| 5 октября 1834                                                                                                | Бенефис танцовщицы Ивановой. «Сенатор». Водевиль в 1 д. Пер. с фр. В. В. Горского; «Луиза, или Свадьба по судейскому приговору» (Louise, ou La reparation). Ком.-водевиль в 2 д. Э. Скриба, Мельвиля (А.-О.-Ж. Дюверье) и Ж. Баяра. Сюжет заимствован из нем. повести Г. Цшокке «Тетушка». Пер. с фр. А. Г. С. |
| 12 октября 1834                                                                                               | Бенефис Н. В. Репиной. «Семь дней любви» (La semaine des amours). Романтический водевиль в 7 к. Филиппа и Жюльена. Пер. с фр. В. В. Горского. |
| 26 октября 1834                                                                                               | Бенефис танцовщицы Т. И. Глушковской. «Муромские леса, или Выбор атамана». Драма в 3 д. по драматической повести А. Ф. Вельтмана того же названия: «Две недели воздержания, или Тайны» (Les deux secrets). Ком.-водевиль в 1 д. Мельвиля (А.-О.-Ж. Дюверье). Пер. с фр. В. Г. |
| 2 ноября 1834                                                                                                 | Бенефис капельмейстера Фельцмана. «Тайный брак, или Поединок в Пре-о-Клерк» (Le Pre aux Clercs). Комическая опера в 3 д. Текст Ф.-А.-Э. Планара. Пер. с фр. В. В. Горского. Музыка Л.-Ж.-Ф. Герольда; «Вдова-чиновница». Ком.-водевиль в 1 д. П. И. Григорьева. |
| 9 ноября 1834                                                                                                 | Бенефис танцовщика И. К. Лобанова. «Сопрано» (Le soprano). Ком.-водевиль в 1 д. Э. Скриба и Мельвиля (А.-О.-Ж. Дюверье). Пер. с фр. В. В. Горского; «Мирандолина, или Седина в бороду, а бес в ребро» (Mirandolina). Ком. в 3 д. К.-Л. Блума. Переделка ком. К. Гольдони «Трактирщица». Пер. с нем. В. А. Каратыгина; «Страсть к должностям» (La manie de places, ou La folie du siecle). Ком.-водевиль в 1 д. Э. Скриба и Ж. Баяра. Пер. с фр. В. В. Горского. |
| 30 ноября 1834                                                                                                | Бенефис А. Т. Сабуровой. «Не влюбляйся без памяти, не женись без расчета». Анекдотическая шутка-Водевиль в 1 д. Ф. А. Кони. Подражание фр. Водевиль М. Теолона «Le mari aux neuf femmes»; «Именины благодетельного помещика, или Неожиданная свадьба в селе Сверчкове». Интермедия-водевиль в 1 д. |
| 7 декабря 1834                                                                                                | Бенефис балетмейстера А. П. Глушковского. «Угар от любви, или Жить тошно, а умереть ещё тошней» (Le dernier chapitre). Водевиль в 1 д. Пер. с фр. В. В. Горского. |
| 28 декабря 1834                                                                                               | Бенефис Пелагеи И. Петровой. «Взаимные испытания». Ком. в 1 д. в стихах Н. И. Хмельницкого. «Колдуны, или Дока на доку напал». Водевиль в 1 д. П. С. Федорова. |
| 11 января 1835                                                                                                | Бенефис артиста оперной труппы А. О. Бантышева. «Скромный поневоле, или Отгадка после» (Une journee a Versaille). Ком. в 3 д. Ж. Дюваля (фр. Georges Duval). Пер. с фр. А. И. Писарева. |
| 18 января 1835                                                                                                | Бенефис П. С. Мочалова. «Жизнь и смерть Ричарда III» (King Richard the Third). Трагическая хроника в 5 д. В. Шекспира. Переложена в стихи из буквального перевода с англ. Я. Г. Брянским. |
| 24 января 1835                                                                                                | «Дон Кихот», балетмейстер Ф.-В. Гюллень-Сор |
| 25 января 1835                                                                                                | Бенефис М. Д. Львовой-Синецкой. «Маркиз поневоле, или Все наоборот» (Monsieur Champagne, ou Le marquis malgre lui). Комедия-водевиль в 1 д. Ф.-В.-А. Дартуа (Dartois) и Леона. Пер. с фр. П. С. Федорова. «День торжества и смертной казни, или Следствия мести и преступления». Драма в 3 д. Пер. с фр. «Малабарская вдова, или Из огня да в воду» (La veuve de Malabar). Водевиль в 1 д. Ж. Сент-Амана, Э. Скриба и Мельвиля. Пер. с фр. Д. Н. Баркова. «Бобелина, героиня Греции». Интермедия-дивертисмент в 1 д. Музыка А. Е. Варламова. |
| 30 января 1835                                                                                                | Бенефис артиста оперной труппы Н. В. Лаврова. «Жена соседа, или Мужья в западне» (La femme du voisin). Водевиль в 1 д. Ш. Денуайе. Пер. с фр. А. И. Булгакова. |
| 8 февраля 1835                                                                                                | Бенефис М. С. Щепкина. «Венецианский купец» (The Merchant of Venice). Драма в 5 д. В. Шекспира. Пер. с англ. Н. Ф. Павлова. «Матрос» (Un matelot). Ком. в 1 д. Э. Соважа (фр. Élie Sauvage) и Ж.-Ж.-Г. Делюрье. Пер. с фр. Д. А. Шепелева. |
| 15 апреля 1835                                                                                                | «Ермак». Тр. в 5 д. в стихах А. С. Хомякова. Музыка А. Е. Варламова |
| 19 апреля 1835                                                                                                | Бенефис актёра Петербургской труппы В. А. Каратыгина. «Князь Михаил Васильевич Скопин-Шуйский». Драма в 5 д. в стихах Н. В. Кукольника. «Разборчивый жених, или Из одной крайности в другую». Водевиль в 1 д. Пер. с фр. |
| 26 апреля 1835                                                                                                | Бенефис танцовщика И. К. Лобанова. «Муж, жена и сын, или Сердце матери». Драма в 2 д. Пер. с фр.; «Горе от тещи, или Женись да оглядывайся». Ком.-водевиль в 1 д. П. И. Григорьева. |
| 3 мая 1835 | Бенефис И. В. Орлова. «Мария Стюарт» (Маrie Stuart). Тр. в 5 д. Ф. Шиллера. Пер. с нем. А. А. Шишкова; «Жених-мертвец, или Думал солгать, а сказал правду» (Les heritiers de M. De Crac). Водевиль в 1 д. Э. Скриба и Ж.-А. Дюпена (Henri Dupin). Пер. с фр. |
| 10 мая 1835                                                                                                   | Бенефис актрисы Петербургской труппы А. М. Каратыгиной. «Роксолана». Драма в 5 д. в стихах Н. В. Кукольника. |
| СЕЗОН 1835/36 16 сентября 1835                                                                                | «Аскольдова могила» А. Н. Верстовского, первое представление |
| 27 сентября 1835                                                                                              | Бенефис артиста драматической труппы Михаила Волкова. «Шведка» (La suedoise). Мелодрама в 3 д. В. Дюканжа. Пер. с фр. «Жизнь или смерть, или Самоубийцы от любви» (Еtre aime ou mourir!). Ком.-водевиль в 1 д. Э. Скриба и Ф. Дюмануара. Пер. с фр. П. А. Каратыгина. «Артист» (L’artiste). Водевиль в 1 д. Э. Скриба и А. Перле. Пер. с фр. А. И. Булгакова. |
| 4 октября 1835                                                                                                | Бенефис танцовзицы А. И. Ворониной-Ивановой: Балет «Карл и Лизбета», балетмейстер А. П. Глушковский по хореографии Дидло; «Мнимая г-жа Мелас, или Fanatico per la musiса». Ориг. шутка-водевиль в 1 д.; «Лорнет, или Правда глаза колет» (Le lorgnon). Фантастический водевиль в 1 д. Э. Скриба. Пер. с фр. П. А. Каратыгина. |
| 18 октября 1835                                                                                               | Бенефис Н. В. Репиной. «Иван Савельич». Московская шутка-водевиль в 2 д. Ф. А. Кони. «Провинциальные актёры, или Ошибка в фальшь не ставится». Интермедия-пословица с танцами. Сюжет заимствован из повести А. Ф. Вельтмана того же названия. |
| 1 ноября 1835                                                                                                 | Бенефис В. И. Живокини: «Сын природы, или Ученье свет, а неученье тьма». Ком.-водевиль в 3 д. П. И. Григорьева и П. А. Каратыгина. Сюжет взят из романа Поля де Кока «L’homme de la nature, et l’homme police»; «Покойник муж и вдова его». Водевиль в 1 д. Ф. А. Кони. Сюжет заимствован из фр. ком. А. Дюма «Le mari de la veuve»; «Царство женщин, или Свет наизнанку» (Le royaume des femmes, ou Le monde a l’envers). Водевиль в 2 д. Ш. Денуайе, братьев И. и Т. Коньяр. Пер. с фр. Девятого и Н. И. Куликова. |
| 7 ноября 1835                                                                                                 | Балет «Сандрильона», возобновление |
| 15 ноября 1835                                                                                                | Бенефис Е. М. Кавалеровой. «Дядя сват, или Один вместо другого». Водевиль в 1 д. Перед. с фр. |
| 2 декабря 1835                                                                                                | «Недовольные». Ком. в 4 д. в стихах М. Н. Загоскина. |
| 13 декабря 1835                                                                                               | Бенефис артиста оперной труппы А. О. Бантышева. «Отец и сын, или Первая страсть молодого человека». Ком.-водевиль в 3 д. Пер. с фр. Девятого и Н. И. Куликова. |
| 3 января 1836                                                                                                 | Бенефис М. С. Щепкина. «Фарисеев, или Лицемер» (Таrtuffe, ou L’imposteur). Ком. в 5 д. Ж.-Б. Мольера. Пер. с фр. в стихах А. С. Норова; «Желтые перчатки» (Les gants jaunes). Водевиль в 1 д. Ж. Баяра. Пер. с фр. Девятого и Н. И. Куликова. |
| 10 января 1836                                                                                                | Бенефис П. С. Мочалова. «Судьба Жульена, или Не вкусив горько, не видать и сладко». Водевиль в 2 д. Пер. с фр. |
| 17 января 1836                                                                                                | Бенефис артиста оперной труппы Н. В. Лаврова. «Слесарь» (Le serrurier). Драма в 1 д. Ж. Баяра, А. Декомберусса и Э. Вандербурха. Пер. с фр. П. И. Вальберха; «Скряги в тисках». Опера-водевиль в 1 д. Пер. с фр. Д. Т. Ленского. Музыка аранжирована и сочинена П. М. Щепиным. |
| 24 января 1836                                                                                                | Бенефис М. Д. Львовой-Синецкой. «Клавиго» (Clavigo). Тр. в 5 д. И.-В. Гёте. Пер. с нем Ф. А. Кони. «Женщина-стряпчий, или Средство прекращать тяжбу» (La separation). Ком.-водевиль в 1 д. Мельвиля (А.-О.-Ж. Дюверье) и П.-Ф.-А. Кармуша. Перед. с фр. Девятым и Н. И. Куликовым. |
| 10 апреля 1836                                                                                                | Бенефис И. В. Орлова. «Венецианская актриса» (Angelo, tyran de Padoue). Драма в 3 сутках и 4 отделениях В. Гюго. Пер. с фр. М. В. Самойловой; «Муж всех жен, или Савойская граница» (La frontiere de Savoie). Водевиль в 1 д. Э. Скриба и Ж. Баяра. Пер. с фр. Ф. А. Кони. |
| 15 апреля 1836                                                                                                | «Фенелла», балет в 4 актах на муз. оперы «Фенелла» («Немая из Портичи») Д. Ф. Обера, аранжировка Эрколани, балетм. Ф. Гюллень-Сор |
| 25 мая 1836                                                                                                   | «Ревизор». Ком. в 5 д. Н. В. Гоголя. |
| 17 июля 1836                                                                                                  | Бенефис актёра Петербургской труппы Н. О. Дюра: «Жена и зонтик, или Расстроенный настройщик» (Ma femme et mon parapluie). Водевиль в 1 д. Лорансена. Пер. с фр. П. А. Каратыгина; «Две женщины против одного мужчины, или Его не проведешь» (Deux femmes contre un homme). Водевиль в 1 д. Ф. Дюмануара и Бренсвика. Пер. с фр. П. А. Каратыгина; «Ночной колокольчик». Водевиль в 1 д. Пер. с фр. П. А. Каратыгина. |
| СЕЗОН 1836/37 27 августа 1836                                                                                 | «Настоящий ревизор». Комедия в 3 действиях Д. И. Цицианова, "служащая продолжением комедии «Ревизор». |
| 9 октября 1836                                                                                                | Бенефис танцовщицы А. И. Ворониной-Ивановой. «Поединок с живым и мертвым, или Бился, а не женился». Ком.-водевиль в 2 д. Мельвиля (А.-О.-Ж. Дюверье) и П.-Ф.-А. Кармуша. Пер. с фр. П. С.; «Еще чудные встречи, или Суматоха в Сокольниках». Опера-водевиль в 1 д. Музыка Николо Изуара. |
| 22 октября 1836                                                                                               | «Урок матушкам». Русская провинциальная быль в 3 д. М. Н. Загоскина. |
| 30 октября 1836                                                                                               | Бенефис Н. В. Репиной. «Дамский доктор» (Le medecin des dames). Водевиль в 1 д. Э. Скриба и Мельвиля (А.-О.-Ж. Дюверье). Перед. с фр. Д. Т. Ленского. |
| 17 ноября 1836                                                                                                | Бенефис В. И. Живокини. «Двое за четверых, или Ревность и шутка» (Defiance et malice, ou Le prete rendu). Ком. в 1 д. М. Дьелафуа. Пер. с фр. в стихах В. А. Каратыгина; «Фрегат Саламандра» (La Salamandre, ou Le capitaine de vaisseau). Водевиль в 2 д. с прологом «Золотая морковка» А. Декомберусса, Мельвиля (А.-О.-Ж. Дюверье) и Б. Антье. Сюжет заимствован из романа Э. Сю. Пер. с фр. И. А. А.; «Жена кавалериста, или Четверо против одного» (L’oncle rival). Ком.-водевиль в 1 д. Мельвиля. Пер. с фр. П. И. Григорьева. |
| 27 ноября 1836                                                                                                | Бенефис Д. Т. Ленского. «Влюбленный брат» (Rodolphe, ou Frere et soeur). Драма в 1 д. Э. Скриба и Мельвиля (А.-О.-Ж. Дюверье). Пер. с фр. Д. Т. Ленского; «Мечты» (Une chaumiere et son coeur). Ком.-водевиль в 3 д. Э. Скриба и Альфонса. Перед. с фр. Д. Т. Ленского; «Хоть тресни, а женись» (Le mariage force). Ком. в 1 д. Ж.-Б. Мольера. Вольный пер. с фр. в стихах Д. Т. Ленского. |
| 4 декабря 1836                                                                                                | Бенефис капельмейстера Фельдмана. «Перепутье старых воинов, или У русского солдата последняя копейка ребром». Народная интермедия-водевиль в 1 д. с пением и танцами П. Г. Григорьева. |
| 11 декабря 1836                                                                                               | Бенефис танцовщика И. К. Лобанова: «Пятнадцать лет разлуки». Драма в 3 д. в стихах К. А. Бахтурина; «Меринос» (Мerinos, ou L’esprit national). Водевиль в 2 д. М. Теолона, Незеля и Овернея. Пер. с фр. |
| 8 января 1837                                                                                                 | Бенефис артиста оперной труппы А. О. Бантышева. «Слепой, или Две сестры». Ком.-водевиль в 3 отд. Ф. Ансело. Пер. с фр. П. И. Степанова. |
| 15 января 1837                                                                                                | Бенефис А. Т. Сабуровой. «Катерина, или Золотой крест» (Саtherine, ou La croix d’or). Ком.-водевиль в 2 частях Н. Бразье и Мельвиля (А.-О.-Ж. Дюверье). Пер. с фр. П. И. Степанова; «Два купца и два отца» (Моiroud et companie). Ком.-водевиль в 1 д. Ж. Баяра и Ж. Вайи. Пер. с фр. Д. Т. Ленского. |
| 22 января 1837                                                                                                | Бенефис П. С. Мочалова. «Гамлет, принц Датский» (Hamlet, Prince of Denmark). Драматическое представление в 5 д. В. Шекспира. Пер. с англ. Н. А. Полевого; «Любовь и благодарность, или Встреча добрых помещиков». Интермедия-водевиль в 1 д. И. Несмеянова с пением и плясками. |
| 29 января 1837                                                                                                | Бенефис М. Д. Львовой-Синецкой. «Вор» (Clifford le voleur). Ком.-водевиль в 2 д. Мельвиля (А.-О.-Ж. Дюверье) и Ш. Дюверье (Charles Duveyrier). Пер. с фр. В. В. Горского; «Мальвина, или Урок богатым невестам». Драма в 2 д. в стихах Д. Т. Ленского. Перед. с фр. ком. Э. Скриба «Malvina, ou Un mariage d’inclination»; «Жених нарасхват» (Le coq de village). Шуточный водевиль в 1 д. Ш.-С. Фавара. Перед. с фр. Д. Т. Ленского. |
| 5 февраля 1837                                                                                                | Бенефис артиста оперной труппы Н. В. Лаврова. «Два Эдмонда» (Les deux Edmond). Водевиль в 1 д. П.-И. Баре (фр. Pierre-Yves Barré), Ж.-Б. Раде (фр. Jean-Baptiste Radet) и Г.-Ф. Дефонтена (фр. François-Georges Fouques Deshayes). Пер. с фр. И. А. Аничкова. |
| 19 февраля 1837                                                                                               | Бенефис М. С. Щепкина. «Козьма Рощин, рязанский разбойник». Драма в 3 д. в стихах К. А. Бахтурина. Содержание заимствовано из повести М. Н. Загоскина; «Молодая дебютантка, или Дочь Доминика» (La fille de Dominique). Ком.-водевиль в 1 д. Т.-Ф. Девильнева и Шарля. Пер. с фр. В. В. Горского; «Девушка-гусар». Водевиль в 1 д. Ф. А. Кони. Перед. фр. водевиля Ш. Варена (Charles Varin) и. Деверже (Desvergers, наст. Имя Арман Шапо // Armand Chapeau) «Le capitaine Roland». |
| 14 мая 1837                                                                                                   | Бенефис И. В. Орлова. «Дездемона и Отелло, или Венецианский мавр» (Othello, the Moor of Venice). Драма в 5 д. В. Шекспира. Пер. с фр. И. И. Панаева; «Гусарская стоянка, или Ещё подмосковные проказы». Ком.-водевиль в 1 д. В. И. Орлова |
| 16 июля 1837                                                                                                  | Бенефис актёра Петербургской труппы П. И. Григорьева. «Шесть лет разлуки» (Est-ce un reve?). Драма в 2 сутках. Пер. с фр. Н. П. Бочарова; «Матушкина дочка, или Суматоха на даче». Водевиль в 2 д. П. И. Григорьева. Перед. ком. Ж.-Б.-Р. Дэпаньи и А. Декомберусса «La fille mal elevee»; «Три отца в магазине». Ком.-водевиль в 1 д. Перед. П. И. Григорьевым из ком. Ш.-Г. Делестра-Пуарсона, Э. Скриба и Мельвиля (А.-О.-Ж. Дюверье) «Le parrain». |
| 1837 | опера «Элиза и Клавдио» Д. Меркаданте (впервые в Большом театре) |
| СЕЗОН 1837/38 6 сентября 1837                                                                                 | «Сильфида», музыка Ж. Шнейцхоффера, балетмейстер Ф. В. Гюллень-Сор (по Ф. Тальони). |
| 28 сентября 1837                                                                                              | «Фрегат Надежда». Драматическое представление в 5 д., взятое Н. П. Писаревым из повести Марлинского (А. А. Бестужева). |
| 8 октября 1837                                                                                                | Бенефис танцовщицы А. И. Ворониной-Ивановой. «Мария, или 17 лет из жизни женщины» (Маrie, ou Les trois epoques). Драма в 3 д. М. Ансело (Marguerite-Louise Virginie Ancelot). Пер. с фр. В. А. Каратыгина; «Искусство платить долги» (L’art de payer ses dettes). Водевиль в 1 д. Мельвиля (А.-О.-Ж. Дюверье) и А.-Ф. Варнера (Antoine-François Varner). Пер. с фр. П. С. Федорова и П. И. Вальберха. |
| 15 октября 1837                                                                                               | Бенефис танцовщика Н. А. Пешкова. «Все или ничего» (Tout ou rien). Драма в 3 д. Поля де Кока. Пер. с фр. В. А. Каратыгина; «Бабушка и внучка, или Волшебный напиток Калиостро» (La fiole de Cagliostro). Ком.-водевиль в 1 д. О. Анисе-Буржуа, Ф. Дюмануара и Э. Бризбарра. Перед. с фр. Н. И. Куликова. |
| 29 октября 1837                                                                                               | Бенефис Н. В. Репиной. «Девушка-рекрут». Водевиль в 1 д. Перед. с фр. И. А. Аничковым; «Маскарад в летнем клубе, или Ни то, ни се для разъезда карет, не водевиль и не балет». Перед. с фр. Д. Т. Ленского. |
| 5 ноября 1837                                                                                                 | Бенефис П. И. Орловой. «Любовь и дружба» (L’ami Grandet). Ком. в 3 д. Ф. Ансело и А. Декомберусса по повести О. Бальзака «История тринадцати» (L’histoire de treize). Пер. с фр.; «Родственники, или Полковник-то не умер». Водевиль в 1 д. П. Г. Григорьева. Сюжет заимствован из комедии А. Дюваля (фр. Alexandre Duval) «Les heritiers, ou Le naufrage»; «Чиновник по особым поручениям». Водевиль в 1 д. П. А. Каратыгина. |
| 17 ноября 1837                                                                                                | Бенефис А. Т. Сабуровой. «Кин, или Гений и беспутство» (Kean, ou Desordre et genie). Ком. в 5 д. А. Дюма. Пер. с фр. В. А. Каратыгина; «Стряпчий-кухарка». Водевиль в 1 д. И. А. Аничкова. Перед. с фр. |
| 18 ноября 1837                                                                                                | «Опыт искусства». Ком. в 1 д. в стихах Н. Р. Судовщикова. |
| 1 декабря 1837                                                                                                | Бенефис артиста оперной труппы А. О. Бантышева. «Титулярные советники в домашнем быту». Водевиль в 1 д. Ф. А. Кони. Переделка водевиля Ф. Ансело «La robe dechiree». |
| 10 декабря 1837                                                                                               | Бенефис В. И. Живокини. «Купеческая дочка и чиновник четырнадцатого класса». Ком.-водевиль в 1 д. Н. С. Соколова; «Наталка-Полтавка».1-е д. И. П. Котляревского; «Крестный отец». Водевиль в 1 д. П. С. Федорова, служащий продолжением водевиля «Хороша и дурна, и глупа и умна»; «Бал у банкира» (Un bal du grand monde). Ком.-водевиль в 1 д. Ш. Варена и Деверже. Пер. с фр. П. С. Федорова. |
| 29 декабря 1837                                                                                               | Бенефис Д. Т. Ленского. «Зеркало, или Дамский тайный советник». Ком. в 1 д. Перед. с фр. Д. Т. Ленского; «Добрый гений» (L’ange gardien). Трилогия-водевиль в 3 сценах Д.-Ш. Дюпети и П. Деланда. Перед. с фр. Д. Т. Ленского; «Дядюшкина тайна» (Le secret de mon oncle). Водевиль в 1 д. Ш. Варена (Charles Varin). Пер. с фр. Д. Т. Ленского. |
| 7 января 1838                                                                                                 | Бенефис капельмейстера Фельцмана: «Еще Роберт» (Еncore un Robert). Водевиль в 1 д. Т.-Ф. Девильнева и Ксавье (Ж. Сентина). Пер. с фр. П. С. Федорова. |
| 14 января 1838                                                                                                | Бенефис М. Д. Львовой-Синецкой. «Эсмеральда, или Четыре рода любви» (Der Glockner von Notre-Dame). Драма в 5 д. с прологом «Алый башмачок» Ш. Бирх-Пфейффер. Сюжет заимств. из романа В. Гюго «Собор Парижской богоматери». Пер. с нем. В. А. Каратыгина; «Невеста под замком». Ком.-водевиль в 1 д. Н. С. Соколова. |
| 21 января 1838                                                                                                | Бенефис П. С. Мочалова. «Уголино». Драматическое представление в 5 д. в стихах и прозе Н. А. Полевого; «Старушка в 16 лет». Ком.-водевиль в 1 д. Мельвиля (А.-О.-Ж. Дюверье) и П.-Ф.-А. Кармуша. Пер. с фр. |
| 28 января 1838                                                                                                | Бенефис артиста оперной труппы Н. В. Лаврова. «Девушка себе на уме». Водевиль в 1 д. П. И. Григорьева; «Черт в западне, или Происшествие на Чёрной речке». Шутка-водевиль в 1 д. |
| 4 февраля 1838                                                                                                | Бенефис М. С. Щепкина. «Виндзорские кумушки» (The Merry Wives of Windsor). Ком. в 5 д. В. Шекспира. Пер. Н. С. Селивановского на основании фр. перевода Ф.-П.-Г. Гизо и нем. перевода А. Шлегеля; «Украинская невеста, или Две и одна». Ком.-водевиль в 2 д. А. А. Шаховского. Перед. с фр. ком. Ф.-В.-А. Дартуа (Dartois) и Леона «Angeline, ou La champenoise». |
| 15 апреля 1838                                                                                                | Бенефис И. В. Орлова. «Заколдованный дом» (Das bose Haus). Драма в 5 д. И. Ауфенберга. Пер. с нем. в стихах П. Г. Ободовского; «Полковник старых времен» (Un colonel d’autrefois). Ком.-водевиль в 1 д. Мельвиля (А.-О.-Ж. Дюверье), Габриэля (Ж.-Ж.-Г. Делюрье) и Анжеля. Пер. с фр. |
| 20 апреля 1838                                                                                                | Бенефис актёра Петербургской труппы И. И. Сосницкого. «Русалка». Драматический отрывок в 3 к. в стихах А. С. Пушкина. |
| 27 апреля 1838                                                                                                | Бенефис актёра Петербургской труппы В. А. Каратыгина. «Король Лир» (King Lear). Тр. в 5 д. Шекспира. Пер. В. А. Каратыгина; «Ложа 1-го яруса на последний дебют Тальони». Анекдотический водевиль в 2 к. П. А. Каратыгина; «Женский ум лучше всяких дум» (Un caprice). Драматическая пословица в 1 д. А. Мюссе. Пер. с фр. А. Н. Очкина. |
| 1838 | «Хитрый мальчик и людоед» («Мальчик-с-пальчик») А. С. Гурьянова и А. Е. Варламова, балетмейстер Ф.- В. Гюллень-Сор |
| 1838 | опера «Эдинбургская темница» М. Э. Карафы (впервые в Большом театре) |
| СЕЗОН 1838/39 27 сентября 1838                                                                                | Бенефис танцовщика Н. А. Пешкова. «Уездный заседатель и жена его». Ком.-водевиль в 1 д. Н. С. Соколова; «Елена, или Она замужем» (La pensionnaire mariee). Ком.-водевиль в 1 д. Э. Скриба и А.-Ф. Варнера (Antoine-François Varner). Пер. с фр. П. С. Федорова. |
| 7 октября 1838                                                                                                | Бенефис танцовщицы А. И. Ворониной-Ивановой. «Сват в новом роде, или Поездка в Парголово». Шутка-водевиль в 2 д. П. Г. Григорьева; «Становой пристав, или Необыкновенное происшествие в П* уезде». Водевиль в 1 д. И. А. Аничкова. |
| 13 октября 1838                                                                                               | «Обыкновенный случай» (Simple histoire). Ком. в 1 д. Э. Скриба и Ф. де Курси (Frédéric de Courcy). Перед. с фр. |
| 28 октября 1838                                                                                               | Бенефис Н. В. Репиной. «Чересполосные владения». Ком.-водевиль в 1 д. Н. А. Полевого; «Приезд жениха, или Святочный вечер в купеческом доме». Московская картина в 1 д. Н. С. Соколова. |
| 4 ноября 1838                                                                                                 | Бенефис А. Т. Сабуровой. «Ролла во Флоренции» (Le chef-d’oeuvre inconnu). Драма в 1 д. Ш. Лафона. Пер. с фр. Н. В. Кукольника; «Проказник, или Деревенские женихи». Ком.-водевиль в 3 д. Перед. с фр. Н. С. Соколова. |
| 18 ноября 1838                                                                                                | Бенефис капельмейстера Фельцмана. «Принц-маляр» (Cosimo). Комическая опера в 2 д. Текст В. Сент-Илера. Пер. с фр. В. В. Горского. Музыка Э. Прево; «Пятнадцатилетний король» (Vouloir c’est pouvoir). Ком.-водевиль в 2 д. Ф. Ансело и А. Декомберусса. Пер. с фр. А. А. Жандра;«Трус» (Le poltron). Ком.-водевиль в 1 д. Ж. Баяра, Альфонса и Рейно. Пер. с фр. П. С. Федорова. |
| 2 декабря 1838                                                                                                | Бенефис Д. Т. Ленского. «Пажи Бассомпьера» (Les pages de Bassompiere). Водевиль в 1 д. Ш. Варена (Charles Varin), Э. Араго и Деверже. Пер. с фр. Д. Т. Ленского. |
| 9 декабря 1838                                                                                                | Бенефис артиста оперной труппы А. О. Бантышева. «Чахотка от любви». Шутка-водевиль в 1 д.; «Он остепенился, или Весь дом вверх дном». Ком.-водевиль в 1 д. Пер. с фр. |
| 18 декабря 1838                                                                                               | «Дева Дуная» А. Адана, балетмейстер Т. Герино (по Ф. Тальони) |
| 30 декабря 1838                                                                                               | Бенефис В. И. Живокини. «Петербургская невеста, или Не все то золото, что блестит» (Die Braut aus der Residenz). Ком. в 2 д. Пер. с нем.; «Муж в беде, или Без вины виноват». Ком.-водевиль в 1 д. Н. С. Соколова; «Студент, артист, хорист и аферист» (Frolich). Водевиль в 2 д. Л. Шнейдера. Перед. с нем. Ф. А. Кони; «Поездка в Царское село по железной дороге». Водевиль в 2 к. П. С. Федорова. |
| 4 января 1839                                                                                                 | Бенефис П. С. Мочалова. «Узкие башмаки» (Les petits souliers, ou La prison de St. Crepin). Водевиль в 1 д. А.-Ф. Деннери и Э. Гранже. Пер. с фр. П. С. Федорова. |
| 13 января 1839                                                                                                | Бенефис артиста оперной труппы Н. В. Лаврова. «Дедушка русского флота». Историческая быль в 1 д. Н. А. Полевого; «Тринадцатый за столом, или Не будь гостю запасен, а будь ему рад». Водевильные сцены из деревенского быта в 1 д. |
| 20 января 1839                                                                                                | Бенефис М. Д. Львовой-Синецкой. «Артур, или Шестнадцать лет спустя» (Аrthur, ou Seize ans apres). Драма в 2 д. Д.-Ш. Дюпети, Л.-М. Фонтана и Ш.-Ж. Давриньи. Пер. с фр. Л. Л. (В. С. Межевича); «Иголкин, купец Новгородский». Историческая быль в 2 отд. Н. А. Полевого; «Тень мужа, или Ни жив, ни мертв». Водевиль в 1 д. Перед. с фр. |
| 27 января 1839                                                                                                | Бенефис М. С. Щепкина. «Пятидесятилетний дядюшка, или Странная болезнь». Драма в 5 д. В. Г. Белинского; «Влюбленный рекрут, или Поддельная Швейцария» (La Suisse a Trianon). Ком.-водевиль в 1 д. Ж.-А. Сен-Жоржа и А. Левена. Пер. с фр. Н. И. Куликова. |
| 30 января 1839                                                                                                | «Дон-Жуан» Моцарта |
| 14 апреля 1839                                                                                                | Бенефис И. В. Орлова. «Смерть или честь». Драма в 5 д. Н. А. Полевого. Содержание заимств. из повести М. Массона «Le grain de sable»; «Пятидесятилетний повеса, или Паж старых времен». Ком.-водевиль в 1 д. Пер. с фр.; «Заемный муж, или Затейница вдова». Водевиль в 1 д. Перед. с фр. П. И. Григорьевым. |
| 24 апреля 1839                                                                                                | «Булат-Темир, татарский богатырь, или Донская битва». Национальное представление в 5 д. в стихах Р. М. Зотова. Музыка А. Е. Варламова. |
| СЕЗОН 1839/40 1 сентября 1839                                                                                 | «Дуэлисты». Ком. в 5 д. в вольных стихах Н. В. Сушкова. |
| 29 сентября 1839                                                                                              | Бенефис танцовщика Н. А. Пешкова. «Энгувильский немой» (Le muet d’Ingouville). Ком.-водевиль в 2 д. Ж. Баяра, Давеня и М. Буффе. Пер. с фр. В. Шнейдера; «Отец, каких мало». Водевиль в 1 д. Н. А. Коровкина. |
| 13 октября 1839                                                                                               | Бенефис П. И. Орловой. «Первое представление Мельника, колдуна, обманщика и свата». Ком. в 1 д. Н. А. Полевого; «Жена артиста» (Clermont, ou Une femme d’artiste). Драма в 2 д. Э. Скриба и Э. Вандербурха. Пер. с фр. Н. А. Коровкина; «Дом на Петербургской стороне, или Искусство не платить за квартиру». (L’art de ne pas payer son terme). Водевиль в 1 д. Перед. с фр. П. А. Каратыгина; «Мэр по выбору, или Смелый поневоле» (Madam et monsieur Pinchon). Ком.-водевиль в 1 д. Ж. Баяра, Ф. Дюмануара и А.-Ф. Деннери. Пер. с фр. Н. А. Коровкина. |
| 27 октября 1839                                                                                               | Бенефис Н. В. Репиной. «Кремнев, русский солдат». Народно-драматическое представление в 3 д. с куплетами и военными действиями И. Н. Скобелева; «Барышня-крестьянка». Водевиль в 2 д. Н. А. Коровкина. Содержание заимств. из повести А. С. Пушкина. Музыка П. М. Щепина; «Именины секретаря». Московская картина в 1 д. Н. С. Соколова, служащая продолжением пьесы «Приезд жениха». |
| 3 ноября 1839                                                                                                 | Бенефис танцовщицы А. И. Ворониной-Ивановой. «Лев Гурыч Синичкин, или Провинциальная дебютантка» (Le pere de la debutante). Ком.-водевиль в 5 д. М. Теолона и Ж. Баяра. Перед. с фр. Д. Т. Ленского. Музыка Н. И. Полякова. Первая постановка; «Сцепление ужасов» (Un tissu d’horreur). Водевиль в 1 д. Леона и Лери (Л.-Л. Бренсвика). Пер. с фр. |
| 10 ноября 1839                                                                                                | Бенефис В. И. Живокини. «Муж-красавец — не находка» (Un mari charmant). Водевиль в 1 д. Ф. Дюмануара и Лафарга. Пер. с фр.; «Фебус, публичный писец» (Phoebus, ou L’ecrivain public). Ком.-водевиль в 2 д. Ж. Баяра и Ш.-А.-Э. Бьевиля. Пер. с фр. Н. А. Коровкина; «Граф-литограф, или Честолюбивая штопальщица». Водевиль в 1 д. Перед. с фр. Д. Т. Ленского. |
| 17 ноября 1839                                                                                                | Бенефис А. Т. Сабуровой. «Русский человек добро помнит». Драматическая быль в 1 д. Н. А. Полевого. «Вторник на Фоминой неделе, или Продажа дешевых товаров». Московская картина в 1 д. Н. С. Соколова. |
| 1 декабря 1839                                                                                                | Бенефис Д. Т. Ленского. «Иван Рябов, рыбак архангелогородский». Историческая быль в 2 к. Н. В. Кукольника. |
| 8 декабря 1839                                                                                                | Бенефис капельмейстера Фельдмана. «Эстелла, или Отец и дочь» (Estelle). Водевиль в 1 д. Э. Скриба. Пер. с фр. И. А. Аничкова. |
| 15 декабря 1839                                                                                               | Бенефис М. Д. Львовой-Синецкой. «Сцены в Москве в 1812 году». Народно-драматическое представление в 2 д. И. Н. Скобелева; «Жена за столом, а муж под полом» (Le cabaret de Lustucru). Водевиль в 1 д. Э. Жема и Э. Араго. Пер. с фр. Д. Т. Ленского; «Русский инвалид на Бородинском поле». Драматическое представление в 1 д. с песнями С. Стромилова. Музыка А. А. Алябьева. |
| 12 января 1840                                                                                                | Бенефис П. С. Мочалова. «Луиза де Линьероль» (Louise de Lignerolles). Драма в 5 д. Дино (Ж.-Ф. Бедена (Jacques-Félix Beudin) и П. Губо (Prosper Goubaux) и Э.-В. Легуве. Пер. с фр.; «Его превосходительство, или Средство нравиться». Ком.-водевиль в 1 д. Н. А. Коровкина. |
| 26 января 1840                                                                                                | Бенефис артиста оперной труппы А. О. Бантышева. «Харьковский жених, или Дом на две улицы». Водевиль в 2 д. Перед. с фр. Д. Т. Ленского. |
| 9 февраля 1840                                                                                                | Бенефис М. С. Щепкин. «Последнее прости». Тр. в 2 д. Л. Тика. Пер. с нем.; «Москаль-чаривник». Опера в 1 д. Текст И. П. Котляревского. Музыка аранжирована А. С. Гурьяновым; «Ехал, да не доехал» (La prima donna). Водевиль в 1 д. Ф.-В.-А. Дартуа (Dartois) и Жюля. Перед. с фр. И. А. Аничковым. |
| 3 мая 1840 | Бенефис И. В. Орлова. «Ужасный незнакомец, или У страха глаза велики». Ком. в 1 д. Н. А. Полевого; «Девушка-лунатик, или Доктор-магнетизер». Ком. в 1 д. Пер. с фр.; «Ножка» (Les brodequins de Lise). Водевиль в 1 д. Лорансена, Деверже и Г. Ваэза. Пер. с фр. П. А. Каратыгина. |
| 1840 | «Велизарий» Г. Доницетти, (впервые в Большом театре) |
| СЕЗОН 1840/41 15 сентября 1840                                                                                | Бенефис балетмейстера и танцовщика Т. Герино: балет «Восстание в серале» («La Revolte au berail»), балет в 3 актах. Комп. Т. Лабар, сцен. и балетм. Ф. Тальони (с увертюрой И. И. Иоганниса), балетм. Т. Герино по Ф. Тальони; «Замужняя вдова и муж холостяк». Ком. в 2 д. Ш. Варена (Charles Varin). Перед. с фр. Р. М. Зотова. |
| 4 октября 1840                                                                                                | Бенефис Н. М. Никифорова. «Неожиданная семья, или Бездетная вдова». Вод. в 1 д. Вольный пер. с фр. А. И. Булгакова; «Деловой человек, или Дело в шляпе». Ком. в 1 д. с куплетами Ф. А. Кони. «Сганарель, или Муж, думающий, что он обманут женою» (Sganarelle, ou Le cocu imaginaire). Ком. в 1 д. Ж.-Б. Мольера. Пер. с фр., обработанный Н. В. Гоголем; «Архивариус». Вод. в 1 д. П. С. Федорова. |
| 11 октября 1840                                                                                               | Бенефис танцовщика Н. А. Пешкова. «Капризы влюбленных, или Не суйся в воду, не узнавши броду». Вод. в 1 д. П. С. Федорова; «Девица-отшельница, или Следствия войны» (La chanoinesse). Ком.-вод. в 1 д. Э. Скриба. Пер. с фр. П. И. Григорьева. Музыка Н. И. Полякова. |
| 1 ноября 1840                                                                                                 | Бенефис Н. В. Репиной. «Параша Сибирячка». Русская быль в 2 д. с эпилогом Н. А. Полевого; «Сиротка Сусанна» (Suzanne). Ком.- вод. в 2 д. Мельвиля (А.-О.-Ж. Дюверье) и Гино. Пер. с фр. П. И. Григорьева. Музыка К. Н. Лядова, П. И. Григорьева и Л. В. Маурера. |
| 22 ноября 1840                                                                                                | Бенефис танцовщицы А. И. Ворониной-Ивановой. «900.000 злотых, или Тот, да не тот». Интермедия-вод. в 2 к. П. Г. Григорьева; «Загадка, или На хотение есть терпение». Ком. в 1 д. Пер. с нем. И. И. Тито; «Деревенский доктор» (Maurice). Ком.-вод. в 2 д. Мельвиля (А.-О.-Ж. Дюверье) и Ш. Дюверье (Charles Duveyrier). Пер. с фр. А. А. Жандра. |
| 29 ноября 1840                                                                                                | Бенефис В. И. Живокини: «Павел Степанович Мочалов в провинции». Вод. в 2 д. Д. Т. Ленского. Переделка фр. вод. Ф. Дефоржа и П. Вермона «Lekain a Draguignan»; «Петербургские квартиры». Ком.- вод. в 5 квартирах Ф. А. Кони. Сюжет заимствован из нем. ком. «Die drei Wohnungen»; «Покойная ночь, или Суматоха в Ащеуловом переулке» (настоящее название — Покойная ночь, или Суматоха в Щербаковом переулке; Ащеулов переулок в Москве, Щербаков переулок в Санкт-Петербурге) (Passe minuit). Шутка-вод. в 1 д. Ж.-Ф.-Локруа (Joseph-Philippe Simon dit Lockroy) и О. Анисе-Буржуа. Перед. с фр. П. И. Григорьевым.                                                         |
| 13 декабря 1840                                                                                               | Бенефис Д. Т. Ленского. «Зятюшка» (Mon gendre). Вод. в 1 д. Ж. Баяра и Лорансена. Пер. с фр. Д. Т. Ленского. |
| 20 декабря 1840                                                                                               | Бенефис капельмейстера И. И. Иоганниса: «Две кормилицы». Фарс-вод. в 1 д. Взят с фр. Д. Т. Ленским. Музыка из русских народных песен. |
| 3 января 1841                                                                                                 | Бенефис А. Т. Сабуровой. «Стенька Разин, разбойник волжский». Драматические картины в 3 д. С. Любецкого с хорами, песнями и плясками; «В людях ангел — не жена! Дома с мужем — сатана!» (L’ange dans le monde et le diable a la maison). Ком. в 3 д. Ф. де Курси и Д.-Ш. Дюпети. Перед. с фр. Д. Т. Ленского. |
| 10 января 1841                                                                                                | Бенефис М. Д. Львовой-Синецкой: «Шекспир на родине, или Друзья» (Shakespeare in der Heimat). Драма в 4 д. К. Гольтея. Пер. с нем. Р. М. Зотова. |
| 17 января 1841                                                                                                | Бенефис П. С. Мочалова. «Ромео и Юлия» (Romeo and Juliet). Драма в 5 д. В. Шекспира. Пер. с англ. М. Н. Каткова; «Роковое да, или Хотелось, да не удалось». Ком.-вод. в 1 д. Пер. с фр., С. П. Соловьёва. |
| 24 января 1841                                                                                                | Бенефис артиста оперной труппы А. О. Бантышева. «Пожилая девушка, или Искусство выходить замуж» (La demoiselle majeure). Ком.-вод. в 1 д. Ш. Варена (Charles Varin) и Лорансена. Перед. с фр. П. С. Федоровым; «Лауретта, или Красная печать» (Laurette, ou Le cachet rouge). Ком.-вод. в 1 д. Ж.-А. Сен-Жоржа и А. Левена. Пер. с фр. С. П. Соловьёва. |
| 31 января 1841                                                                                                | Бенефис М. С. Щепкина: «Сбритая борода, вопреки пословице: Не верь коню в поле, а жене в воле». Ком. в 3 д. П. А. Смирнова; «Саардамский корабельный мастер, или Нет имени, ему!». Ком. в 2 д. Р. М. Зотова; «Иван Иванович Недотрога» (Le susceptible). Ком. в 1 д. Л.-Б. Пикара. Вольный пер. с фр. Н. А. Полевого. |
| 11 апреля 1841                                                                                                | Бенефис актёра Петербургской труппы В. А. Каратыгина: «Велизарий» (Belisar). Драма в 5 д. Э. Шенка. Перед. с нем. в стихах П. Г. Ободовского; «Тарантелла». Лирическая сцена в стихах И. П. Мятлева. Музыка М. И. Глинки. |
| 18 апреля 1841                                                                                                | Бенефис М. Д. Львовой-Синецкой: «Кай-Марций Кориолан» (Coriolanus). Историческая тр. в 4 д. Пер. В. А. Каратыгина тр. в 5 д. В. Шекспира; «Вот что иногда бывает за кулисами» (La concierge du theatre). Фарс-вод. для окончания спектакля в 1 д. Поля де Кока. Пер. с фр. |
| 25 апреля 1841                                                                                                | Бенефис актрисы Петербургской труппы А. М. Каратыгиной: «Гризельда и Парсиваль» (Griseldis). Тр. в 5 д. Ф. Гальма. Пер. с нем. в стихах П. Г. Ободовского; «Она помешана» (Elle est folle). Драма в 2 д. Мельвиля (А.-О.-Ж. Дюверье). Пер. с фр. В. А. Каратыгина. |
| 2 мая 1841 | Бенефис И. В. Самарина: «Тайна» (Un secret). Драма в 3 д. О. Арну и Н. Фурнье. Пер. с фр. П. И. Вальберха; «Симон-сиротинка, или Дальше моря меньше горя» (Simon Terre-Neuve). Вод. в 1 д. Коломба. Пер. с фр. С. П. Соловьёва. |
| 9 мая 1841 | Бенефис актрисы и актёра Петербургских театров А. М. И В. А. Каратыгиных: «Братья-враги, или Мессинская невеста» (Die Braut von Messina). Тр. в 3 д. Ф. Шиллера. Пер. с нем. В. А. Каратыгина. |
| 12 сентября 1841                                                                                              | Бенефис актрисы Петербургской труппы М. Д. Дюр (вдова Н. О. Дюра): «Отцовское проклятие» (La lectrice, ou Une folie de jeune homme). Драма в 2 д. Ж. Баяра. Пер. с фр. К. П. В-го (Визапура). |
| 16 сентября 1841                                                                                              | Бенефис балетмейстера Т. Герино. «Немой поневоле». Вод. в 1 д. Пер. с фр. Музыка Штуцмана; «Морской разбойник» («L’Ecumeur de mer»), балет в 2 актах 5 картинах. Комп. А. Адан, сцен. и балетм. Ф. Тальони, балетм. Т. Герино (по Тальони). |
| 26 сентября 1841                                                                                              | Бенефис танцовщика Н. А. Пешкова: «Каспар Гаузер» (Gaspard). Драма в 4 д. О. Анисе-Буржуа и А.-Ф. Деннери. Пер. с фр. П. И. Вальберха. Музыка А. С. Гурьянова; «Домик холостяка, или Не рой другому яму, сам в неё попадешь». Ком.-вод. в 2 д. Пер. с фр. С. П. Соловьёва. |
| 3 октября 1841                                                                                                | Бенефис И. В. Орлова: «Суд публики, или Восстание в театральной библиотеке». Фантастический вод. в 2 отд. Н. И. Куликова; «Боярское слово, или Ярославская кружевница». Драма в 2 д. П. Г. Ободовского; «Семнадцать и пятьдесят лет, или Две главы из жизни женщины». Ком.- вод. в 2 д. П. С. Федорова. Сюжет заимств. из ком.- вод. Э. Скриба, Мельвиля (А.-О.-Ж. Дюверье) и Ж. Баяра «Jeune et vieille, ou Le premier et le dernier chapitre». |
| 17 октября 1841                                                                                               | Бенефис танцовщицы Е. А. Санковской. «Первая скрипка» (Le violon de l’opera). Ком.-вод. в 1 д. А. Декомберусса и Лозанна (Augustin Théodore de Lauzanne de Vauroussel). Пер. с фр. С. П. Соловьёва. Музыка А. С. Гурьянова; «Путаница» (Le fin mot). Вод. в 1 д. Дандре. Перед. с фр. П. С. Федорова. |
| 24 октября 1841                                                                                               | Бенефис А. Т. Сабуровой. «Костромские леса». Русская быль в 2 д. Н. А. Полевого; «Первая морщинка» (La premiere ride). Ком. в 1 д. Ж.-Ф.-Локруа (Joseph-Philippe Simon dit Lockroy) и О. Анисе-Буржуа. Пер. с фр.; «Представление французского водевиля в русской провинции». Шутка-вод. в 1 д. Н. И. Куликова. Подражание фр.; «Сражение при Тарутине в 1812 году». Военная картина в 1 д. И. Н. Скобелева с песнями, плясками, полковой музыкой и сражением. |
| 31 октября 1841                                                                                               | Бенефис В. И. Живокини: «Лев Гурыч и Ульяна Осиповна Синичкины, или Он у неё первый, а она у него вторая» (Le beneficiaire). Ком.-вод. в 5 к. М. Теолона и Этьена (Э. Кретю). Пер. с фр. С. П. Соловьёва; «Ужас! Ужас!! Ужас!!!». Вод. в 1 д. Пер. с фр. Д. Т. Ленского. Музыка А. С. Гурьянова; «Солдат и сержант против племянницы и тетки» (La permission de 10 heures). Ком.-вод. в 1 д. Мельвиля (А.-О.-Ж. Дюверье) и П.-Ф.-А. Кармуша. Пер. с фр. С. П. Соловьёва. |
| 6 ноября 1841                                                                                                 | «Необыкновенный маскарад на Новый год». Ком. в 4 д. с куплетами В. И. Мирошевского. Сюжет заимств. из повести Г. Цшокке «Аbenteuer der Neujahrsnacht». |
| 14 ноября 1841                                                                                                | Бенефис П. И. Орловой: «Вся беда, что плохо объяснились» (Faute de s’entendre). Ком. в 1 д. Ш. Дюверье (Charles Duveyrier). Пер. с фр. С. П. Соловьёва; «Майко». Драма в 3 д. Н. В. Беклемишева. Сюжет взят из повести П. П. Каменского; «Муж-мальчик, или Женитьба при Людовике XIV» (Les premieres armes de Richelieu). Ком. в 2 д. Ж. Баяра и Ф. Дюмануара. Пер. с фр. Музыка А. С. Гурьянова. |
| 21 ноября 1841                                                                                                | Бенефис капельмейстера И. И. Иоганниса. «Проходные ворота на Земляном валу, или Влюбленный коллежский регистратор». Шутка-вод. в 1 д. Перед. с фр. С. П. Соловьёвым. |
| 28 ноября 1841                                                                                                | Бенефис М. Д. Львовой-Синецкой: «Купленное дитя, или Мать преступница». Драма в 3 д. Пер. с фр. С. П. Соловьёва; «Безумная». Драматическое происшествие в 1 д., взятое Д. А. Шепелевым из повести И. И. Козлова, с сохранением стихов подлинника. Музыка А. А. Алябьева; «Отец и откупщик, дочь и откуп». Несколько сцен вроде драмы, или комедия в 1 д. Н. А. Полевого, «Жена — ой, ой. А муж — увы!». Вод. в 1 д. Пер. с фр. С. П. Соловьёва. |
| 12 декабря 1841                                                                                               | Бенефис артистки оперной труппы Каплинской. «Неистовый Роланд». Шутка-вод. в 1 д. Перед. с фр. |
| 9 января 1842                                                                                                 | В пользу детей покойного Н. В. Лаврова: «Князь Серебряный, или Отчизна и любовь». Драма в 4 д. в стихах Н. И. Филимонова, заимствов. из повести Марлинского (А. А. Бестужева) «Наезды». Музыка А. Е. Варламова; «Вот что значит влюбиться в актрису» (Tiridate, ou Comedie et tragedie). Ком.-вод. в 1 д. Н. Фурнье. Перед. с фр. Н. А. Перепельским (Некрасовым); «Комедия с дядюшкой, или Все для бенефиса». Вод. в 1 д. П. И. Григорьева. |
| 16 января 1842                                                                                                | Бенефис Д. Т. Ленского. «Барская спесь и Анютины глазки» (La marquise de Pretintaille). Вод. в 1 д. Ж. Баяра и Ф. Дюмануара. Перед. с фр. Д. Т. Ленским; «Приключение на искусственных водах, или Что у кого болит, тот о том и говорит» (Bocquet, pere et fils). Вод. в 2 д. Лорансена, М. Мишеля (Marc Antoine Amédée Michel, dit Marc-Michel) и Э. Лабиша. Перед. с фр. П. А. Каратыгина; «Фортункин, или Муж с места, другой на место» (Mon ami Cleobul). Вод. в 1 д. Перед. с фр. Д. Т. Ленским; «Возвращение из Франции, или Русский воин на родине». Драматическое представление в 1 д. А. С. Титова.                                                                 |
| 23 января 1842                                                                                                | Бенефис П. С. Мочалова: «Кум Иван». Русская быль 1550 года в 2 д. Е. В. Аладьина; «Жизнь за жизнь». Драма в 4 д. Н. В. Беклемишева; «Чудак-покойник, или Таинственный ящик» (Les merluchons, ou Apres deux cents ans). Ком.-вод. в 1 д. М. Теолона, Н. Фурнье и Стефена. Пер. с фр. П. А. Каратыгина. |
| 30 января 1842                                                                                                | Бенефис машиниста Л.-П. Пино. «Вот так пилюли! Что в рот, то спасибо!». Волшебная опера-вод. в 3 д. и 12 картинах Д. Т. Ленского с хорами, танцами, машинами, беспрестанными превращениями и великолепным спектаклем. Перед. фр. вод. Ф. Лалу, О. Анисе-Буржуа и Лорана «Les pilules du diable». Музыка Штуцмана; «Новый Отелло, или Без дяди не обойдется». Ком. в 1 д. Я. Я. Фейгина. |
| 13 февраля 1842                                                                                               | Бенефис артиста оперной труппы А. О. Бантышева. «Муж, жена и знатный друг». Вод. в 1 д. П. И. Григорьева. Перед. фр. вод. Э. Скриба и Мельвиля (А.-О.-Ж. Дюверье) «La seconde annee, ou A qui la faute?». |
| 20 февраля 1842                                                                                               | Бенефис М. С. Щепкина: «Шельменко-денщик». Ком. в 5 д. Г. Ф. Квитки-Основьяненко; «Новички в любви». Ком.-вод. в 1 д. Н. А. Коровкина; «Семейные дела или С больной головы на здоровую». Вод. в 1 д. П.-Э. Кормона и Ж. Шабо де Буэна (Le beau-pere). Пер. с фр. М. К. |
| 15 мая 1842                                                                                                   | Бенефис Ф. Н. Усачева. «Один из двух, или Шпага моего отца» (L’epee de mon pere). Ком.- вод. в 1 д. Ш. Денуайе и д’Аврекура. Пер. с фр. П. И. С.; «Сава Савич, или Вот что случилось в Петровском парке». Вод. в 1 д. Н. А. Коровкина; «Настенька». Провинциальные сцены в 3 к. с куплетами Н. А. Коровкина. |
| 22 мая 1842                                                                                                   | «Елена Глинская». Драматическое представление в 5 д. в стихах Н. А. Полевого. |
| 29 мая 1842                                                                                                   | Бенефис И. В. Орлова. «Красное покрывало». Драма в 3 д. в стихах К. А. Бахтурина. Сцена на кладбище заимств. из рассказа Марлинского (А. А. Бестужева); «Вдова или тюрьма, или Не рой другому яму, сам в неё ввалишься». Ком.- вод. в 1 д. Пер. с фр. А. А. Жандра; «Супружеское счастье, или Старый холостяк». Вод. в 1 д. Пер. с фр. |
| 26 июня 1842                                                                                                  | «Актёр». Вод. в 1 д. Н. А. Перепельского (Некрасова). |
| СЕЗОН 1842/43 31 августа 1842                                                                                 | Бенефис танцовщика Н. А. Пешкова. «Влюбленный лев». Ком. в 2 д. с куплетами Э. Скриба (Cieily, ou Le lion amoureux). Пер. с фр. С. П. Соловьёва. |
| 7 сентября 1842                                                                                               | «Жизнь за царя» (Иван Сусанин) М. И. Глинки; первое исполнение в Москве |
| 11 сентября 1842                                                                                              | Бенефис И. В. Самарина: «Преступление, или Восемь лет старше» (Huit ans de plus). Драма в 3 д. О. Арну и Н. Фурнье. Пер. с фр. С. П. Соловьёва; «Супруги-арестанты». Ком.- вод. в 1 д. Б.-Ж. Марсолье (Adolphe et Clara). Перед. с фр. Н. А. Коровкиным; «Мертвые души». Сцены из поэмы Н. В. Гоголя, составленные Н. И. Куликова. |
| 21 сентября 1842                                                                                              | «Отец и дочь». Драма в 5 д. Ф. Казари. Переделка с итал. в стихах П. Г. Ободовского. |
| 2 октября 1842                                                                                                | Бенефис И. М. Немчинова. «Дочь адвоката, или Любовь отца и долг гражданина» (Clemence, ou La fille de l’avocat). Драма в 2 д. М. Ансело (Marguerite-Louise Virginie Ancelot). Перед. с фр.; «Шила в мешке не утаишь, девушку под замком не удержишь». Вод. в 2 к. Н. А. Перепельского (Некрасова). Сюжет взят из повести В. Т. Нарежного «Невеста под замком»; «Комнатка с отоплением и прислугой, или Танцмейстер и студент». Шутка-вод. в 1 д. П. И. Григорьева; «Будьте здоровы! или Табакерка из С.-Петербурга» (Dieu vous benisse). Вод. в 1 д. Ф. Ансело и П. Дюпора. Перед. с фр. Н. А. Коровкина.                                                                    |
| 16 октября 1842                                                                                               | Бенефис балетмейстера Т. Герино. «Джарвис, страдалец чести» (Jarvis l’honnete). Драма в 2 д. Ш. Лафона. Пер. с фр. П. Зубова. |
| 23 октября 1842                                                                                               | Бенефис П. И. Орловой. «Заложение Санкт-Петербурга». Русская драматическая быль в 2 д.; «Рецепт для исправления мужей». Ком.- вод. в 2 д. Перед. с фр. Н. А. Коровкина; «Комедия о войне Феодосьи Сидоровны с китайцами». Сибирская сказка в 2 д. Н. А. Полевого с пением и танцами. |
| 9 ноября 1842                                                                                                 | Бенефис танцовщицы Е. А. Санковской. «Мельничиха в Марли, или Племянник и тетушка» (La meuniere de Marly). Вод. в 1 д. Мельвиля (А.-О.-Ж. Дюверье) и Ш. Дюверье (Charles Duveyrier). Пер. с фр. Н. И. Филимонова. |
| 23 ноября 1842                                                                                                | Бенефис А. Т. Сабуровой. «Христина, королева шведская» (Christine von Schweden). Драма в 3 д. В. Фогеля. Перед. с нем. в стихах П. Г. Ободовского; «Дедушка Назар Андреич» (Le bon papa). Вод. в 1 д. Э. Скриба и Мельвиля (А.-О.-Ж. Дюверье). Перед. с фр. П. С. Федорова; «Барабанщик». Вод. в 1 д. Перед. с фр. И. И. Руссо. |
| 27 ноября 1842                                                                                                | Бенефис капельмейстера И. И. Иоганниса. «Испытание». Шуточная оперетта в 1 д. Перед. с фр. К. А. Тарновским. |
| 4 декабря 1842                                                                                                | Бенефис В. И. Живокини: «Волшебное кокорику, или Бабушкина курочка» (Cocorico). Вод. в 5 д. Т.-Ф. Девильнева, М. Массона и Сент-Ива. Пер. с фр. Н. А. Перепельского (Некрасова) и Ше-ъ (И. А. Шемаев?). Музыка А. С. Гурьянова; «Путешественник и путешественница» (Un monsieur et une dame). Вод. в 1 д. Ксавье (Ж. Сентина), Ф.-А. Дювера и Лозанна (Augustin Théodore de Lauzanne de Vauroussel). Пер. с фр. Р. М. Зотова; «Репетиция после спектакля бенефиса г-на Живокини». Фарс-вод. в 1 д. И. А. Аничкова. |
| 11 декабря 1842                                                                                               | Бенефис Д. Т. Ленского. «Клевета» (La calomnie). Ком. в 5 д. Э. Скриба. Пер. с фр. П. С. Федорова; «Несчастья красавца, или Яд и кинжал» (Les maleurs d’un joli garcon). Вод. в 1 д. Ш. Варена (Charles Varin), Э. Араго и Деверже (Desvergers, наст. имя Арман Шапо // Armand Chapeau). Пер. с фр. П. С. Федорова и П. И. Вальберха. |
| 18 декабря 1842                                                                                               | «Первый день брака через тридцать лет после свадьбы, или Лучше поздно, чем никогда» (Monsieur de Maugallard, ou Le premier jour des noces). Ком. в 1 д. Ж.-Б. Розье и О. Арну. Пер. с фр. Д. Т. Ленского. |
| 20 декабря 1842                                                                                               | «Король Энцио». Историческая драма в 3 д. Э. Раупаха. Пер. с нем. в стихах В. Р. Зотова. |
| 8 января 1843                                                                                                 | Бенефис П. С. Мочалова. «Великий актёр, или Любовь дебютантки». Драма в 3 д. П. П. Каменского. |
| 20 января 1843                                                                                                | Бенефис М. Д. Львовой-Синецкой. «Мать испанка». Драматическое представление в 3 д. Н. А. Полевого; «Две женщины, или Средство выходить замуж». Ком. в 1 д. Пер. с фр. С. П. Соловьёва; «Странное дело!. Удивительно!. Ленский». Вод. в 1 д. П. С. Т-ова. |
| 28 января 1843                                                                                                | «Школьный учитель, или Дураков учить, что мертвых лечить» (La maitre d’ecole). Вод. в 1 д. Ж.-Ф.-Локруа (Joseph-Philippe Simon dit Lockroy) и О. Анисе-Буржуа. Пер. с фр. П. А. Каратыгина. |
| 5 февраля 1843                                                                                                | Бенефис М. С. Щепкина. «Женитьба». Ком. в 2 д. Н. В. Гоголя; «Игроки». Комические сцены в 1 д. Н. В. Гоголя; «Подставной и отставной» (Le plastron). Ком. в 2 д. с куплетами Ксавье (Ж. Сентина), Ф.-А. Дювера и Лозанна (Augustin Théodore de Lauzanne de Vauroussel). Пер. с фр. П. А. Каратыгина. |
| 13 февраля 1843                                                                                               | «Деревенская простота». Ком. в 4 д. Пер. с нем. |
| 20 апреля 1843                                                                                                | «Обойщик» (Marcelin). Драма в 3 д. Ж. Баяра и Ф. Дюмануара. Пер. с фр. |
| 30 апреля 1843                                                                                                | Бенефис Ф. Н. Усачева. «Братья-купцы, или Игра счастья» (Gebruder Foster, oder Das Gluck mit seinen Launen). Драма в 5 д. К. Тепфера. Пер. с нем. в стихах П. Г. Ободовского; «Три звездочки, или Урок в любви и астрономии» (Les trois etoiles). Вод. в 1 д. Галеви и Э. Жема. Пер. с фр. П. А. Каратыгина. |
| 7 мая 1843 | «Ломоносов, или Жизнь и поэзия». Драматическая повесть в 5 д. в прозе и стихах Н. А. Полевого. |
| 10 мая 1843                                                                                                   | Бенефис И. В. Орлова: «Русская боярыня XVII столетия». Драматическое представление в 1 д. с свадебными песнями и плясками П. Г. Ободовского; «Первая и последняя любовь Карла XII» (Karl XII einziege Liebe). Драма в 1 д. Г. Франке. Пер. с нем. в стихах П. Г. Ободовского; «Наука и женщина». Ком. в 2 д. В. Р. Зотова. «Жены наши пропали! или Майор bon vivant!». Ком.-вод. в 1 д. П. И. Григорьева. |
| 30 июля 1843                                                                                                  | «Вечная любовь, или Будущность сына» (Toujours). Ком. в 2 д. Э. Скриба и А.-Ф. Варнера (Antoine-François Varner). Пер. с фр. П. С. Федорова. |
| 1843 | «Герта, повелительница эльфрид», балет |
| 1843 | «Асмодей, хромой колдун», балет |
| СЕЗОН 1843/44 16 августа 1843                                                                                 | «Женатый проказник, или Рискнул, да и закаялся» (Oscar, ou Le mari qui trompe sa femme). Ком. в 3 д. Э. Скриба и Ш. Дюверье (Charles Duveyrier). Пер. с фр. Н. П. Беккера. |
| 3 сентября 1843                                                                                               | Бенефис танцовщика Н. А. Пешкова: «Арестант на бале» (Сasanova au Fort St. Andre). Ком.-вод. в 3 д. Деверже (Desvergers, наст. имя Арман Шапо // Armand Chapeau), Э. Араго и Ш. Варена (Charles Varin). Пер. с фр. Н. И. Куликова; «Проказы барышень на Чёрной речке». Шутка-вод. в 1 д. П. С. Федорова. |
| 24 сентября 1843                                                                                              | Бенефис И. М. Немчинова: «Царь Василий Иоаннович Шуйский, или Семейная ненависть». Драматическое представление в 5 д. с прологом «Сдача Кексгольма» в стихах П. Г. Ободовского; «Заколдованная яичница, или Глаз видит, да зуб неймет» (L’omelette fantastique). Вод. в 1 д. Ф.-А. Дювера и Л. Буайе (Louis-Hyacinthe Bouilhet). Пер. с нем. перевода. |
| 29 сентября 1843                                                                                              | «Любовные проказы, или Ночь после бала». Ком.- вод. в 1 д. Взята с фр. П. И. Григорьевым и А. Б. |
| 7 октября 1843                                                                                                | «Гитана, испанская цыганка», балет. Комп. Ф. Обер и И. Ф. Шмидт, сцен, и балетм. Ф. Тальони; балетм. П. И. Дидье (по Ф. Тальони) |
| 8 октября 1843                                                                                                | Бенефис И. В. Самарина: «Блаженство безумия» (Davis, ou Le bonheur d’etre fou). Драма в 2 д. Н. Фурнье. Пер. с фр. М. Е. Кублицкого; «Что имеем, не храним, потерявши, плачем». Ком. вод. в 1 д. С. П. Соловьёва; «Покровительница» (La protectrice). Ком. в 1 д. Э. Сувестра и Брюн. Пер. с фр. Н. Са…ова; «Интересный случай, или Художник и завещание». Вод. в 1 д. П. И. Григорьева. |
| 29 октября 1843                                                                                               | Бенефис П. И. Орловой: «Материнское благословение, или Бедность и честь» (La grace de Dieu). Представлена в России фр. актёрами под назв. «La nouvelle Fanchon». Драма в 5 д. с куплетами А.-Ф. Деннери и Г. Лемуана (Gustave Lemoine). Пер. с фр. Н. А. Перепельского (Некрасова); «Муж и секретарь». Ком.- вод. в 1 д. Перед. с фр. С. П. Соловьёва. |
| 5 ноября 1843                                                                                                 | Бенефис Д. Т. Ленского. «Тартюф» Ком. в 5 д. Ж.-Б. Мольера. Пер. с фр. в стихах Н. И. Хмельницкого; «Гамлет Сидорович и Офелия Кузьминишна» (Indiana et Charlemagne). Шутка-вод. в 1 д. Ж. Баяра и Ф. Дюмануара. Перед, с фр. Д. Т. Ленского. |
| 19 ноября 1843                                                                                                | Бенефис А. Т. Сабуровой. «Монумент». Исторический анекдот в 3 к. в стихах и прозе Н. В. Кукольника; «Актёр-доктор» (Le docteur Robin). Эпизод из жизни Д. Гаррика. Ком. в 1 д. Ж. Премаре (Jules de Prémaray). Перед. с фр.; «Демокрит и Гераклит, или Философы на Песках». Ком.-вод. в 1 д. П. А. Каратыгина; «Первое июля в Петергофе». Шутка-вод. в 1 д. П. А. Каратыгина. |
| 25 ноября 1843                                                                                                | Бенефис Петербургской танцовщицы Е. И. Андреяновой: балет «Жизель». Постановка П. И. Дидье (по Перро); «Волшебный бочонок, или Сон наяву». Старинная немецкая сказка в 2 д. Н. А. Полевого. |
| 26 ноября 1843                                                                                                | «Она придёт!». Ком.- вод. в 1 д. Пер. с фр. С. П. Соловьёва. |
| 3 декабря 1843                                                                                                | Бенефис В. И. Живокини: «Булочная, или Петербургский немец». Вод. в 1 д. П. А. Каратыгина; «Невеста реки, или Судья гений» (La fiancee du fleuve). Вод. в 2 д. П.-Ф.-А. Кармуша. Пер. с фр. В. Р. Зотова; «Помешанный» (Сesar, ou Le chien du chateau). Вод. в 2 д. Э. Скриба и А.-Ф. Варнера (Antoine-François Varner). Пер. с фр.; «Женщина-разбойник». Ком.-вод. в 1 д. Н. Акселя. |
| 17 декабря 1843                                                                                               | Бенефис артиста оперной труппы А. О. Бантышева. «Генеральша, или Домашние дела» (Les aides-de-camp). Ком. в 1 д. с куплетами Ж. Баяра и Ф. Дюмануара. Перед. с фр. П. А. Каратыгина; «Счастье лучше богатства». Оригинальный вод. в 1 д. К. Фалле. |
| 1 января 1844                                                                                                 | «Убийца своей жены» (L’homme qui tue sa femme). Вод. в 2 д. Э. Бризбарра и Э. Жема. Пер. с фр. Д. Т. Ленского. |
| 7 января 1844                                                                                                 | Бенефис М. Д. Львовой-Синецкой. «Муж, актёр и поэт». Драматический анекдот XVII столетия в 4 д. Ш. Денуайе и Э. Лаба. Пер. с фр. С. П. Соловьёва; «Судья XVIII столетия, или Странный случай в уездном суде». Старинный русский анекдот в 1 д. с куплетами В. Мартынова; «Московские рыцари, или Парик, усы и а 1а соq». Шутка-вод. в 1 д. В. М. |
| 21 января 1844                                                                                                | Бенефис П. С. Мочалова. «Мономан, или Помешанный» (Le monoman). Драма в 5 д. Ш. Дюверье (Charles Duveyrier). Пер. с фр. В. А. Каратыгина; «Круговая порука» (Мanche a manche). Ком.-вод. в 1 д. Ж.-Б. Розье. Пер. с фр. В. Р. Зотова. |
| 26 января 1844                                                                                                | «Между небом и землею» (Еntre ciel et terre). Шутка-вод. в 1 д. Ф.-А. Дювера и Лозанна (Augustin Théodore de Lauzanne de Vauroussel). Пер. с фр. Н. Акселя. |
| 27 января 1844                                                                                                | «Жила-была одна собака» (Il etait autrefois un caniche). Вод. в 1 д. Дефоржа и Роша. Пер. с фр. |
| 3 апреля 1844                                                                                                 | «Боярин Федор Васильевич Басенок». Тр. в 5 д. в стихах Н. В. Кукольника. |
| 12 апреля 1844                                                                                                | Бенефис Ф. Н. Усачева. «Дочь Карла Смелого». Драма в 3 д. В. Р. Зотова. Сюжет заимств. из повести А. Ройе; «Сигарка». Ком. в 1 д. Н. А. Полевого; «Шампанское и опиум, или Война с Китаем» (L’opium et le champagne, ou La guerre du Chine). Вод. в 1 д. Л. Клервиля и Ш. Варена (Charles Varin). Пер. с фр. Д. В. Григоровича. |
| 19 апреля 1844                                                                                                | Бенефис П. М. Садовского. «Мещанин-дворянин» (Вourgeois-gentilhomme). Ком. в 4 д. Пер. с фр. В. Р. Зотовым ком. в 5 д. Ж.-Б. Мольера; «Женская протекция, или Любовь, дружба и волокитство». Ком.-вод. в 1 д. П. И. Григорьева. Содержание заимств. из оперного либретто А. Эмбера и Полака «Frere et mari»; «Купцы». Оригинальный вод. в 1 д. |
| 27 апреля 1844                                                                                                | «Утро после бала Фамусова, или Все старые знакомцы». Ком.-шутка в 1 д. в стихах М. И. Воскресенского. |
| СЕЗОН 1844/45 20 сентября 1844                                                                                | Бенефис танцовщика Н. А. Пешкова. «Клодина» (Сlaudine). Драма в 3 д. Ш. Денуайе и П.-А. Любиза (Pierre-Henri Martin // Lubize). Пер. с фр. К. А. Тарновского. |
| 15 сентября 1844                                                                                              | «Жизель». Впервые в Москве |
| 4 октября 1844                                                                                                | Бенефис И. М. Немчинова. «Живая покойница» (La nonne sanglante). Драма в 5 д. О. Анисе-Буржуа. Пер. с фр. В. А. Каратыгина; «Дочь русского актёра». Шутка-вод. в 1 д. с танцами П. И. Григорьева; «Улица луны, или Возвращение из Африки» (Rue de la lune). Вод. в 1 д. Ш. Варена (Charles Varin) и Л. Буайе (Louis-Hyacinthe Bouilhet). Пер. с фр. |
| 11 октября 1844                                                                                               | Бенефис В. П. Степанова. «Кто из нас? или Тайна, купленная необыкновенной ценой» (Japhet, ou La recherche d’un pere). Ком. в 2 д. Э. Скриба и Э. Вандербурха. Сюжет заимств. из романа Марриета. Пер. с фр. А. И. В.; «Чего на свете не бывает, или У кого что болит, тот о том и говорит». Вод. в 1 д. В. В. Годунова. Сюжет заимств. из старинной комедии; «Похождение палки, или Муж магнетизер». Вод. в 1 д. Взят с фр. В. Мартыновым; «Брюзга, или Максим Петрович Недоволин» (L’humoriste). Ком.-вод. в 1 д. Д.-Ш. Дюпети и Анри. Перед. с фр. П. А. Каратыгина. |
| 18 октября 1844                                                                                               | Бенефис И. В. Орлова. «Тамбур-мажор» (Le tambour-major). Вод. в 1 д. О. Анисе-Буржуа и Э. Бризбарра. Пер. с фр. В. В. Горского. |
| 1 ноября 1844                                                                                                 | Бенефис Н. М. Никифорова. «Хохот, или Сыновняя любовь». Драма в 3 д. Пер. с фр.; «Испытание, или Завязка и развязка» (Discretion). Ком. в 1 д. Ф. Дюмануара и Камиля. Пер. с фр. В. А. Каратыгина; «Война с дворником, или Парижские проказы» (Роrtier, je veux tes cheveux). Ком.-вод. в 1 д. братьев И. и Т. Коньяр, П. Деланда и Дидье. Пер. с фр. |
| 14 ноября 1844                                                                                                | «Пери» («La Peri»), балет в 2 актах. Комп. Ф. Бургмюллер, сцен. Т. Готье и Ж. Коралли, балетм. Фредерик (по Коралли) |
| 15 ноября 1844                                                                                                | Бенефис П. Г. Степанова. «Война с тещей, или Насилу за ум взялись» (Le mari a la campagne). Ком. в 3 д. Ж. Баяра и Ж. Вайи. Перед. с фр. Д. Т. Ленского; «20, 40, 100» (Вrelan de Troupiers). Ком.-вод. в 1 д. Ф. Дюмануара и Э. Араго. Пер. с фр. Н. П. Беккера и Д. Т. Ленского; «Шкипер». Исторические сцены 1713 года в стихах В. Р. Зотова. |
| 22 ноября 1844                                                                                                | Бенефис И. В. Самарина. «Записки демона» (Les memoires du diable). Ком.-вод. в 3 д. Э. Араго и П. Вермона. Пер. с фр. Г. X. Музыка А. Г.; «Перчаточница, или Три племянника» (Francine la gantiere, ou Les trois neveux). Вод. в 1 д. Мельвиля (А.-О.-Ж. Дюверье), П.-Ф.-А. Кармуша и Ф. де Курси. Пер. с фр.; «Пикник в Кунцеве, или Московские удовольствия» (Настоящее название-Пикник в Токсове, или Петербургские удовольствия). Шутка-вод. в 2 к. П. А. Каратыгина. Сюжет заимств. из рассказа М. И. Воскресенского «Тринадцатый гость». |
| 8 декабря 1844                                                                                                | Бенефис А. Т. Сабуровой: «Импровизатор». Драма в 2 д. в стихах и прозе Н. В. Кукольника; «Герои преферанса, или Душа общества». Ком. с куплетами в 3 д. П. И. Григорьева; «Складчина на ложу в итальянские оперы». Вод. в 2 к. П. И. Григорьева. |
| 20 декабря 1844                                                                                               | Бенефис артиста оперной труппы А. О. Бантышева. «Несколько лет вперед, или Железная дорога между С.-Петербургом и Москвою» Вод. в 3 отд. Н. И. Куликова. |
| 4 января 1845                                                                                                 | «Эспаньолетто, или Отец и художник». Драма в 5 д. Ивана Ралянча (К. Д. Яфимовича); «Тамбур-мажор, или Свободен от постоя» (Le tambour-major). Вод. в 1 д. О. Анисе-Буржуа и Э. Бризбарра. Пер. с фр. П. А. Каратыгина. |
| 10 января 1845                                                                                                | Бенефис М. Д. Львовой-Синецкой. «Мачеха и падчерица». Драма в 3 д. с эпилогом С. П. Соловьёва. Перед. из повести Зенеиды Р-вой «Любонька»; «Полька в С.-Петербурге, или Бал у танцевального учителя». Шутка-вод. в 2 декорациях П. И. Григорьева. |
| 19 января 1845                                                                                                | Бенефис Петербургской танцовщицы Е. И. Андреяновой. «Жених, чемодан и невеста». Ком.-вод. в 2 д. П. И. Григорьева. |
| 24 января 1845                                                                                                | Бенефис П. И. Орловой: «Серафина Лафайль» (Mademoiselle de La Faille). Мелодрама в 5 д. О. Анисе-Буржуа и Г. Лемуана (Gustave Lemoine). Пер. с фр.; «Три польки, или Всякий молодец на свой образец» (Les trois polka). Вод. в 1 д. Ф. Дюмануара, П.-Ф.-А. Кармуша и П. Сиродена. Пер. с фр. |
| 31 января 1945                                                                                                | Бенефис В. И. Живокини. «Зазезизозю». Сказка-вод. в 5 д. Перед. с фр. В. Мартыновым; «Новое средство тратить деньги, или День из жизни матроса». Вод. в 1 д. В. Мартынова. |
| 7 февраля 1845                                                                                                | Бенефис М. С. Щепкина: «Новый способ платить старые долги». Драма-ком. в 5 д. Ф. Мессинджера. Пер. с англ. |
| 12 февраля 1845                                                                                               | «Лиза и Колен, или Тщетная предосторожность» Л.-Ж.-Ф. Герольда |
| 14 февраля 1845                                                                                               | «Ранвильский замок, или Убийца и мститель». Драма в 3 д. Пер. с фр. С. П. Соловьёва. |
| 30 апреля 1845                                                                                                | Бенефис танцовщицы Е. А. Санковской: «Голубой ток» (La toque bleu). Ком. в 1 д. Ж.-А. Дюпена (Henri Dupin) и Ф. Дюмануара. Пер. с фр. П. И. Григорьева. |
| 13 мая 1845                                                                                                   | «Хочу быть актрисой, или Двое за шестерых». Шутка-вод. в 1 д. П. С. Федорова. |
| 18 мая 1845                                                                                                   | Бенефис Л. Л. Леонидова: «Еврей, или Слава и позор». Тр. в 4 д. Перед. с фр. В. А. Каратыгина Драма в 5 д. В. Сежура «Diegarias» в стихах; «Дружба вернее любви» (Quand l’amour s’en va). Ком.-вод. в 1 д. Лорансена и М. Мишеля (Marc Antoine Amédée Michel, dit Marc-Michel). Пер. с фр. |
| 29 мая 1845                                                                                                   | Бенефис актрисы Петербургской труппы Н. В. Самойловой: «Новорожденный». Комические сцены в 6 декорациях М. Н. Загоскина; «Первый дебют, или Зритель поневоле» (La fille de Dominique). Ком.-вод. в 1 д. Т.-Ф. Девильнева и Шарля. Пер. с фр. В. Р. Зотова; «Ямщики, или Как гуляет староста Семен Иванович». Русский народный вод. в 1 д. П. Г. Григорьева. |
| 1845 | «Старый гусар, или Пажи Фридриха II», опера-водевиль на музыку А. А. Алябьева, И. И. Геништы, Ф. Е. Шольца и Л. Маурера |
| СЕЗОН 1845/46 17 августа 1845                                                                                 | «Прихоть кокетки». Ком. в 4 д. Д. Бруннера. |
| 20 августа 1845                                                                                               | Бенефис В. П. Степанова: «Дядюшка-болтушка, или Дверь в капитальной стене». Вод. в 1 д. Н. Акселя; «Дружеская лотерея с угощением, или Необыкновенное происшествие в уездном городе». Фарс-вод. в 2 отд. П. Г. Григорьева. |
| 27 августа 1845                                                                                               | Бенефис П. М. Садовского: «Наполеоновский гвардеец, или Испанская честь». Драма в 3 д. в стихах В. Р. Зотова. Сюжет взят из повести «Питер Шевалье»; «Муж в дверь, а жена в Тверь». Ком.-вод. в 2 к. А. И. В.; «Купеческая полька на Нижегородской ярмарке». Вод. в 3 отд. П. Г. Григорьева. |
| 10 сентября 1845                                                                                              | Бенефис Ф. Н. Усачева: «Ермак Тимофеич, или Волга и Сибирь». Драматическое представление в 5 д. в стихах и в прозе Н. А. Полевого; «Корсиканская месть» (La vendetta). Ком.-вод. в 1 д. Ф. Дюмануара и П. Сиродена. Пер. с фр. К. X. |
| 17 сентября 1845                                                                                              | Бенефис танцовщицы А. А. Санковской 2-й. «Две невесты» (Deux filles a marier). Ком. в 1 д. А. Боплана. Пер. с фр. |
| 24 сентября 1845                                                                                              | Бенефис танцовщика Н. А. Пешкова: «Городские слухи, или Сцены из современной жизни москвичей». Ком. в 1 д. М. Н. Загоскина; «Буря прошла». Ком. в 1 д. Пер. с фр. В. Мартынова. |
| 3 октября 1845                                                                                                | Бенефис режиссёра Н. П. Беккера. «Тысяча и одна ночь, арабские сказки». Волшебная ком.-вод. в 4 д. Пер. с фр. Н. П. Беккера. Куплеты Д. Т. Ленского. |
| 15 октября 1845                                                                                               | Бенефис танцовщицы Г. Н. Вороников. «Еще Руслан и Людмила, или Новый дом сумасшедших». Шутка-вод. в 1 д. Н. Акселя. Сюжет заимств. с фр. |
| 29 октября 1845                                                                                               | Бенефис балетмейстера Т. Герино: «Проказы поэта, или Вот каково оно!». Ком. в 1 д. в стихах. Соч. Невидимки; «Полчаса за кулисами». Ком. в 1 д. Н. А. Полевого. |
| 5 ноября 1845                                                                                                 | Бенефис А. Т. Сабуровой: «Двадцатилетний опекун» (Le tuteur de vingt ans). Ком.-вод. в 2 д. Мельвиля (А.-О.-Ж. Дюверье). Пер. с фр. И. А. Аничкова; «Букеты, или Петербургское цветобесие». Шутка в 1 д. с куплетами В. А. Соллогуба; «Москва и Ярославль, или Чудное приключение у Лукерьи Семеновны Зюзиной». Картина в 1 д. с пением и плясками П. Г. Григорьева. |
| 9 ноября 1845                                                                                                 | «Воля за гробом». Драма в 2 д. И. Александрова. |
| 14 ноября 1845                                                                                                | Бенефис И. М. Немчинова: «Чума, или Гвельфы и гибеллины». Историческая драма в 3 д. в стихах В. Р. Зотова; «Он за все платит» (C’est monsieur qui paye). Вод. в 1 д. Ж. Баяра и А.-Ф. Варнера (Antoine-François Varner). Пер. с фр. Н. А. Полевого. Музыка К. Н. Лядова; «Городская почта, или Вечеринка у заимодавца». Ком.-вод. в 1 д. П. И. Григорьева; «Подражание». Ком. Э. Скриба «L’avare en goguettes». |
| 7 декабря 1845                                                                                                | Бенефис И. В. Самарина: «Наследство» (Eulalie Pontois). Драма в 5 д. с прологом Ф. Сулье. Пер. с фр. Д. В. Григоровича. |
| 12 декабря 1845                                                                                               | Бенефис Д. Т. Ленского. «Цепь» (Une chaine). Ком. в 5 д. Э. Скриба. Пер. с фр. |
| 19 декабря 1845                                                                                               | Бенефис В. И. Живокини. «Рай Магомета, или Преобразование гарема» (Le paradis de Mahomet, ou La reform). Ком.-вод. в 1 д. Лорансена. Пер. с фр. |
| 9 января 1846                                                                                                 | Бенефис артиста оперной труппы А. О. Бантышева. «Последний в роде, или Ехал, да не доехал» (Le dernier de la famille). Вод. в 1 д. Ф. Ансело и А. Декомберусса. Пер. с фр. К. А. Тарновского. |
| 16 января 1846                                                                                                | Бенефис М. Д. Львовой-Синецкой. «Гаврила Иванович Михляев, казанский купец и фабрикант». Русская быль в 1 д. времен Петра Великого с песнями и плясками А. П. Славина; «Заколдованный принц, или Переселение душ» (Der verwunchene Prinz). Ком.-вод. В 3 д. Переделка буквального перевода с нем. Н. И. Куликова. «Муж, достань мне собачку!». Ком.-вод. в 1 д. П. И. Григорьева. |
| 18 января 1846                                                                                                | «Смерть Ляпунова». Драма в 5 д. С. А. Гедеонова. |
| 23 января 1846                                                                                                | Бенефис П. С. Мочалова. «Черкешенка». Драма в 2 д. П. С. Мочалова; «Нечего делать» (Quand ont n’a rien a faire). Ком. в 2 д. с куплетами Ж.-Ф.-Локруа (Joseph-Philippe Simon dit Lockroy) и А. Сея. Пер. с фр. П. А. Каратыгина. |
| 30 января 1846                                                                                                | Бенефис М. С. Щепкина. «Жид Шева» (The Jew). Драма в 5 д. Р. Камберленда. Пер. с англ. А. А. Краевского; «Тяжба». Сцены Н. В. Гоголя; «Виц-мундир». Вод. в 1 д. П. А. Каратыгина. |
| 16 апреля 1846                                                                                                | «Отец и кум» (Рere et parrain). Ком. в 2 д. Ф. Ансело и О. Анисе-Буржуа. Пер. с фр. Н. П. Беккера. |
| 24 апреля 1846                                                                                                | Бенефис Л. Л. Леонидова. «Дуглас Чёрный». Драма в 5 д. Ивана Ралянча (К. Д. Яфимовича); «Почтовая карета». Вод. в 1 д.; «Охотник в рекруты». Сцены из русского народного быта в 1 д. с песнями и плясками П. Г. Григорьева. |
| 10 мая 1846                                                                                                   | Бенефис Ф. С. Потанчикова. «Графиня Клара д’Обервиль» (La dame de St. Tropez). Драма в 5 отд. О. Анисе-Буржуа и А.-Ф. Деннери. Пер. с фр. В. А. Каратыгина. |
| 14 мая 1846                                                                                                   | Бенефис актёра Петербургской труппы А. Е. Мартынова. «Жена или карты». Вод. в 1 д. П. И. Григорьева; «Именины городничего, или Старый друг лучше новых двух». Вод. в 1 д. С. П. Соловьёва. Сюжет взят с фр.; «Сто тысяч, или Беда иметь от мужа тайны» (Рatineau, ou L’heritage de ma femme). Шутка-вод. в 1 д. Ксавье (Ж. Сентина) и Дюмустье. Пер. с фр. П. С. Федорова; «Черный день на Чёрной речке». Ком.-вод. в 1 д. Н. Я. Яковлевского. |
| 21 мая 1846                                                                                                   | «Лунатик, или Мать и сын» (Раul Darbois). Драма в 3 д. Пер. с фр. В. И. Орлова. |
| 5 июля 1846                                                                                                   | «Мнимый больной» (Le malade imaginaire). Ком. в 3 д. Ж.-Б. Мольера. Пер. с фр. Н. А. Полевого (1 и 2 д.) и В. Островского (3 д.). |
| 12 июля 1846                                                                                                  | «Невеста из провинции». Ком.- вод. в 1 д. Перед. с нем. В. Р. Зотовым ком. А. Коцебу «Die Braut aus Pommern». |
| 1846 | «Сумбурщица» (балет) (по «Своенравная жена» (фр. «Le Diable a quatre») А. Адана). |
| 1846 | «Вильгельм Телль» Дж. Россини (впервые в Большом театре) |
| СЕЗОН 1846/47 16 августа 1846                                                                                 | «Павел и Виргиния». Драма в 5 д. Н. А. Полевого. |
| 1846 год | «Руслан и Людмила» М. И. Глинки, впервые в Москве, силами петербургских артистов |
| 4 сентября 1846                                                                                               | Бенефис П. Г. Степанова. «Евгений Онегин». Драматическое представление в 3 д., 4 отд. в стихах. Перед. Г. В. Кугушевым романа А. С. Пушкина с сохранением его стихов; «Дочка его благородия». Шутка-вод. в 1 д. Мартынова; «Отставной театральный музыкант и княгиня». Драма в. 2 д. К. Д. Яфимовича; «Мыльные пузыри». Шутка в 1 д. В. А. Соллогуба. |
| 5 сентября 1846                                                                                               | «Три жениха и две с половиною невесты». Вод. в 1 д. Н. Акселя. |
| 11 сентября 1846                                                                                              | Бенефис танцовщицы Г. Н. Вороникой: «Вот так маменька!» (Une mere). Ком. в 2 д. Ж. Баяра и Э. Жема. Пер. с фр. С. П. Соловьёва. |
| 18 сентября 1846                                                                                              | Бенефис Ф. Н. Усачева. «Новогородцы». Драматическое представление в 5 д., 8 к. в стихах с песнями В. Р. Зотова; «Модный магазин, или Волк в овчарне» (Le loup dans la bergerie). Вод. в 1 д. Ф. Дюмануара и Э. Бризбарра. Пер. с фр. А. П. Толченова; «Сын венецианского разбойника, или Невинный преступник». Вод. в 1 д. Пер. с фр. П. Лятошинского. |
| 24 сентября 1846                                                                                              | «Квартира на Бугорках». Вод. в 1 д. П. С. Федорова. |
| 27 сентября 1846                                                                                              | Бенефис И. М. Немчинова. «Брачное свидетельство» (Nacht und Morgen). Драма в 5 д. Ш. Бирх-Пфейффер. Содержание заимств. из романа Э.-Д. Бульвера-Литтона «Night and Morning». Перед. с нем.; «Девушка-моряк, или Сваха в новом роде». Шутка-вод. в 1 д. Т. и Б. |
| 2 октября 1846                                                                                                | Бенефис П. М. Садовского. «Чудная девушка, или Редкость XIX века». Драма-вод. в 3 д. с хорами. Пер. с фр. С. П. Соловьёва; «Необыкновенное путешествие щукинодворского купца и благополучное возвращение». Фарс-вод. в 3 отд. П. Г. Григорьева; «Ворона в павлиньих перьях, или Слуга-граф, граф-слуга». Вод. в 1 д. Пер. с фр. |
| 9 октября 1846                                                                                                | Бенефис В. П. Степанова. «Ветреник, или Все против мужа» (L’etourneau). Ком.-вод. в 3 отд. Ж. Баяра и Л. Лайа (Léon Laya). Пер. с фр. П. Лятошинского; «Ночное привидение, или Преступник поневоле». Шутка-вод. в 1 д. Перед. с фр. С. П. Соловьёва. |
| 16 октября 1846                                                                                               | Бенефис режиссёра П. М. Щепина. «Гибель фрегата Медуза» (Le naufrage de la Meduse). Драма в 4 д. Ш. Денуайе, с прологом, хорами, танцами, пением, сражением, маршами и великолепным спектаклем. Пер. с фр. П. Лятошинского. |
| 30 октября 1846                                                                                               | Бенефис А. Т. Сабуровой. «Странствующий жид». Драматическая картина в 5 отд. по роману Э. Сю «Le juif errant». Пер. с нем.; «Обер-кухмейстер Фельтен». Вод. в 1 д. из времен Петра I Н. И. Хмельницкого. |
| 15 ноября 1846                                                                                                | Бенефис Д. Т. Ленского. «Волчий рот, лисий хвост» (Une jeunesse orageuse). Ком.- вод. в 2 д. Ш. Денуайе. Перед. с фр. Д. Т. Ленским; «Жертва мщения» (Juliette). Драма в 2 д. Мельвиля (А.-О.-Ж. Дюверье) и Ш.-А.-Э. Бьевиля. Пер. с фр. Д. Т. Ленского; «Два брата с Арбата и третий к ним хват» (Les freres Dondaine). Шутка-вод. в 1 д. Ш. Варена (Charles Varin) и Лопеса. Перед. с фр. Д. Т. Ленским. |
| 25 ноября 1846                                                                                                | «Ясновидящая». Мелодрама в 3 д. Пер. с фр. Н. П. Беккера. |
| 27 ноября 1846                                                                                                | Бенефис танцовщицы Е. А. Санковской. «Роза и Розетта» (Jeanne et Jeanneton). Ком.-вод. в 2 д. Э. Скриба и А.-Ф. Варнера (Antoine-François Varner). Пер. с фр. |
| 4 декабря 1846                                                                                                | Бенефис В. И. Живокини. «Хризомания, или Страсть к деньгам». Драматическое зрелище в 3 сутках с прологом и эпилогом А. А. Шаховского, взятое из повести А. С. Пушкина «Пиковая дама»; «Петербургский ростовщик». Вод. в 1 д. Н. А. Перепельского (Некрасова); «Притягательная сила» (La femme electrique). Шутка-вод. в 1 д. Ж. Кордье и Л. Клервиля. Пер. с фр. А. Н. Андреева. |
| 11 декабря 1846                                                                                               | Бенефис артиста оперной труппы А. О. Бантышева. «Неровный брак, или Семейство Рикебург» (La famille Riquebourg, ou Le mariage mal assorti). Ком. в 1 д. Э. Скриба. Пер. с фр. К. В-ра. Куплеты П. С. Федорова. |
| 18 декабря 1846                                                                                               | Бенефис М. Д. Львовой-Синецкой. «Нищий». Драматическая картина в 1 д. в стихах Г. В. Кугушева; «Цирюльник из Рогожской и парикмахер с Кузнецкого моста» (настоящее назв. «Цирюльник на Песках и парикмахер с Невского проспекта»). Вод. в 1 д. П. Г. Григорьева. Заимств. из фр. вод. Э. Скриба, Э. Мазера и Сен-Лорана (Ш. Номбре) «Le coiffeur et le perruquier»; «Кащей, или Пропавший перстень». Драма в 2 д. (К. Д. Яфимовича; «Бал-маскарад для детей от 16 лет до трёх месяцев» (Le bal d’enfants). Вод. в 1 д. Ф. Дюмануара и А.-Ф. Деннери. Перед. с фр. П. С. Федоровым, П. И. Григорьевым и Н. И. Куликовым.                                                      |
| ? декабря 1846                                                                                                | «Львиная голова, или Палка-сваха». Ком.-вод. в 2 д. Подражание фр. Н. П. Беккера. |
| 31 декабря 1846                                                                                               | «Дебютант, или Страсть к театру» (Je serais comedien). Ком. в 1 д. Ш. Денуайе. Пер. с фр. А. И. Булгакова. |
| 8 января 1847                                                                                                 | Бенефис М. С. Щепкина. «Маскарад при Людовике XIV» (Un bal masque sous Louis XIV). Ком. в 3 д. Ж.-Ф.-Локруа (Joseph-Philippe Simon dit Lockroy), О. Анисе-Буржуа и Э. Вандербурха. Пер. с фр. П. С. Федорова; «Наполеоновский инвалид, или Солдатская тайна» (Маthias invalide). Ком.-вод. в 2 д. Ж. Баяра и А.-Л. Баяра. Пер. с фр. М. И. Воскресенского. |
| 23 января 1847                                                                                                | «Три искушения» (Les trois peches du diable). Фантастический вод. в 1 д. Ш. Варена (Charles Varin) и П.-А. Любиза (Pierre-Henri Martin // Lubize). Пер. с фр. И. А. Аничкова. |
| 18 апреля 1847                                                                                                | Бенефис артиста Петербургской труппы В. А. Каратыгина. «Русский моряк». Историческая быль в 1 д. Н. А. Полевого. |
| 2 мая 1847 | Бенефис Н. М. Никифорова. «Что и деньги без ума». Вод. в 1 д. Пер. с фр. С. П. Соловьёва; «Капризы девушки, или Доктор себе на уме». Оригинальный вод. в 1 д. |
| 20 мая 1847                                                                                                   | «Владимир Заревский». Драма в 3 д. с прологом и эпилогом Ивана Ралянча (К. Д. Яфимовича). |
| 29 мая 1847                                                                                                   | «Поль и Полина, или Брат за сестру, сестра за брата» (Paul et Pauline). Ком.-вод. в 2 д. Ф.-А. Дювера и Лозанна (Augustin Théodore de Lauzanne de Vauroussel). Перед. с фр. П. А. Каратыгина. |
| 5 июня 1847                                                                                                   | «Еще комедия с дядюшкой, или Водевиль с племянником». Вод. в 1 д. П. И. Григорьева. |
| 19 июня 1847                                                                                                  | «Трудно быть слугою двух господ» (Les`ressources de Jonathas). Вод. в 1 д. Ш. Варена (Charles Varin) и д’Аврекура. Сюжет заимств. из ком. К. Гольдони «Слуга двух господ». Пер. с фр. А. Ф. Акимова. |
| 23 июня 1847                                                                                                  | «Шестидесятилетний волокита». Ком.-вод. в 1 д. Перед. с фр. М. В. |
| 30 июня 1847                                                                                                  | «Примерные супруги, или За двумя зайцами погонишься, ни одного не поймаешь». Ком. в 2 д. Пер. с фр. |
| СЕЗОН 1847/48 3 сентября 1847                                                                                 | Бенефис танцовщика Н. А. Пешкова. «Муж-беглец». Вод. в 1 д. |
| 10 сентября 1847                                                                                              | Бенефис В. П. Степанова. «Маскарад в оперном театре, или Проказы женатого» (Un mari qui se derange). Ком. в 2 д. П.-Э. Кормона и Э. Гранже. Пер. с фр. А. Н. Андреева; «Дядюшкины затеи, или Женитьба на скорую руку». Ком.-вод. в 1 д. А. П-ча; «Старые грехи» (Les vieux peches). Вод. в 1 д. Мельвиля (А.-О.-Ж. Дюверье) и Ф. Дюмануара. Пер. с фр. М. А. Гедеонова; «Святки, или Купеческая вечеринка». Интермедия-вод. в 1 д. с плясками и пением. |
| 22 сентября 1847                                                                                              | Бенефис П. Г. Степанова. «Антверпенские сироты» (Les orphelines). Драматическое представление в 6 отд. Ж. Бушарди. Пер. с фр. К. А. Тарновского. |
| 6 октября 1847                                                                                                | Бенефис П. М. Садовского. «Царская трость, или Деревянный ходатай». Ком.-анекдот в 1 д. А. В. Висковатова; «Скапиновы плутни» (Les fourberies de Scapin). Ком. в 3 д. Ж.-Б. Мольера. Пер. с фр. П. И. Григорьева; «Модные петербургские лечения». Шутка-вод. в 1 д. В. А. Соллогуба. |
| 10 октября 1847                                                                                               | Бенефис артистки Петербургской оперной труппы Лилеевой. «Дочь второго полка» (La fille du regiment). Ком. с куплетами в 2 д. Текст Ж. Баяра и Ж.-А. Сен-Жоржа. Пер. с фр. Музыка Г. Доницетти; «Лукреция Борджиа» Доницетти |
| 10 октября 1847                                                                                               | «Королевская охота» (La chasse du roi). Вод. в 1 д. Э. Фонтена. Пер. с фр. Г. В. Кугушева. |
| 20 октября 1847                                                                                               | Бенефис И. М. Немчинова. «Князь Даниил Дмитриевич Холмский». Драма в 5 д. в стихах и прозе Н. В. Кукольника; «Горка на именинах, или Анекдот с четырьмя тузами». Русская картина в 1 д. с куплетами П. И. Григорьева. |
| 29 октября 1847                                                                                               | Бенефис Ф. Н. Усачева. «Матильда, или Злые советы» (Dix ans de la vie d’une femme, ou Les mauvais conseils). Драма в 4 д. с эпилогом Э. Скриба и Т. Террье. Пер. с фр.; «Хлопчатая бумага, или У страха глаза велики». Вод. а рrороs в 1 д. Т. и Б. |
| 19 ноября 1847                                                                                                | Бенефис режиссёра Н. П. Беккера. «Дон Кихот Ламанхский, рыцарь печального образа, и Санхо-Панса». Ком.-вод. в 2 д., 5 к., взятая из романа М. Сервантеса П. А. Каратыгиным; «Новичок, или Рекрут-волокита». Ком.-вод. в 2 д. Пер. с фр. Н. П. Беккера; «Толстяк и тощий». Шуточная сцена в стихах Ф. А. Кони; «Натуральная школа». Шутка-вод. в 1 д. П. А. Каратыгина. |
| 26 ноября 1847                                                                                                | Бенефис В. И. Живокини. «Сверху вниз, или Банкир и лоскутник» (Du haut en bas, ou Banquier et fripier). Ком. в 2 д. с куплетами Мельвиля (А.-О.-Ж. Дюверье) и П.-Ф.-А. Кармуша. Пер. с фр. В. В. Горского; «Семейная война, или Все на своих местах». Вод. в 1 д. Перед. с фр. А. П. Толченова. |
| 3 декабря 1847                                                                                                | Бенефис Л. Л. Леонидова. «Кораблекрушители, или Страшные рыбаки Керугальские». Драма в 4 д., 5 к. с хорами, маршами, сражениями, пожаром и разрушениями. Пер. с фр. П. Лятошинского. |
| 5 (по ст. ст. 17) декабря 1847                                                                                | «Эсмеральда» А. С. Даргомыжского, первая постановка |
| 8 декабря 1847                                                                                                | Бенефис А. Т. Сабуровой. «Отелло на Песках, или Петербургский араб». Вод. в 1 д. П. А. Каратыгина; «Герой из Тысячи одной ночи». Вод. в 1 д. А. П. Толченова. |
| 13 декабря 1847                                                                                               | Бенефис танцовщика Ф. Монтассю. «День из жизни художника» (Le chef d’oeuvre inconnu). Драма в 1 д. Ш. Лафона. Пер. с фр. В. И. Родиславского. |
| 12 декабря 1847                                                                                               | Балет «Воспитанница Амура» («L’Eleve de 1 Amour», «Aglae, ou l’Eleve de l’Amour»), одноактный балет. Комп. Й. Ф. Келлер сцен и балетм. Ф. Тальони, балетм. Ж. Ришар (по Ф. Тальони) |
| 15 декабря 1847                                                                                               | Бенефис И. В. Самарина. «Слепая» (Pauvre aveugle). Драма в 3 д., 3 отд. П. де Гервиля. Пер. с фр. А. Ф. Акимова; «Веселый вечер из жизни великого государя, или Четверо часовых у одной будки». Драматическая шутка в 1 д. Перед. с итальянск. П. Г. Ободовского; «Отставной солдат, или Чужое добро впрок не пойдет». Народный русский вод. в 1 д. П. Г. Григорьева с песнями и плясками. |
| 19 декабря 1847                                                                                               | Бенефис актрисы Петербургской труппы А. Д. Степановой. «Пощечина» (Le code des femmes). Вод. в 1 д. Ф. Дюмануара. Пер. с фр. К. А. Тарновского. |
| 3 января 1848                                                                                                 | «Жених без фрака, или Вот каковы друзья» (Merovee, ou Brune et blonde). Ком.-вод. в 1 д. Ж. Баяра и Ш.-А.-Э. Бьевиля. Пер. с фр. А. Ф. Акимова. |
| 14 января 1848                                                                                                | Бенефис М. Д. Львовой-Синецкой. «Сыны Эдуарда, короля английского» (Les enfants d’Edouard). Тр. в 3 д. К. Делавиня. Пер. с фр. в стихах; «Нашествие иноплеменных, или Уездный наезд». Ком. в 3 д. К. Д. Яфимовича и Н. И. Куликова. |
| 26 января 1848                                                                                                | Бенефис М. С. Щепкина. «Павел Маркович Лисицын». Ком. в 2 д. Ф. М. Руднева; «Андрей Степанович Бука, или Кто не плясал по женской дудке». Ком.-вод. в 2 д. П. И. Григорьева; «Хорош Петербург, да друзья одолели». Ком.-вод. в 1 д. П. Г. Григорьева. |
| 9 февраля 1848                                                                                                | «Элен, или Тайное покровительство» (La protegee sans le savoir). Ком.-вод. в 1 д. Э. Скриба. Пер. с фр. |
| 21 апреля 1848                                                                                                | «Царское слово, или Сватовство Румянцева». Историческая ком. в 3 д. Н. И. Хмельницкого. |
| 28 апреля 1848                                                                                                | Бенефис Ф. Н. Усачева. «Полюбовный дележ, или Комната с двумя кроватями» (Une chamber a deux lits). Шутка-вод. в 1 д. Ш. Варена (Charles Varin) и Лефевра. Пер. с фр. А. Н. Андреева. |
| 30 апреля 1848                                                                                                | «Женатые повесы, или Дядюшка ищет, а племянничек рыщет». Ком.-вод. в 1 д. Пер. с фр. А. Н. Андреева. |
| 7 мая 1848 | «Дочь дворника, или Страсть к театру». Ком.-вод. в 3 д. Пер. с фр. А. Ф. Акимова. |
| 14 мая 1848                                                                                                   | «Дамы и гусары» (Damy i huzary). Ком. в 2 д. А. Фредро. Переделано с польск. Н. Акселем и Н. И. Куликовым. |
| 17 мая 1848                                                                                                   | Бенефис П. М. Садовского. «Шельменко, волостной писарь». Ком. в 3 д. Г. Ф. Квитки-Основьяненко; «Домовой на Петербургской стороне». Ком.-вод. в 1 д. Перед. с фр. Н. Вегиным. |
| 2 июня 1848                                                                                                   | Бенефис В. П. Степанова. «Небо и земля, или Жизнь художника». Драма в 2 д. С. П. Соловьёва; «Павел Павлович с супругой». Ком. в 1 д. П. А. Каратыгина. Перед. ком. А. Коцебу «Die eifersuchtige Frau». |
| 6 июня 1848                                                                                                   | «Не ест, а толстеет, странное дело!» (Qui dort dine). Шутка-вод. в 1 д. Корделье-Делану и Роша. Пер. с фр. И. Новикова. |
| 8 июня 1848                                                                                                   | «Гаврило Михайлович Бударажин, или Сват-прокурат, услужить очень рад». Ориг. ком.-вод. в 2 д. |
| 22 июня 1848                                                                                                  | «Ай да французский язык!». Шутка в 1 д. Оникса (Н. И. Ольховского). |
| 12 июля 1848                                                                                                  | «Емелюшка-дурачок». Ком.-вод. в 1 д. Г. В. Кугушева. |
| 1848 | Балет «Сатанилла, или Любовь и ад», балетм. Ж. А. и М. И. Петипа |
| СЕЗОН 1848/49 12 сентября 1848                                                                                | Бенефис актёра французской труппы Ж.-Э. Вальне: «Зало для стрижки волос, или Salon pour la coupe des cheveux». Шутка-вод. в 1 д. П. И. Григорьева. |
| 22 сентября 1848                                                                                              | Бенефис И. М. Немчинова. «Материнское благословение» (La grace de Dieu). Предст. в России фр. актёрами под назв. «La nouvelle Fanchon». Драма в 5 д. А.-Ф. Деннери и Г. Лемуана (Gustave Lemoine). Пер. с фр. Маркова. |
| 4 октября 1848                                                                                                | Бенефис Д. Т. Ленского. «Опекуны». Ком. в 2 д. Е. Дементьева: «Статья 213, или Муж обязан защищать» (L’article 213, ou Le mari doit protection). Ком. в 1 д. А.-Ф. Деннери и Г. Лемуана (Gustave Lemoine). Пер. с фр. А. Н. Андреева. |
| 28 октября 1848                                                                                               | Бенефис В. И. Живокини. «Пробуждение льва» (Le reveil du lion). Ком.-вод. в 2 д. Ж. Баяра и Э. Жема. Пер. с фр. А. Ф. Акимова; «Двое кривых, или Доктор-шарлатан». Не драма, не трагедия, не комедия и не водевиль, не опера и не балет, но всего понемногу в 1 д. Перед. с фр. К. А. Тарновским ком. братьев И. и Т. Коньяр «Les deux borgnes». |
| 15 ноября 1848                                                                                                | Бенефис Л. Л. Леонидова. «Колдун на Сухаревой башне, или Русский Фауст». Ком. в 4 д. Н. И. Хмельницкого; «Боги Олимпа в Париже» (Les dieux de l’Olympe a Paris). Фантастический вод. в 5 д. Ж. Кордье и Л. Клервиля. Пер. с фр. А. Н. Андреева. |
| 23 ноября 1848                                                                                                | Бенефис Петербургской танцовщицы Е. И. Андреяновой: «Пахита» Э.-М.-Э. Дельдевеза; «Одушевленные цветы и мечтатель» (Les fleurs animees). Шутка-вод. в 1 д. Ш. Лаби, Коммерсона и Кс. де Монтепена. Перед. с фр. П. Н. Арапова с включением баллады Ф. Фрейлиграта «Мщение цветов» в пер. с нем. Ф. Б. Миллера. |
| 1 декабря 1848                                                                                                | Бенефис А. Т. Сабуровой. «Тимон Афинянин». Сцены из драматической повести В. Шекспира. Вольный пер. с англ. в стихах и прозе Н. А. Полевого; «У страха глаза велики, или Уберег, но надолго ли?» (La tante mal gardee). Вод. в 1 д. Ж. Баяра и Матона. Перед, с фр. Д. Т. Ленского; «Маленькое облачко, или Что поссорило, то и помирило» (Une femme qui se jette par la fenetre). Ком. в 1 д. с куплетами Э. Скриба. Пер. с фр. С. П. Соловьёва; «Продавец детских игрушек» (Le marchand de jouets d’enfants). Ком. в 1 д. Мельвиля (А.-О.-Ж. Дюверье) и Л. Гийяра. Перед. с фр.                                                                                            |
| 8 декабря 1848                                                                                                | Бенефис И. В. Самарина. «Геройство семнадцатилетнего моряка» (Le mousse). Вод. в 2 д. Э. Сувестра. Пер. с фр. А. П. Толченова; «Бабушка и внучек» (Le petit-fils). Ком.-вод. в 1 д. Ж. Баяра и А.-Ф. Варнера (Antoine-François Varner). Пер. с фр. А. Ф. Акимова; «Портрет» (L’image). Ком.-вод. в 1 д. Э. Скриба и Т. Соважа. Пер. с фр. А. Н. Андреева; «Мнимая Фанни Эльслер, или Бал и концерт». Вод. а рrороs в 2 к. П. И. Григорьева. |
| 1 января 1849                                                                                                 | «Цампа Цампе-рознь!». Шутка-вод. в 1 д. Н. А. Ермолова. |
| 17 января 1849                                                                                                | Бенефис М. Д. Львовой-Синецкой. «Басурман». Драматическое представление в 4 д. с прологом, в стихах и прозе, с пением и танцами А. А. Григорьева. Сюжет взят из романа И. И. Лажечникова; «Кутерьма». Вод. в 1 д. К. А. Тарновского; «Маленькие неприятности человеческой жизни» (Les petites miseres de la vie humaine). Вод. в 1 д. Л. Клервиля. Пер. с фр. А. П. Толченова. |
| 19 января 1849                                                                                                | Бенефис Петербургской танцовщицы Е. И. Андреяновой: «Сатанилла, или Любовь и ад», балет в 3 актах 7 картинах, комп. Ф. Бенуа и Н. Ребер, сцен. Ж. Сен-Жорж и Ж. Мазилье, балетм. Ж. А. и М. И. Петипа; «Он не он, она не она» (Le muet de St. Malo, ou Les grandes emotions). Шуточная оперетта в 1 д. Ш. Варнера и П.-А. Любиза (Pierre-Henri Martin // Lubize). Пер. с фр. К. А. Тарновского. |
| 21 января 1849                                                                                                | Бенефис артиста оперной труппы А. О. Бантышева. «Первое апреля» (Un poisson d’avril). Ком.-вод. в 1 д. Пер. с фр. |
| 31 января 1849                                                                                                | Бенефис М. С. Щепкина. «Сюзетта, или Первый и последний прощальный поцелуй» (La dot de Suzette). Драма в 4 д. П. Губо (Prosper Goubaux) и Г. Лемуана (Gustave Lemoine). Пер. с фр. Н. П. Беккера; «Лекарь поневоле» (Le medecin malgre lui). Ком. в 3 д. Ж.-Б. Мольера. Пер. с фр.; «При счастье бранятся, при беде мирятся» (Une separation, ou Le divorce dans une loge). Вод. в 1 д. П.-Ф.-А. Кармуша и Ф. де Курси (Frédéric de Courcy). Пер. с фр. П. С. Федорова. |
| 20 апреля 1849                                                                                                | Бенефис П. М. Садовского. «Новый Самиель, или Право пожизненного владения». Ком.-вод. в 1 д. П. А. Каратыгина. Сюжет заимств. из польск. ком. А. Фредро «Dozywocie»; «Аллегри, или Взявшись за гуж, не говори, что не дюж». Шутка-вод. в 2 д. Оникса (Н. И. Ольховского); «Один за двух и две вместо одной» (La vie en partie double). Шутка-вод. в 1 д. О. Анисе-Буржуа, А.-Ф. Деннери и Э. Бризбарра. Пер. с фр. П. С. Федорова. |
| 27 апреля 1849                                                                                                | Бенефис М. П. Соколова. «Бедная Мария, или Брат и сестра» (Маrie Remond). Драма в 3 д. Ж.-Ф.-Локруа (Joseph-Philippe Simon dit Lockroy) и О. Анисе-Буржуа. Пер. с фр. С. П. Соловьёва; «Гуляка, или Нынешние друзья» (Le sacripan). Ком.-вод. в 3 д. Пер. с фр. С. П. Соловьёва; «Актриса, или Небылица в лицах». Вод. в 1 д. И. А. Аничкова. Сюжет заимств. из фр. вод. Т.-Ф. Девильнева и Деливри «Мademoiselle Dangeville». |
| 4 мая 1849 | Бенефис Ф. Н. Усачева. «Минин». Драматическое представление в 2 д. А. В. Висковатова; «Местничество». Пролог в 1 д. В. А. Соллогуба; «Два замечания» (Il faut qu’une porte soit ouverte ou fermée). Ком. в 1 д. А. Мюссе. Пер. с фр.; «Я именинник». Вод. в 1 д. Оникса (Н. И. Ольховского). |
| 15 июня 1849                                                                                                  | «Война жен с мужьями, или Спорь до слез, а об заклад не бейся» (La gageure des trios commeres). Вод. в 5 д. Демаре. Пер. с фр. С. П. Соловьёва. |
| СЕЗОН 1849/50 16 сентября 1849                                                                                | Бенефис атёра Петербургской труппы С. Я. Марковецкого. «Коломенский нахлебник и моншер». Вод. в 1 д. П. С. Федорова; «Орест и Пилад на чердаке, или А кинь им кость, так что твои собаки» (Qui se ressemble se gene). Вод. в 1 д. М. Мишеля (Marc Antoine Amédée Michel, dit Marc-Michel), Э. Фонтена и А. Пепена. Пер. с фр. Ф. А. Бурдина; «Репетиция домашнего спектакля». Шутка-вод. в 1 д. Ф. М. Руднева; «Макар Алексеевич Губкин, или Продолжение студента, артиста, хориста и афериста». Шуточная оперетта в 1 д. Текст П. И. Григорьева. Музыка составлена им же.                                                                                                   |
| 21 сентября 1849                                                                                              | Бенефис М. П. Соколова. «Домашняя язва». Ком. в 4 д. Я. И. Дементьева; «Докторское предписание, или Муж и нахлебник» (L’ordonnance du medecin). Ком.-вод. в 1 д. Ж. Премаре. Пер. с фр. А. Ф. Акимова; «Вдова Сатанилова, или Я разорву этот брак». Вод. в 1 д. Н. А. Ермолова |
| 28 сентября 1849                                                                                              | Бенефис И. М. Немчинова. «Сэр Жак, или Не угодно ли вам быть повешенным?» (Sir Jack, ou Qui est ce qui veut se faire pendre). Анекдотическая шутка-вод. в 3 к. Ф.-А. Дювера, Деверже (Desvergers, наст. Имя Арман Шапо // Armand Chapeau) и Ш. Варена (Charles Varin). Пер. с фр. Ф. А. Анатолина (Ф. А. Кони). |
| 19 октября 1849                                                                                               | Бенефис танцовщика Ф. Монтассю. «Тетушка-болтушка» (Le moulin a paroles). Вод. в 1 д. Габриэля (Ж.-Ж.-Г. Делюрье) и Д.-Ш. Дюпети. Пер. с фр. А. П. Толченова. |
| 26 октября 1849                                                                                               | Бенефис Д. Т. Ленского. «Три невидимки» (Les fees de Paris). Ком.-вод. в 2 д. Ж. Баяра. Пер. с фр. Д. Т. Ленского; «Рад не рад, а делать нечего» (Воn gre, mal gre). Вод. в 1 д. Ж. Барбье. Пер. с фр. Д. Т. Ленского; «Минеральные воды» (Les eaux de Mont d’or). Вод. в 1 д. Э. Скриба, Ф. де Курси и Ж. Сентина. Пер. с фр. Д. Т. Ленского. |
| 2 ноября 1849                                                                                                 | Бенефис В. И. Живокини и И. В. Самарина. «Три сестры, или Торжество добродетели» (Pauvre Jeanne). Драма в 3 д. с пением. Пер. с фр. С. П. Соловьёва; «1.000.000» (Jeanne Mathieu, ou Etre aime pour soi-meme). Вод. в 1 д. Н. Фурнье. Перед. с фр. К. А. Тарновского и Ф. М. Руднева; «Петербургский анекдот с жильцом и домохозяином». Шутка-вод. в 1 д. П. И. Григорьева. |
| 10 ноября 1849                                                                                                | «Царская невеста». Драма в 4 д. в стихах Л. А. Мея. |
| 16 ноября 1849                                                                                                | Бенефис А. Т. Сабуровой. «Варвара, ярославская кружевница». Оперетта в 1 д. Текст П. Г. Ободовского. Музыка А. Ф. Львова. |
| 23 ноября 1849                                                                                                | Бенефис И. В. Самарина и В. И. Живокини. «Люция, невеста Ламмермурская» (Lucie). Мелодрама в 3 д., 7 к. В. Дюканжа по роману В. Скотта «Ламмермурская невеста». Пер. с фр. С. П. Соловьёва; «Завтрак у предводителя, или Полюбовный дележ». Ком. в 1 д. И. С. Тургенева; «Довольно!». Вод. в 1 д. П. С. Федорова. |
| 12 декабря 1849                                                                                               | Бенефис Л. Л. Леонидова. «Русский механик Кулибин». Историческая быль в 3 отд. А. В. Висковатова; «№ 18, ложа 3-го ряда». Шутка-вод. в 2 к. Н. А. Ермолова. |
| 9 января 1850                                                                                                 | Бенефис М. Д. Львовой-Синецкой. «Спасенное знамя». Русская быль в 2 к. И. Анца; «Аз и Ферт (Е. Н.)». Шутка-вод. в 1 д. Э. Моро, П. Сиродена и А. Делакура. Перед. с фр. П. С. Федорова. |
| 12 января 1850                                                                                                | «Катарина, дочь разбойника» («Катарина»), балет в 3 актах 4 картинах (на сюжет, заимствованный из биографии художника Сальватора Розы). Комп. Ч. Пуньи, сцен. и балетм. Ж. Перро, балетм. Фредерик (Ф. Малавернь, по Перро) |
| 17 января 1850                                                                                                | «Странная свадьба, или Не знаешь, где найдешь, где потеряешь». Ком. в 5 д. в стихах М. И. Воскресенского. |
| 19 января 1850                                                                                                | «Поездка за границу». Ком. в 4 д. М. Н. Загоскина. |
| 25 января 1850                                                                                                | Бенефис М. С. Щепкина. «Холостяк». Ком. в 3 д. И. С. Тургенева; «Богатая старушка и родственники её». Ком. в 2 д. И. Анца; «Отсталые люди, или Предрассудки против науки и искусства». Ком.-вод. в 1 д. П. Г. Григорьева. |
| 7 февраля 1850                                                                                                | «Двоеженец, или Милорд и сапожник». Драма в 3 д. Мельвиля (А.-О.-Ж. Дюверье) и П.-Ф.-А. Кармуша. Пер. с фр. П. Лятошинского. |
| 20 февраля 1850                                                                                               | «Это был я, или Свадьба и медальон». Драма в 2 д. Вандерсен. Пер. с фр. С. П. Соловьёва. |
| 22 февраля 1850                                                                                               | Бенефис артиста оперной труппы А. О. Бантышева. «Бальный букет, или Вот до чего иногда доводят танцы» (Le bouquet de bal). Ком. В 1 д. Ш. Денуайе. Пер. о фр. В. И. Родиславского; «Цыганка». Вод. в 1 д. Н. И. Куликова. Музыка аранжирована В. М. Кажинским. |
| 23 февраля 1850                                                                                               | «Двумужница» (Une femme a deux maris). Вод. в 1 д. Поля де Кока и Л. Буайе (Louis-Hyacinthe Bouilhet). Перед. с фр. И. А. Аничковым. Музыка А. А. Турчанинова. |
| 5 мая 1850 | Бенефис Ф. Н. Усачева. «Окно на втором этаже». Драма в 3 к. Ю. Коженевского. Переделка Драма Э. Скриба «Une faute». Пер. с польск. Стадовского; «Жених в закладе, а невеста в накладе, или По усам текло, а в рот не попало». Вод. в 1 д. К. А. Тарновского и Ф. М. Руднева; «Комедия без свадьбы». Ком. в 1 д. в вольных стихах Н. В. Сушкова; «Беда от нежного сердца». Вод. в 1 д. В. А. Соллогуба. |
| 11 мая 1850                                                                                                   | «Тщетная предосторожность» Л.-Ж.-Ф. Герольда |
| 1850 год | «Жизель» |
| 25 августа 1850                                                                                               | Бенефис Н. М. Никифорова. «Дядюшкин фрак и тетушкин капот». Ком. в 2 д. с куплетами Н. Я. Яковлевского. |
| 6 сентября 1850                                                                                               | Бенефис И. М. Немчинова. «Нет денег, дайте сдачи, мне не с чем ехать с дачи» (Riche d’amour). Вод. в 1 д. Ксавье (Ж. Сентина), Ф.-А. Дювера (Félix-Auguste Duvert) и Лозанна (Augustin Théodore de Lauzanne de Vauroussel). Перед. с фр. |
| 4 октября 1850                                                                                                | Бенефис П. М. Садовского. «Старое время». Небылица в лицах в 4 д. Заимств. из повести Н. В. Кукольника «Благодетельный Андроник»; «Раканы, или Трое вместо одного». Ком. в 1 д. в стихах Н. В. Сушкова; «За золотом! В Калифорнию! или Ярославцы в Бремене». Шутка-вод. в 1 д. Толлерта и П. Г. Григорьева. |
| 12 октября 1850                                                                                               | Бенефис В. И. Живокини и М. П. Соколова. «Жребий на жизнь и смерть» (Courte paille). Драма-вод. в 3 д. Пер. с фр.; «Водевиль с переодеванием». Вод. в 1 д. Н. И. Куликова; «Всякий шут Иван Иваныч!». Шутка-поговорка в 2 к. с куплетами Ф. А. Кони. |
| 19 октября 1850                                                                                               | Бенефис И. В. Самарина. «Самоотвержение, или Две женщины» (Les filles du docteur). Ком.-вод. в 2 д. Э. Скриба и М. Массона. Пер. с фр. С. П. Соловьёва; «Нынешние мужья и нынешние друзья» (L’une pour l’autre). Ком. в 1 д. Пер. с фр.; «Все кончилось!». Вод. в 1 д. Н. А. Ермолова. |
| 25 октября 1850                                                                                               | Бенефис танцовщика Ф. Монтассю. «Вог так мы! или Будь стена, а не перегородка, был бы не водевиль, а трагедия, и вышел бы не анекдот, а история». Шутка в 1 д. |
| 2 ноября 1850                                                                                                 | Бенефис Д. Т. Ленского. «Порыв и страсть, или Два женские сердца». Драма в 2 д. Э. Сувестра. Перед. с фр. И. С. Юрьевой (Сандуновой); «Пансионерка» (La petite cousine). Ком. Ш.-А. Декурселя и Т. Баррьера. Пер. с фр. К. А. Тарновского и Ф. М. Руднева. |
| 9 ноября 1850                                                                                                 | Бенефис В. И. Живокини и М. П. Соколова. «Лида, дочь Русалки и Злой волшебник Черногор». Волшебное представление в 4 д., 9 к. с хорами и танцами А. Ф. Акимова; «Марфа Ивановна и Захар Захарович Собачкины, или Поставлю на своем!». Вод. в 1 д. Перед. с фр. С. П. Соловьёвым. |
| 16 ноября 1850                                                                                                | Бенефис Л. П. Никулиной-Косицкой. «Безумная». Драма в 3 д. Пер. с польск. С. Победоносцева; «Пятница, или Всякой шутке должны быть границы» (Un vendredi). Ком.-вод. в 1 д. Ж. Бушарди. Пер. с фр. А. Ф. Акимова; «Ревнивый муж и храбрый любовник» (Un tigre de Bengal). Шутка-вод. в 1 д. Э. Бризбарра и М. Мишеля (Marc Antoine Amédée Michel, dit Marc-Michel). Пер. с фр. Н. Сабурова (Н. И. Куликова). |
| 22 ноября 1850                                                                                                | «Эсмеральда», балет в 2 актах 5 картинах (по роману «Собор Парижской богоматери» Гюго). Комп. Ч. Пуньи, сцен. и балетм. Ж. Перро |
| 7 декабря 1850                                                                                                | Бенефис танцовщицы Е. А. Санковской. «Куда черт не поспеет, туда старую бабу пошлет». Пословица в 1 д. И. Анца. |
| 14 декабря 1850                                                                                               | Бенефис Л. Л. Леонидова. «Освобождение Москвы в 1612 году». Драма в 5 д. К. С. Аксакова. |
| 30 декабря 1850                                                                                               | «Женатый жених». Ком. в 4 д. в стихах М. Н. Загоскина. |
| 12 января 1851                                                                                                | Бенефис танцовщицы Ф. Эльслер. «Нет действия без причины» (Pas de fumee sans feu). Вод. в 1 д. Ж. Баяра. Перед. с фр. П. С. Федорова; «Бешенство». Вод. в 1 д. Пер. с фр. А. А. Рассказова и Н. А. Ермолова. |
| 18 января 1851                                                                                                | Бенефис М. С. Щепкина. «Жорж Данден» («Жорж Данден, или Одураченный муж») (George Dandin, ou Le mari confondu). Ком. в 3 д. Ж.-Б. Мольера. Пер. с фр. П. П. Барсова; «Учитель и мельничиха, или Воспитание и природа» (Le moulin joli). Оперетта в 1 д. Текст Л. Клервиля. Пер. с фр. Д. Т. Ленского. Музыка П. Варнея; «Провинциалка». Ком. в 1 д. И. С. Тургенева; «Дагерротип, или Знакомые все лица». Шутка-вод. в 1 д. В. А. Соллогуба и П. А. Каратыгина. |
| 25 января 1851                                                                                                | Бенефис К. Н. Полтавцева. «Встреча Ивана Ивановича с Шамилем в Кавказских горах». Шутка в 1 д. Шпанова. |
| 1 февраля 1851                                                                                                | Бенефис танцовщика и балетмейстара Теодора. «Герой нашего времени». Случай из обыкновенной жизни в 1 д. Н. А. Ермолова. |
| 6 февраля 1851                                                                                                | Бенефис А. Т. Сабуровой. «Дурочка». Драма в 1 д. с пением Н. И. Филимонова и Н. И. Куликова; «Парики» (Вonne aventure). Ком.-вод. в 4 к. Д.-Ш. Дюпети и Ф. де Курси (Frédéric de Courcy). Перед. с фр. К. А. Тарновского и Ф. М. Руднева; «Бедовая девушка». Ком.-вод. в 1 д. Н. И. Куликова. Подражание фр. вод. Э. Делиньи «Une fille terrible». |
| 17 апреля 1851                                                                                                | «Странная ночь». Ком. в 1 д. в стихах А. М. Жемчужникова. |
| 24 апреля 1851                                                                                                | Бенефис актрисы Петербургской труппы В. В. Самойловой. «Житейская школа». Ком. в 4 д. в стихах П. И. Григорьева; «Один стул на двоих» (Une chaise pour deux). Ком. в 1 д. И. Леру. Пер. с фр. Н. И. Малышева. |
| 27 апреля 1851                                                                                                | Бенефис Ф. Н. Усачева. «В чужом глазу сучок мы видим, в своем не видим и бревна» (La societe du doigt dans l’oeil). Шутка-вод. в 1 д. Л. Клервиля, П. Сиродена и Э. Араго. Перед. с фр. П. С. Федорова. |
| 4 мая 1851 | Бенефис С. В. Васильева. «Белая камелия, или Маскарад в дворянском собрании». Ком. в 1 д. Ф. Ф. Корфа; «Белокурая брюнетка». Фарс-вод. в 1 д. Пер. с фр. П. В. Востокова (Караколпакова); «Пьер де Пари». Шутка-вод. |
| 9 мая 1851 | «Вертер и Шарлотта, или Новая развязка старого романа» (Charlotte et Werther). Драма в 3 д. с прологом Э. Сувестра и Э. Буржуа. Пер. с фр. |
| 11 мая 1851                                                                                                   | Бенефис Г. С. Ольгина. «Старая мыза» (La closerie des genets). Драма в 5 д., 8 к. с прологом Ф. Сулье. Пер. с фр.; «Волшебная ночь на Минеральных водах» (Продолжение ком. «Дядюшкин фрак и тетушкин капот»). Шутка в 2 отд. Н. Я. Яковлевского. |
| 22 мая 1851                                                                                                   | «Страдалица». Драма |
| СЕЗОН 1851/52 27 августа 1851                                                                                 | Бенефис танцовщика Теодора. «Ослицыно молоко» (Le lait de l’anesse). Вод. в 1 д. Габриеля (Ж.-Ж.-Г. Делюрье) и Д.-Ш. Дюпети. Пер. с фр. Ф. А. Бурдина. |
| 5 сентября 1851                                                                                               | Бенефис И. М. Немчинова. «Незабвенный год, или Бедствие и слава России». Народно-драматическое представление в 3 д., 4 к. с песнями и плясками П. Г. Григорьева; «Чудак-математик». Ком. в 1 д., 3 к. Блока. |
| 12 сентября 1851                                                                                              | Бенефис танцовщицы Г. Н. Ворониной. «Жоржетта» (Georgette). Ком.-вод. в 1 д. Пер. с фр. П. И. Григорьева. |
| 16 сентября 1851                                                                                              | Бенефис актрисы Петербургской труппы Н. В. Самойловой. «Дядя в хлопотах, или Кто на ком женат». Ком.-вод. в 1 д. Н. В. Самойловой. Сюжет заимств. из старинной комедии; «Домашняя история». Ком. в 2 д. в стихах П. И. Григорьева. |
| 17 сентября 1851                                                                                              | «Антон Антоныч Петушков». Вод. в 1 д. Перед, с фр. К. А. Тарновского и Ф. М. Руднева. |
| 21 сентября 1851                                                                                              | Бенефис С. В. Шумского. «Старички, или С чем приехал, с тем и отъехал». Ком.-вод. в 2 д. П. С. Федорова; «Цикута, или Дружба и любовь» (La cigue). Ком. в 1 д. Э. Ожье. Перед. с фр. вольными стихами В. Р. Зотова; «Взаимное обучение» (L’enseignement mutuel). Вод. в 1 д. Т. Баррьера и Ш.-А. Декурселя. Пер. с фр. К. А. Тарновского и Ф. М. Руднева. |
| 26 сентября 1851                                                                                              | Бенефис П. М. Садовского. «Дайте мне старуху!». Фарс-вод. в 1 д. с пением и танцами В. И. Савинова. |
| 3 октября 1851                                                                                                | Бенефис Л. П. Никулиной-Косицкой. «Алхимик, или Средство делать золото» (L’alchimiste). Драма в 5 д. А. Дюма. Пер. с фр. в стихах; «Муж Геркулес, жена Диана, или Брак XIX века» (Hercule belhomme). Вод. в 1 д. Ф.-А. Дювера и Лозанна (Augustin Théodore de Lauzanne de Vauroussel). Пер. с фр. С. П. Соловьёва; «Интересная афиша, или Автоматы со всемирной выставки». Фарс-интермедия в 1 д. |
| 10 октября 1851                                                                                               | Бенефис бывшего актёра Харьковского театра Т. М. Домбровского. «Сватанье на Гончаровке». Опера-вод. в 3 д. Г. Ф. Квитки-Основьяненко; «Влюбленный жид». Шутка-вод. в 1 д. А. А. Шаховского. |
| 24 октября 1851                                                                                               | Бенефис М. П. Соколова. «Немой» (Le muet). Драма в 6 д. О. Анисе-Буржуа и М. Массона. Пер. с фр. В. С. Пенькова; «Старичок-женишок, или И сватался, да не женился». Ком.-вод. в 1 д. с куплетами. Пер. с фр. С. П. Соловьёва. |
| 2 ноября 1851                                                                                                 | Бенефис И. В. Самарина. «Царские потешные, или Кожуховский поход». Ком. в 2 д., 4 к. из времен Петра I. Соч. М. А. С.; «Боцман» (Le petit Pierre). Ком. в 1 д. А.-Ф. Деннери и Ш.-А. Декурселя. Пер. с фр. К. А. Тарновского; «Невесте—сорок пять, приданого-сто тысяч!». Ком. в 3 д. Перед. с фр. С. П. Соловьёвым; «Сусиды, або За горилкою усе до ладу». Шутка-вод. в 1 д. А. Вельсовского. |
| 14 ноября 1851                                                                                                | Бенефис А. Т. Сабуровой. «Наполеоновский генерал, или Муж двух жен» (Маrianne). Драма в 5 д. с прологом О. Анисе-Буржуа и М. Массона. Пер. с фр. Солина и Н. И. Куликова. |
| 19 ноября 1851                                                                                                | «Самая обыкновенная история» (Моn rival). Ком.-вод. в 1 д. Л. Клервиля. Пер. с фр. С. П. Соловьёва. |
| 23 ноября 1851                                                                                                | Бенефис К. Н. Полтавцева. «Актриса и поэт». Драма в 4 д. с прологом Н. Имшенецкого; «Жуткое и К°». Вод. в 1 д. К. А. Тарновского и Ф. М. Руднева; «Было или не было? Во сне или наяву?» (C’en etait un). Шутка-вод. в 1 д. Л. Клервиля и Ж. Кордье. Пер. с фр. Ф. А. Бурдина |
| 28 ноября 1851                                                                                                | Бенефис артистки Петербургской оперной труппы Семёновой: «Железная дорога между С.-Петербургом и Москвой». Вод. в 1 д. Н. И. Куликова; «Украинская свадьба». Вод. в 1 д. С. С. Гулака-Артемовского. |
| 7 декабря 1851                                                                                                | Бенефис Л. Л. Леонидова. «Карл XII под Полтавой». Драма в 3 д. Р. М. Зотова. |
| 12 декабря 1851                                                                                               | Бенефис артиста оперной труппы А. О. Бантышева: «Мольер» (Моliere). Драма в 4 д. Жорж Занд. Пер. с фр.; «Казачка, или Возвращение из похода». Оперетта в 1 д. Текст Н. Крестовского (Н. И. Куликова). Музыка В. М. Кажинского. |
| 17 декабря 1851                                                                                               | Бенефис танцовщицы Ирки Матиас. «Так и этак, или Всякий за себя» (Le pour et le contre). Сцены из домашнего быта в 1 д. О. Фейе. Пер. с фр. А. А. Тальцевой (Зубовой); «Мраморная красавица» («La fille de marbre»), балет в 2 актах 3 картинах. Комп. Ч. Пуньи, сцен. и балетм. А. Сен-Леон, поставил П.-Ф. Малавернь (по Сен-Леону). |
| 6 января 1852                                                                                                 | «Бой-жинка». Опера-вод. в 1 д. Г. Ф. Квитки-Основьяненко. |
| 9 января 1852                                                                                                 | Бенефис М. С. Щепкина. «Беда от сердца и горе от ума». Ком.-вод. в 1 д. Ф. А. Кони; «Письмо без адреса». Ком. в 1 д. Пер. с фр. К. А. Тарновского; «Гаррик во Франции». Ком. в 2 д. А. Эленшлегера. Пер. с нем. К. К. Павловой. |
| 15 января 1852                                                                                                | «Денщик». Историческая Драма в 5 д. в стихах Н. В. Кукольника. |
| 21 января 1852                                                                                                | Бенефис М. Д. Львовой-Синецкой. «Предок и потомки» (Les burgraves). Драма в 3 д. В. Гюго. Пер. с фр. в стихах и в прозе В. А. Каратыгина; «Волшебная роза, или Уездные честолюбцы». Ком.-вод. в 1 д. Перед. с фр. С. П. Соловьёва; «Мечтания Тасса» (Une vision de Tasse). Мелодрама в 1 д. в стихах. Пер. с фр. В. А. Каратыгина. Музыка Л. В. Маурера. |
| 14 апреля 1852                                                                                                | Бенефис Ф. Н. Усачева. «Блокада крепости Костромы, или Русские в 1608 году». Драматические сцены в 3 к. с пением, танцами, взрывом и разрушением крепости А. П. Славина; «Домашнее уложение». Ком. в 1 д. Е. П. Ростопчиной; «Панас выкрутас». Шутка-вод. в 1 д. В. Дмитренко. |
| 21 апреля 1852                                                                                                | Бенефис Г. С. Ольгина. «Талисман». Драма-ком. в 3 д. с эпилогом в стихах и в прозе Г. В. Кугушева; «Остриженные львы, или Живые покойники» (Deux lions rapes). Вод. в 1 д. Ж.-Б. Розье и Ш. Варена (Charles Varin). Пер. с фр. П. А. Каратыгина. |
| 25 апреля 1852                                                                                                | Бенефис актёра Петербургской труппы В. В. Самойлова. «Машенька, или Ещё отец и дочь». Драма в 3 д. А. П. Толченова. Содержание заимствовано из поэмы А. Н. Майкова; «Браслет и прочее». Ком. в 1 д. Ф. Ф. Корфа. |
| 5 мая 1852 | Бенефис Е. Н. Васильевой. «И дружба и любовь». Разговор для сцены А. А. Тальцевой (Зубовой); «Московский купец и купеческий сынок, или В жене все богатство!». Вод. в 1 д. Сюжет взят с фр.; «А ларчик просто открывался» (Midi a quatorze heures). Ком.-вод. в 1 д. Т. Баррьера. Пер. с фр. А. А. Тальцевой (Зубовой); «Шалуны, или Ещё бедовая девушка». Шутка-вод. в 1 д. Н. Круглополева (Н. И. Куликова). |
| 12 мая 1852                                                                                                   | Бенефис режиссёра А. Ф. Акимова (муж актрисы С. П. Акимовой). «Жених на паре, или С чем подъехал, с тем и отъехал». Ком. в 2 д. В. С. Пенькова; «Жених с Лондонской выставки». Фарс а рrороs в 1 д. Соч. М. В-ва. |
| 1852 | «Сварливая жена, или Со всем прибором сатана», балет, возобновление постановки «Сумбурщица» (балет А. Адана «Своенравная жена», фр. «Le Diable a quatre») |
| СЕЗОН 1852/53 5 сентября 1852                                                                                 | Бенефис Н. М. Никифорова. «Награда вовремя». Анекдот в 1 д. А. А. Павлова; «Старшая и меньшая». Ком. в 1 д. М. М. Достоевского; «Чертова волынка, или Дух таинственной пещеры» (La cornemuse de diable). Волшебный вод. в 2 д. братьев И. и Т. Коньяр. Пер. с фр. Ф. А. Бурдина; «Свирепый американец и его соперники» (Amour et biberon). Вод. в 1 д. Т.-М. Дюмерсана и Ш. Варена (Charles Varin). Пер. с фр. Ф. А. Бурдина. |
| 22 сентября 1852                                                                                              | Бенефис М. П. Соколова. «Кастильская честь». Драма в 1 д. (5-е д. тр. В. Гюго «Эрнани»). Пер. с фр. в стихах В. А. Каратыгина; «Свадебный стол без молодых, или Старая любовь не ржавеет». Вод. в 1 д. П. А. Каратыгина; «Богатый холостяк и двое женатых». Ком. в 1 д. П. И. Григорьева; «Утка и стакан воды». Вод. в 1 д. Перед. с фр. П. С. Федорова. |
| 26 сентября 1852                                                                                              | Бенефис И. М. Немчинова. «Солдатское сердце, или Биваки в Саволаксе». Драматический анекдот из финляндской кампании в 2 д. с эпилогом Н. А. Полевого; «Сын степей, или Африканская любовь». Драма в 1 д. в стихах В. Р. Зотова; «Я съел моего друга» (J’ai mangé mon ami). Вод. в 1 д. Ксавье (Ж. Сентина), Ш. Варена (Charles Varin) и Л. Буайе (Louis-Hyacinthe Bouilhet). Пер. с фр. Н. Сабурова (Н. И. Куликова). |
| 3 октября 1852                                                                                                | Бенефис С. В. Васильева. «Муж не муж, жена не жена». Оперетта в 2 д. Текст К. А. Тарновского и Ф. М. Руднева. Сюжет заимств. из рассказа Мери «Le mariage par ordre»; «Бархатная шляпка». Вод. в 1 д. П. С. Федорова; «№ 470, или Три тысячи рублей серебром». Ком. в 1 д. Перед. с фр. П. С. Федорова; «Буря в стакане воды» (Une tempete dans un verre d’eau). Ком. в 1 д. Л. Гозлана Перед. с фр. П. С. Федорова. |
| 8 октября 1852                                                                                                | Бенефис актрисы Э. К. Шмитковой. «Любовь артиста». Драма в 3 д. В. А. Вонлярлярского; «Идеалы». Ком. в 1 д. Б. М. Маркевича. |
| 15 октября 1852                                                                                               | Бенефис П. М. Садовского. «Всемирная выставка». Ком. а рrороs в 1 д. с куплетами А. М. Красовского. |
| 17 октября 1852                                                                                               | «Русская свадьба в исходе XVI века». Драматическое представление из частной жизни наших предков в 3 отд. П. П. Сухонина с хорами, свадебными песнями и плясками. |
| 27 октября 1852                                                                                               | Бенефис артиста Т. М. Домбровского. «Искренняя любовь, или Милый дороже счастья» (Щира любов). Драма в 3 д. Г. Ф. Квитки-Основьяненко. Перед. с укр. А. Н. Островским; «Ни тот, ни другой». Ком. в 1 д. Е. П. Ростопчиной; «Сорочинская ярмарка, или Грицко и Параска, или Приключение на ярмарке». Вод. в 1 д. с хорами и плясками Г. Б.***, заимств. из повести Н. В. Гоголя. |
| 5 ноября 1852                                                                                                 | Бенефис С. В. Шумского. «Купец-лабазник, или Выгодная женитьба». Ком. в 3 д. М. Н. Владыкина; «Где тонко, там и рвётся». Ком. в 1 д. И. С. Тургенева; «Дилетант 5-го яруса». Шутка в 1 д. с куплетами М. А. Сомина. |
| 10 ноября 1852                                                                                                | Бенефис В. И. Живокини. «Западня, или Хотел поймать, да сам попался!». Вод. в 1 д. С. П. Соловьёва; «Моя дочь вышла замуж» (J’ai marie ma fille). Вод. в 1 д. Лорансена и М. Мишеля (Marc Antoine Amédée Michel, dit Marc-Michel). Пер. с фр. К. А. Тарновского и Ф. М. Руднева. |
| 14 ноября 1852                                                                                                | Бенефис А. Т. Сабуровой. «Дитя тайны» (Phenomene, ou L’enfant du mystere). Фарс-вод. в 1 д. Ш. Варена (Charles Varin) и Ш.-А.-Э. Бьевиля. Пер. с фр. Н. Сабурова (Н. И. Куликова). |
| 19 ноября 1852                                                                                                | Бенефис танцовщицы Е. А. Санковской. «Прикажете, я вам расскажу про Роберта». Рассказ с пением в 1 д. |
| 26 ноября 1852                                                                                                | Бенефис Д. Т. Ленского. «Две камелии». Сцены, взятые из жизни, род комедии в 1 д. Г. В. Кугушева. |
| 3 декабря 1852                                                                                                | Бенефис Л. Л. Леонидова. «Таilleur Valaikin». Вод. в 1 д. И. Е. Чернышева. |
| 4 декабря 1852                                                                                                | «Сюрпризы». Опера-вод. в 2 д. Н. В. Сушкова. |
| 15 декабря 1852                                                                                               | Бенефис И. В. Самарина. «Комедия ошибок» (The Comedy of Errors). Ком. в 5 д. В. Шекспира. Пер. с англ. Н. X. Кетчера; «Френолог и физиономист, или Шутка актрисы». Вод. в 1 д. А. П. Толченова. Переделка ком. Н. И. Ильина «Физиономист и хиромантик»; «Цыганский табор и о том, как Иван Иванович Бобков уехал на бобах». Шутка в 1 д. |
| 9 января 1853                                                                                                 | Бенефис М. С. Щепкина. «Дядька в затруднительном положении» (L’ajo nell’imbarazzo). Ком. в 3 д. Дж. Жиро. Пер. с итальянск. под редакцией Н. В. Гоголя; «Скупой рыцарь» Сцены А. С. Пушкина. |
| 14 января 1853                                                                                                | Бенефис Л. П. Никулиной-Косицкой: «Не в свои сани не садись». Ком. в 3 д. А. Н. Островского; «Пир у поэта Катулла». Сцены из римского быта в стихах Г. П. Данилевского. |
| 21 января 1853                                                                                                | Бенефис М. Д. Львовой-Синецкой. «Тарас Бульба». Драма в 3 д. Перед. из повести Н. В. Гоголя Н. И. Куликовым и К. Д. Яфимовичем; «Маскарад». Сцены из драмы М. Ю. Лермонтова; «Комедия без названия». Ком. в 1 д. Г. В. Кугушева; «Горемычная свадьба, или Возвращение с Нижегородской ярмарки». Интермедия в 1 д. с пением, танцами и плясками П. А. Каратыгина. |
| 4 февраля 1853                                                                                                | Бенефис К. Н. Полтавцева. «Лучшая школа-царская служба». Народно-драматическое представление в 4 д. с прологом и эпилогом, из достопамятной эпохи 1812 года, в стихах и прозе П. Г. Григорьева. |
| 9 февраля 1853                                                                                                | Бенефис артиста оперной труппы А. О. Бантышева. «Эпизод из жизни Страделлы». Интермедия в вольных стихах. |
| 12 февраля 1853                                                                                               | «Ермил Иванович Костров». Драма в 5 д., 6 к. в стихах Н. В. Кукольника с включением подлинных стихов А. В. Суворова и Е. И. Кострова. |
| 11 марта 1853 года                                                                                            | П О Ж А Р (ТЕАТР ВРЕМЕННО ПРЕКРАТИЛ СУЩЕСТВОВАНИЕ) |
| 20 августа 1856                                                                                               | ВОЗРОЖДЕНИЕ БОЛЬШОГО ТЕАТРА. «Пуритане» В. Беллини в исполнении итальянской труппы. |
| 30 августа 1856                                                                                               | «Маркитантка» («La Vivandiere»), одноактный балет. Под назв. «Маркитантка и форейтор». Комп. Э. Роллан, сцен. А. Сен-Леон, балетм. Сен-Леон и Ф. Черрито, постановка А. Сен-Леона |
| 6 декабря 1856                                                                                                | «30 августа 1756 года». Ком. в 3 д. В. А. Соллогуба; «30 августа 1856 года». Драматический пролог В. Р. Зотова. |
| 24 января 1857                                                                                                | «Громобой», опера А. Верстовского |
| 3 ноября 1858                                                                                                 | «Корсар», балет А. Адана, с музыкой Л. Делиба, Р. Дриго, Ц. Пуни |
| 7 января 1859                                                                                                 | «Трубадур» Д. Верди |
| 31 августа 1859                                                                                               | «Роберт и Бертрам, или Два вора», балет И. Ф. Шмидта, Ц. Пуни, балетм. Ф. И. Кшесинский (по Ф. M. Ore) |
| 1859 | «Русалка», опера Даргомыжского |
| 28 апреля 1860                                                                                                | «Сальтарелло, или страсть к танцам» («Saltarello, ou о maniaco po la danca»), балет в 2 актах. Комп., сцен. и балетм. А. Сен-Леон (на основе его же хореографии в опере-балете «Танцовщик короля» Готье), балетм. А. Сен-Леон, худ. X. Шеньян и Аккерман |
| 19 декабря 1860                                                                                               | Бенефис И. В. Самарина. «Старый капрал». Драма в 5 д. Ф. Дюмануара и А.-Ф. Деннери. Пер. с фр. П. А. Каншина и В. И. Родиславского; «5.000.000, завод и две мельницы». Ком. с куплетами в 1 д. Пер. с фр. К. А. Тарновского. |
| 23 января 1861                                                                                                | Бенефис С. В. Шумского. «Дока на доку нашел». Ком. в 4 д. Н. А. Потехина; «Собачкин». Сц. Н. В. Гоголя. |
| 8 февраля 1861                                                                                                | Бенефис М. С. Щепкина. «Отголоски прошлого» (Le fils de M-r Godard). Ком. в 3 д. Пер. с фр. К. А. Тарновского и В. П. Бегичева; «Я муж моей жены». Вод. в 1 д. Н. А. Ермолова. Перед. ком. Мольера. |
| 19 октября 1861                                                                                               | Бенефис оперной артистки Е. А. Семеновой. «Багдадские пирожники, или Волшебная лампа». Волшебное представление в 3 д. с хорами, куплетами, превращениями и танцами П. Г. Григорьева. |
| 12 декабря 1861                                                                                               | «Фауст». Балет Дж. Паниццы и Ц. Пуни, балетмейстер К. Блазис |
| 30 января 1862                                                                                                | Бенефис М. С. Щепкина. «Которая из двух?». Ком. в 1 д. в стихах Н. И. Куликова. Сюжет заимств.; «Нахлебник». Ком. в 2 д. И. С. Тургенева. |
| 6 февраля 1862                                                                                                | «Метеора, или Долина звезд», балетм. К. Блазис (по Сен-Леону) |
| 27 сентября 1862                                                                                              | Бенефис Айры Олдриджа: «Макбет». Тр. в 5 д. В. Шекспира. Пер. А. И. Кронеберга. |
| 9 октября 1862                                                                                                | Гастроли Айры Олдриджа: «Мулат». Шутка-вод. в 1 д., 3 к. |
| 1862 | «Орфа». Балет А. Адана и Л. Минкуса, балетмейстер К. Блазис |
| 8 апреля 1863                                                                                                 | «Мастеровой». Драма из народного быта в 5 д. Е. Е. Прохорова. |
| 7 ноября 1863                                                                                                 | Бенефис П. М. Садовского. «Горбун». Драма в 5 д. с пением и плясками И. И. Лажечникова. |
| 12 ноября 1863                                                                                                | «Пламень любви, или Саламандра» («Фиаметта»), балет Л. Минкуса, балетмейстер А. Сен-Леон |
| 3 декабря 1863                                                                                                | «Пигмалион», одноактный балет-комедия в 2 картинах на сб. муз. сцен. и балетм. К. Блазис |
| 17 ноября 1864                                                                                                | «Дочь фараона», балет Ц. Пуни, балетм. М. И. Петипа |
| 21 января 1865                                                                                                | «Жидовка» («Дочь кардинала») Ф. Галеви |
| 9 сентября 1865                                                                                               | «Воевода» (Сон на Волге). Ком. в 5 д. с прологом в стихах А. Н. Островского. |
| 15 сентября 1865                                                                                              | «Юдифь», опера А. Серова |
| 20 сентября 1865                                                                                              | «Корсар», балет А. Адана, с музыкой Л. Делиба, Р. Дриго, Ц. Пуни, возобновление |
| 15 ноября 1865                                                                                                | «Саламандра, или Пламень любви» («Фиаметта»), балет Л. Минкуса, балетмейстер А. Сен-Леон; возобновление |
| 25 ноября 1865                                                                                                | Бенефис В. И. Живокини. «Орфей в аду». Опера-фарс в 4 к. Ж. Оффенбаха. Либретто Э. Кремьё. Перед. В. Александрова (В. А. Крылова). |
| 1866 | «Мазепа», опера Б. Фитингофа-Шеля |
| 5 октября 1866                                                                                                | «Пахита», балет Л. Минкуса; возобновление |
| 16 декабря 1866                                                                                               | «Конёк-Горбунок», балет Ц. Пуни, перенос петербургской постановки А. Сен-Леона |
| 11 января 1867                                                                                                | Бенефис режиссёра оперной труппы Н. П. Савицкого. «Болтуны». Комич. опера в 2 д. Ж. Оффенбаха. Пер. либретто с фр. Н. Е. Вильде. |
| 6 ноября 1867                                                                                                 | Бенефис режиссёра оперной труппы Н. П. Савицкого. «Богатыри». Оп.-фарс. в 5 д. Музыка частью ориг., частью пародир. из разных опер А. П. Бородина, аранжир. Э. Н. Мертеном и Ф. Ф. Бюхнером. Либретто В. А. Крылова. |
| 20 января 1867                                                                                                | Бенефис П. М. Садовского. «Козьма Захарьич Минин-Сухорук». Драма хроника в 5 д. в стихах А. Н. Островского. |
| 11 (по ст. ст. 23) января 1867 года                                                                           | «Торжество Вакха», опера-балет Даргомыжского; первая постановка |
| 15 февраля 1867                                                                                               | Бенефис В. И. Живокини: «Грузинки, или Женский бунт». Комич. опера в 3 д. Ж. Оффенбаха. Либретто Ж. Муано, пер. Н. И. Куликова. |
| 3 января 1868                                                                                                 | «Парижский рынок», одноактный комич. балет Ц. Пуни, балетм. М. И. Петипа |
| 22 декабря 1868                                                                                               | «Царь Кандавл», балет в 4 актах 6 картинах (по одноим. новелле Т. Готье). Комп. Ц. Пуни, сцен. А. Сен-Жорж и М. И. Петипа; |
| 1868 | «Рогнеда»,, опера А. Н. Серова |
| 30 января 1869                                                                                                | Воевода, опера П. И. Чайковского; первая постановка |
| 14 декабря 1869                                                                                               | «Дон Кихот» Л. Минкуса, балетм. М. И. Петипа; первая постановка |
| 25 января 1870                                                                                                | «Трильби», балет в 2 актах 3 картинах (по сказке Ш. Нодье «Трильби, или Дух очага»), Комп. Ю. Г. Гербер, сцен. и балетм. М. И. Петипа |
| 10 ноября 1870                                                                                                | Бенефис М. П. Владиславлева. «Прекрасная Елена». Опера-фарс в 3 д. Ж. Оффенбаха. Либретто А. Мельяка и Л. Галеви. Пер. В. Александрова (В. А. Крылова). |
| 14 декабря 1871                                                                                               | «Волшебный башмачок» («Сандрильона»), балет В. К. Мюльдорфера, балетм. В. Рейзингер |
| 11 мая 1873                                                                                                   | Бенефис В. И. Живокини: «Снегурочка». Весенняя сказка в 4 д. с прологом А. Н. Островского. Муз. П. И. Чайковского |
| 4 мая 1875 | «Опричник» П. И. Чайковского, первая постановка |
| 2 ноября 1876                                                                                                 | «Дон Карлос» Дж. Верди, постановка Итальянской труппы, с участием Терезы Штольц. Впервые в Москве. |
| 20 февраля (4 марта) 1877                                                                                     | «Лебединое озеро», балет П. И. Чайковского; балетм. В. Рейзингер, первая постановка |
| 2 марта 1879                                                                                                  | «Гугеноты» Д. Мейербера |
| 13 января 1880                                                                                                | «Лебединое озеро» П. И. Чайковского; балетм. И. Ганзен |
| 8 декабря 1880                                                                                                | «Бал-маскарад», опера Дж. Верди, первая постановка в России (на русском языке) |
| 11 (23) января 1881                                                                                           | «Евгений Онегин», опера П. И. Чайковского. |
| 23 января 1881                                                                                                | «Тангейзер», опера Р. Вагнера |
| 1881 | «Иоанн Лейденский», опера Дж. Мейербера |
| 15 ноября 1881                                                                                                | «Вражья сила», опера А. Серова |
| 8 января 1882                                                                                                 | Бенефис Г. Н. Федотовой: «Преступница». Др. в 5 д. Н. Е. Вильде; «Единственная». Ком. в 2 д. А. М. Дмитриева. Сюжет заимств. |
| 24 января (по ст. ст. 5 февраля) 1882                                                                         | Коппелия, балет Л. Делиба. Впервые в России |
| 28 октября 1882                                                                                               | «Лебединое озеро» П. И. Чайковского, балетм. И. Ганзен. Возобновление |
| 9 января 1883                                                                                                 | «Африканка», опера Дж. Мейербера |
| 1883 | «Маккавеи», опера А. Рубинштейна |
| 27 ноября 1883                                                                                                | «Роксана, краса Черногории», балет в 4 актах. Комп. Л. Минкус, сцен. С. Н. Худеков и М. И. Петипа, балетм. А. Н. Богданов (по Петипа) |
| 3 февраля 1884                                                                                                | «Мазепа», опера П. И. Чайковского. Премьера |
| 1884 | «Нижегородцы», опера Э. Направника |
| 1884, осень                                                                                                   | «Уриэль Акоста», опера В. Серовой |
| 16 декабря 1884                                                                                               | Юбилей И. В. Самарина: «Пролог» Н. Е. Вильде. |
| 27 декабря 1884                                                                                               | «Пакеретта», балет в 3 актах 5 картинах. Комп. Ф. Бенуа |
| 19 января 1887                                                                                                | «Черевички», опера П. И. Чайковского. Премьера |
| 26 января 1887                                                                                                | Бенефис Г. Н. Федотовой: «Антоний и Клеопатра». Тр. в 5 д. В. Шекспира. Пер. С. А. Юрьева. |
| 1887 | «Тарас Бульба», опера В. Кашперова |
| 1887 | «Мефистофель», опера А. Бойто |
| 3 марта 1888                                                                                                  | «Корсар», балет А. Адана с музыкой Л. Делиба, Р. Дриго, Ц. Пуни, возобн., балетм. А. Н. Богданов |
| 1888 | «Мария Бургундская», опера П. Бларамберга |
| 1888 | «Гарольд», опера Э. Направника |
| 16 декабря 1888                                                                                               | «Борис Годунов» М. П. Мусоргского, 2-я ред. (впервые в Большом театре) |
| 27 декабря 1888                                                                                               | «Семь смертных грехов» («Фауст»), балетм. А. Н. Богданов (по Ж. Перро и М. И. Петипа) |
| 29 января 1889                                                                                                | «Пахита», балет Л. Минкуса. Перенос петерб. пост., балетм. А. Н. Богданов |
| 3 февраля 1889                                                                                                | «Волшебная флейта», опера Моцарта |
| 1890 год | «Чародейка» П. И. Чайковского. Премьера оперы |
| 16 октября 1889                                                                                               | «Лоэнгрин», опера Р. Вагнера |
| 6 января 1890                                                                                                 | «Танцовщики поневоле», балет композитора Маковца, возобновление |
| 31 августа 1890                                                                                               | «Африканка», опера Д. Мейербера, либретто Э. Скриба |
| 27 октября 1890                                                                                               | «Сон в летнюю ночь». Ком. в 5 д. В. Шекспира. Пер. С. А. Юрьева. |
| 21 декабря 1890                                                                                               | «Сон на Волге», опера А. С. Аренского |
| 15 января 1891                                                                                                | «Отелло», опера Дж. Верди |
| 1891 | «Псковитянка», опера Н. А. Римского-Корсакова |
| 4 ноября 1891                                                                                                 | «Пиковая дама», опера П. И. Чайковского. Впервые в Москве |
| 1892 | «Ролла», опера А. Симона |
| 3 ноября 1892                                                                                                 | «Лакме» Л. Делиба; дирижёр Альтани |
| 1 декабря 1892, вторник                                                                                       | Юбилей в память Д. И. Фонвизина по случаю столетия со дня его кончины: «У Фонвизина». Пролог-пьеса в 1 д. в стихах П. И. Вейнберга. «Бригадир». Ком. в 5 д. Д. И. Фонвизина (в первоначальной редакции, восстановленной Н. С. Тихонравовым по рукописи); «Апофеоз». Перед бюстом Фонфизина артистами, хором и оркестром исполнена «Слава». |
| 16 декабря 1892, среда                                                                                        | «Кольцо любви». Волшебная сказка в 3 д., 10 к. (по немецким народным сказкам и поверьям) В. А. Крылова. Музыка частью сочинена П. П. Золотаренко, частью заимств. из соч. Ф. Мендельсона-Бартольди, А. Тома, Г. Берлиоза, Л. Делиба и др. Танцы соч. X. Мендеса. Декорации К. Ф. Вальца. |
| 27 декабря 1892                                                                                               | Балет «Фиаметта», возобновление, балетм. Л. И. Иванов, |
| 27 апреля 1893                                                                                                | «Алеко» С. В. Рахманинова, первая постановка |
| 11 ноября 1893                                                                                                | «Иоланта» П. И. Чайковского |
| 1893 год | «Снегурочка» Н. Римского-Корсакова |
| 24 ноября 1893, среда                                                                                         | Бенефис декоратора А. Ф. Гельцера: «Орлеанская дева». Тр. в 5 д., 9 к. с прологом Ф. Шиллера. Пер. с нем. В. А. Жуковского. Декорации А. Ф. Гельцера. |
| 24 января 1895                                                                                                | «Тушинцы» П. Бларамберга |
| 27 января 1894                                                                                                | «Зигфрид» Р. Вагнера |
| 2 февраля 1895, четверг, утро                                                                                 | 50-ЛЕТИЕ СО ДНЯ СМЕРТИ И. А. КРЫЛОВА: «Модная лавка». Ком. в 3 д. И. А. Крылова; «Басни Крылова». Сц. в 1 д. В. А. Крылова; «Апофеоз». Перед бюстом И. А. Крылова под аккомпанемент оркестра (музыка соч. А. Г. Рубинштейна, оркестрованная А. Ф. Арендсом) Правдин, Ермолова и Федотова прочли басни Крылова — «Парнас», «Осел и Соловей» и «Квартет». Затем артистами, хором и оркестром была исполнена «Слава». |
| 5 февраля 1895                                                                                                | «Катарина, дочь разбойника», возобновление |
| 14 апреля 1895                                                                                                | «Гугеноты» Д. Мейербера |
| 1895 | опера «Мелузина» И. Трубецкого |
| 26 декабря 1895                                                                                               | «Дубровский» Э. Н. Направника, режиссёр Р. В. Василевский |
| 19 января 1896, пятница                                                                                       | Бенефис М. Н. Ермоловой: «Мариана». Др. в 4 д. X. Эчегарайя. Пер. с исп. С. Степановой [С. Л. Марковой]?. Декорации А. Ф. Гельцера; «Елка». Ком. в 1 д. Вл. И. Немировича-Данченко. «Троеженец». Быт. сцены в 1 д., 2 к. Н. Тулетова (Н. И. Стороженко). |
| 1896 | «Ромео и Джульетта» Ш. Гуно |
| ? ноября 1896, воскресенье                                                                                    | Спектакль, посвящённый памяти Екатерины II в связи со столетием со дня её кончины: «О, время!». Ком. в 3 д. Екатерины II. |
| ? ноября 1896, воскресенье опера «Федул с детьми» В. Мартин-и-Солера и В. Пашкевича по либретто Екатерины II. | |
| 20 февраля 1897                                                                                               | Балет «Фея кукол», балетм. И. Мендес |
| 1897 | опера «Песнь торжествующей любви» А. Симона |
| 19 января 1898                                                                                                | Князь Игорь (опера) А. П. Бородина; первая постановка |
| 25 января 1898                                                                                                | «Звёзды», балет в 4 актах 10 картинах. Комп. А. Ю. Симон, сцен. К. Ф. Вальц, балетм. И. Н. Хлюстин |
| 6 февраля 1898, пятница                                                                                       | В ПОЛЬЗУ «УБЕЖИЩА ДЛЯ ПРЕСТАРЕЛЫХ АРТИСТОВ И ИХ СЕМЕЙСТВ»: «Мария Стюарт». Тр. в 5 д. Ф. Шиллера. Пер. с нем. А. А. Шишкова. Декорации К. Ф. Вальца (1-е д.), А. Ф. Гельцера (2-е д.), Цукарелли (2-я к. 4-е д.). |
| 1898 | «Тангейзер» |
| 1898 | «Ночь перед Рождеством» Н. Римского-Корсакова; впервые в Москве |
| 15 ноября 1898                                                                                                | Балет «Привал кавалерии» И. И. Армсгеймера, балетм. И. Н. Хлюстин |
| 27 ноября 1898                                                                                                | Кармен (опера) Ж. Бизе, впервые в Москве |
| 17 января 1899                                                                                                | Балет «Спящая красавица» П. И. Чайковского, балетмейстер А. Горский. Впервые в Москве; перенос Петербургской постановки |
| 20 января 1899, среда                                                                                         | Бенефис Н. М. Медведевой (за 50-летнюю службу): «Царь Борис». Тр. в 5 д., 11 к. А. К. Толстого. Музыка увертюры и антракты В. С. Калинникова. |
| 6 января 1900, четверг                                                                                        | Спектакль к 75-летию открытия Большого театра: «Торжество муз». Пролог на открытие императорского московского Большого театра М. А. Дмитриева. Музыка А. Ю. Симона; «Мещанин во дворянстве». Ком.-балет в 5 д. Ж.-Б. Мольера. Пер. с фр. В. П. Острогорского. Музыка к комедии Ж.-Б. Люлли. Танцы поставлены В. Д. Тихомировым. Пост. реж. А. П. Ленского; балет «Танцовщики поневоле» («Волшебная флейта, или Танцовщики поневоле»), балетм. В. Д. Тихомиров. |
| 23 января 1900                                                                                                | Раймонда (балет) А. Глазунова; первая постановка |
| 1899 | опера «Забава Путятишна» М. Иванова |
| 1900 | опера «Принцесса Грёза» Ю. Блейхмана |
| 1900 | Опера «Русалка» Даргомыжского, режиссёр возобновления Р. В. Василевский |
| начало ноября 1900                                                                                            | «Ледяной дом» А. Н. Корещенко |
| 6 декабря 1900                                                                                                | Балет Дон Кихот (балет) Л. Минкуса. |
| 4 января 1901                                                                                                 | «Анджело» Ц. Кюи |
| 24 января 1901                                                                                                | «Лебединое озеро» П. И. Чайковского, перенос новой петербургской постановки, балетмейстер А. А. Горский |
| 1901 | опера «Сын мандарина» Ц. Кюи |
| 1901 | «Пир во время чумы» Ц. Кюи |
| 1901 | «Моцарт и Сальери» Н. Римского-Корсакова (впервые в Большом театре) |
| 1901 | «Псковитянка» (с включением «Боярыни Веры Шелоги») Н. Римского-Корсакова, 3-я ред. |
| 1901 | опера «Борис Годунов» М. Мусоргского, ред. Н. Римского-Корсакова |
| 14 октября 1903                                                                                               | опера «Добрыня Никитич» А. Гречанинова |
| 25 ноября 1901                                                                                                | «Конёк-Горбунок» Пуни |
| 11 февраля 1902                                                                                               | «Валькирия» Р. Вагнера |
| 19 ноября 1902                                                                                                | «Летучий голландец» Р. Вагнера |
| 1903 | опера «Рафаэль» А. С. Аренского |
| 16 ноября 1903                                                                                                | Золотая рыбка (балет Минкуса), балетмейстер А. А. Горский |
| 25 января 1904                                                                                                | «Баядерка» Л. Минкуса |
| 1904 | «Князь Игорь». Возобновление |
| 1904 | опера «Вертер» Ж. Массне |
| 1904 | опера «Наль и Дамаянти» А. Аренского |
| 13 февраля 1905                                                                                               | Балет «Волшебное зеркало», балет в 4 актах 7 картинах (по сказкам А. С. Пушкина и бр. Гримм). Комп. А. Н. Корещенко, сцен. М. И. Петипа и И. А. Всеволожский. |
| 25 февраля 1905                                                                                               | «Коппелия», балет Л. Делиба |
| 27 сентября 1905                                                                                              | «Пан воевода», опера Н. А. Римского-Корсакова |
| 27 ноября 1905                                                                                                | «Дочь фараона», балет Ц. Пуни, балетм. А. А. Горский |
| 24 октября 1906                                                                                               | «Садко», опера Н. А. Римского-Корсакова |
| 19 ноября 1906                                                                                                | «Дон Кихот», балет Л. Минкуса. |
| 19 декабря 1906                                                                                               | «Каменный гость» Даргомыжского с оркестровкой Н. Римского-Корсакова, впервые в Москве |
| 21 января 1907                                                                                                | «Арлекинада» («Миллионы Арлекина»), балетмейстер А. А. Горский (по М. И. Петипа) |
| 30 сентября 1907                                                                                              | «Жизель», балет А. Адана, постановка А. А. Горского |
| 15 февраля 1908                                                                                               | «Сказание о невидимом граде Китеже и деве Февронии», опера Н. А. Римского-Корсакова |
| 17 ноября 1908                                                                                                | «Раймонда», балет А. К. Глазунова, балетм. А. А. Горский |
| 1909 | «Кавказский пленник», опера Ц. Кюи |
| 1909 | «Золотой петушок», опера Н. А. Римского-Корсакова |
| 1909 | «Зимняя сказка», опера К. Гольдмарка |
| 10 января 1910                                                                                                | «Саламбо», балет в 5 актах 7 картинах (по одноим. роману Г. Флобера). Комп. А. Ф. Арендс, сцен. и балетм. А. А. Горский |
| 15 января 1912                                                                                                | «Корсар» |
| 1912 | «Миньона», опера А. Тома |
| 17 декабря 1912                                                                                               | «Хованщина», опера М. П. Мусоргского, впервые в Большом театре |
| 1913 | «Сказка о царе Салтане», опера Н. А. Римского-Корсакова, впервые в Большом театре |
| 15 ноября 1913                                                                                                | «Севильский цирюльник», опера Дж. Россини |
| 1915 | «Манон», опера Ж. Массне |
| 8 декабря 1915                                                                                                | «Евника и Петроний», балет в 2 актах 3 картинах (по роману «Камо грядеши?» Сенкевича) на муз. Ф. Шопена (инструментовка А. Ф. Арендса), сценарист и балетмейстер А. А. Горский |
| 25 января 1917                                                                                                | «Иоланта», опера П. И. Чайковского; возобновление |
| 10 февраля 1917                                                                                               | «Дон Карлос», опера Дж. Верди |
| 6 октября 1922                                                                                                | «Аида», опера Дж. Верди |
| 23 ноября 1926                                                                                                | «Свадьба Фигаро», опера Моцарта, впервые в Москве |
| 1927 | «Любовь к трём апельсинам», опера С. С. Прокофьева |
| 18 марта 1933                                                                                                 | «Дионис», одноактный балет на музыку балета А. А. Шеншина «Античные пляски», автор либретто и балетмейстер К. Я. Голейзовский, художник P. P. Макаров, дирижёр Ю. Ф. Файер. |